# 1905
Portal Geschichte | Portal Biografien | Aktuelle Ereignisse | Jahreskalender | Tagesartikel

◄ |
19. Jahrhundert |
20. Jahrhundert
| 21. Jahrhundert

◄ |
1870er |
1880er |
1890er |
1900er
| 1910er | 1920er | 1930er | ►

◄◄ |
◄ |
1901 |
1902 |
1903 |
1904 |
1905
| 1906 | 1907 | 1908 | 1909 | ► | ►►
Staatsoberhäupter · Wahlen · Nekrolog  · Literaturjahr · Musikjahr · Filmjahr  · Sportjahr
| Januar | Januar | Januar | Januar | Januar | Januar | Januar | Januar |
| Kw     | Mo     | Di     | Mi     | Do     | Fr     | Sa     | So     |
| ------ | ------ | ------ | ------ | ------ | ------ | ------ | ------ |
| 52     |        |        |        |        |        |        | 1      |
| 1      | 2      | 3      | 4      | 5      | 6      | 7      | 8      |
| 2      | 9      | 10     | 11     | 12     | 13     | 14     | 15     |
| 3      | 16     | 17     | 18     | 19     | 20     | 21     | 22     |
| 4      | 23     | 24     | 25     | 26     | 27     | 28     | 29     |
| 5      | 30     | 31     |        |        |        |        |        |

| Februar | Februar | Februar | Februar | Februar | Februar | Februar | Februar |
| Kw      | Mo      | Di      | Mi      | Do      | Fr      | Sa      | So      |
| ------- | ------- | ------- | ------- | ------- | ------- | ------- | ------- |
| 5       |         |         | 1       | 2       | 3       | 4       | 5       |
| 6       | 6       | 7       | 8       | 9       | 10      | 11      | 12      |
| 7       | 13      | 14      | 15      | 16      | 17      | 18      | 19      |
| 8       | 20      | 21      | 22      | 23      | 24      | 25      | 26      |
| 9       | 27      | 28      |         |         |         |         |         |

| März | März | März | März | März | März | März | März |
| Kw   | Mo   | Di   | Mi   | Do   | Fr   | Sa   | So   |
| ---- | ---- | ---- | ---- | ---- | ---- | ---- | ---- |
| 9    |      |      | 1    | 2    | 3    | 4    | 5    |
| 10   | 6    | 7    | 8    | 9    | 10   | 11   | 12   |
| 11   | 13   | 14   | 15   | 16   | 17   | 18   | 19   |
| 12   | 20   | 21   | 22   | 23   | 24   | 25   | 26   |
| 13   | 27   | 28   | 29   | 30   | 31   |      |      |

| April | April | April | April | April | April | April | April |
| Kw    | Mo    | Di    | Mi    | Do    | Fr    | Sa    | So    |
| ----- | ----- | ----- | ----- | ----- | ----- | ----- | ----- |
| 13    |       |       |       |       |       | 1     | 2     |
| 14    | 3     | 4     | 5     | 6     | 7     | 8     | 9     |
| 15    | 10    | 11    | 12    | 13    | 14    | 15    | 16    |
| 16    | 17    | 18    | 19    | 20    | 21    | 22    | 23    |
| 17    | 24    | 25    | 26    | 27    | 28    | 29    | 30    |

| Mai | Mai | Mai | Mai | Mai | Mai | Mai | Mai |
| Kw  | Mo  | Di  | Mi  | Do  | Fr  | Sa  | So  |
| --- | --- | --- | --- | --- | --- | --- | --- |
| 18  | 1   | 2   | 3   | 4   | 5   | 6   | 7   |
| 19  | 8   | 9   | 10  | 11  | 12  | 13  | 14  |
| 20  | 15  | 16  | 17  | 18  | 19  | 20  | 21  |
| 21  | 22  | 23  | 24  | 25  | 26  | 27  | 28  |
| 22  | 29  | 30  | 31  |     |     |     |     |

| Juni | Juni | Juni | Juni | Juni | Juni | Juni | Juni |
| Kw   | Mo   | Di   | Mi   | Do   | Fr   | Sa   | So   |
| ---- | ---- | ---- | ---- | ---- | ---- | ---- | ---- |
| 22   |      |      |      | 1    | 2    | 3    | 4    |
| 23   | 5    | 6    | 7    | 8    | 9    | 10   | 11   |
| 24   | 12   | 13   | 14   | 15   | 16   | 17   | 18   |
| 25   | 19   | 20   | 21   | 22   | 23   | 24   | 25   |
| 26   | 26   | 27   | 28   | 29   | 30   |      |      |

| Juli | Juli | Juli | Juli | Juli | Juli | Juli | Juli |
| Kw   | Mo   | Di   | Mi   | Do   | Fr   | Sa   | So   |
| ---- | ---- | ---- | ---- | ---- | ---- | ---- | ---- |
| 26   |      |      |      |      |      | 1    | 2    |
| 27   | 3    | 4    | 5    | 6    | 7    | 8    | 9    |
| 28   | 10   | 11   | 12   | 13   | 14   | 15   | 16   |
| 29   | 17   | 18   | 19   | 20   | 21   | 22   | 23   |
| 30   | 24   | 25   | 26   | 27   | 28   | 29   | 30   |
| 31   | 31   |      |      |      |      |      |      |

| August | August | August | August | August | August | August | August |
| Kw     | Mo     | Di     | Mi     | Do     | Fr     | Sa     | So     |
| ------ | ------ | ------ | ------ | ------ | ------ | ------ | ------ |
| 31     |        | 1      | 2      | 3      | 4      | 5      | 6      |
| 32     | 7      | 8      | 9      | 10     | 11     | 12     | 13     |
| 33     | 14     | 15     | 16     | 17     | 18     | 19     | 20     |
| 34     | 21     | 22     | 23     | 24     | 25     | 26     | 27     |
| 35     | 28     | 29     | 30     | 31     |        |        |        |

| September | September | September | September | September | September | September | September |
| Kw        | Mo        | Di        | Mi        | Do        | Fr        | Sa        | So        |
| --------- | --------- | --------- | --------- | --------- | --------- | --------- | --------- |
| 35        |           |           |           |           | 1         | 2         | 3         |
| 36        | 4         | 5         | 6         | 7         | 8         | 9         | 10        |
| 37        | 11        | 12        | 13        | 14        | 15        | 16        | 17        |
| 38        | 18        | 19        | 20        | 21        | 22        | 23        | 24        |
| 39        | 25        | 26        | 27        | 28        | 29        | 30        |           |

| Oktober | Oktober | Oktober | Oktober | Oktober | Oktober | Oktober | Oktober |
| Kw      | Mo      | Di      | Mi      | Do      | Fr      | Sa      | So      |
| ------- | ------- | ------- | ------- | ------- | ------- | ------- | ------- |
| 39      |         |         |         |         |         |         | 1       |
| 40      | 2       | 3       | 4       | 5       | 6       | 7       | 8       |
| 41      | 9       | 10      | 11      | 12      | 13      | 14      | 15      |
| 42      | 16      | 17      | 18      | 19      | 20      | 21      | 22      |
| 43      | 23      | 24      | 25      | 26      | 27      | 28      | 29      |
| 44      | 30      | 31      |         |         |         |         |         |

| November | November | November | November | November | November | November | November |
| Kw       | Mo       | Di       | Mi       | Do       | Fr       | Sa       | So       |
| -------- | -------- | -------- | -------- | -------- | -------- | -------- | -------- |
| 44       |          |          | 1        | 2        | 3        | 4        | 5        |
| 45       | 6        | 7        | 8        | 9        | 10       | 11       | 12       |
| 46       | 13       | 14       | 15       | 16       | 17       | 18       | 19       |
| 47       | 20       | 21       | 22       | 23       | 24       | 25       | 26       |
| 48       | 27       | 28       | 29       | 30       |          |          |          |

| Dezember | Dezember | Dezember | Dezember | Dezember | Dezember | Dezember | Dezember |
| Kw       | Mo       | Di       | Mi       | Do       | Fr       | Sa       | So       |
| -------- | -------- | -------- | -------- | -------- | -------- | -------- | -------- |
| 48       |          |          |          |          | 1        | 2        | 3        |
| 49       | 4        | 5        | 6        | 7        | 8        | 9        | 10       |
| 50       | 11       | 12       | 13       | 14       | 15       | 16       | 17       |
| 51       | 18       | 19       | 20       | 21       | 22       | 23       | 24       |
| 52       | 25       | 26       | 27       | 28       | 29       | 30       | 31       |

| Januar | Januar | Januar | Januar | Januar | Januar | Januar | Januar |
| Kw     | Mo     | Di     | Mi     | Do     | Fr     | Sa     | So     |
| ------ | ------ | ------ | ------ | ------ | ------ | ------ | ------ |
| 52     |        |        |        |        |        |        | 1      |
| 1      | 2      | 3      | 4      | 5      | 6      | 7      | 8      |
| 2      | 9      | 10     | 11     | 12     | 13     | 14     | 15     |
| 3      | 16     | 17     | 18     | 19     | 20     | 21     | 22     |
| 4      | 23     | 24     | 25     | 26     | 27     | 28     | 29     |
| 5      | 30     | 31     |        |        |        |        |        |

| Februar | Februar | Februar | Februar | Februar | Februar | Februar | Februar |
| Kw      | Mo      | Di      | Mi      | Do      | Fr      | Sa      | So      |
| ------- | ------- | ------- | ------- | ------- | ------- | ------- | ------- |
| 5       |         |         | 1       | 2       | 3       | 4       | 5       |
| 6       | 6       | 7       | 8       | 9       | 10      | 11      | 12      |
| 7       | 13      | 14      | 15      | 16      | 17      | 18      | 19      |
| 8       | 20      | 21      | 22      | 23      | 24      | 25      | 26      |
| 9       | 27      | 28      |         |         |         |         |         |

| März | März | März | März | März | März | März | März |
| Kw   | Mo   | Di   | Mi   | Do   | Fr   | Sa   | So   |
| ---- | ---- | ---- | ---- | ---- | ---- | ---- | ---- |
| 9    |      |      | 1    | 2    | 3    | 4    | 5    |
| 10   | 6    | 7    | 8    | 9    | 10   | 11   | 12   |
| 11   | 13   | 14   | 15   | 16   | 17   | 18   | 19   |
| 12   | 20   | 21   | 22   | 23   | 24   | 25   | 26   |
| 13   | 27   | 28   | 29   | 30   | 31   |      |      |

| April | April | April | April | April | April | April | April |
| Kw    | Mo    | Di    | Mi    | Do    | Fr    | Sa    | So    |
| ----- | ----- | ----- | ----- | ----- | ----- | ----- | ----- |
| 13    |       |       |       |       |       | 1     | 2     |
| 14    | 3     | 4     | 5     | 6     | 7     | 8     | 9     |
| 15    | 10    | 11    | 12    | 13    | 14    | 15    | 16    |
| 16    | 17    | 18    | 19    | 20    | 21    | 22    | 23    |
| 17    | 24    | 25    | 26    | 27    | 28    | 29    | 30    |

| Mai | Mai | Mai | Mai | Mai | Mai | Mai | Mai |
| Kw  | Mo  | Di  | Mi  | Do  | Fr  | Sa  | So  |
| --- | --- | --- | --- | --- | --- | --- | --- |
| 18  | 1   | 2   | 3   | 4   | 5   | 6   | 7   |
| 19  | 8   | 9   | 10  | 11  | 12  | 13  | 14  |
| 20  | 15  | 16  | 17  | 18  | 19  | 20  | 21  |
| 21  | 22  | 23  | 24  | 25  | 26  | 27  | 28  |
| 22  | 29  | 30  | 31  |     |     |     |     |

| Juni | Juni | Juni | Juni | Juni | Juni | Juni | Juni |
| Kw   | Mo   | Di   | Mi   | Do   | Fr   | Sa   | So   |
| ---- | ---- | ---- | ---- | ---- | ---- | ---- | ---- |
| 22   |      |      |      | 1    | 2    | 3    | 4    |
| 23   | 5    | 6    | 7    | 8    | 9    | 10   | 11   |
| 24   | 12   | 13   | 14   | 15   | 16   | 17   | 18   |
| 25   | 19   | 20   | 21   | 22   | 23   | 24   | 25   |
| 26   | 26   | 27   | 28   | 29   | 30   |      |      |

| Juli | Juli | Juli | Juli | Juli | Juli | Juli | Juli |
| Kw   | Mo   | Di   | Mi   | Do   | Fr   | Sa   | So   |
| ---- | ---- | ---- | ---- | ---- | ---- | ---- | ---- |
| 26   |      |      |      |      |      | 1    | 2    |
| 27   | 3    | 4    | 5    | 6    | 7    | 8    | 9    |
| 28   | 10   | 11   | 12   | 13   | 14   | 15   | 16   |
| 29   | 17   | 18   | 19   | 20   | 21   | 22   | 23   |
| 30   | 24   | 25   | 26   | 27   | 28   | 29   | 30   |
| 31   | 31   |      |      |      |      |      |      |

| August | August | August | August | August | August | August | August |
| Kw     | Mo     | Di     | Mi     | Do     | Fr     | Sa     | So     |
| ------ | ------ | ------ | ------ | ------ | ------ | ------ | ------ |
| 31     |        | 1      | 2      | 3      | 4      | 5      | 6      |
| 32     | 7      | 8      | 9      | 10     | 11     | 12     | 13     |
| 33     | 14     | 15     | 16     | 17     | 18     | 19     | 20     |
| 34     | 21     | 22     | 23     | 24     | 25     | 26     | 27     |
| 35     | 28     | 29     | 30     | 31     |        |        |        |

| September | September | September | September | September | September | September | September |
| Kw        | Mo        | Di        | Mi        | Do        | Fr        | Sa        | So        |
| --------- | --------- | --------- | --------- | --------- | --------- | --------- | --------- |
| 35        |           |           |           |           | 1         | 2         | 3         |
| 36        | 4         | 5         | 6         | 7         | 8         | 9         | 10        |
| 37        | 11        | 12        | 13        | 14        | 15        | 16        | 17        |
| 38        | 18        | 19        | 20        | 21        | 22        | 23        | 24        |
| 39        | 25        | 26        | 27        | 28        | 29        | 30        |           |

| Oktober | Oktober | Oktober | Oktober | Oktober | Oktober | Oktober | Oktober |
| Kw      | Mo      | Di      | Mi      | Do      | Fr      | Sa      | So      |
| ------- | ------- | ------- | ------- | ------- | ------- | ------- | ------- |
| 39      |         |         |         |         |         |         | 1       |
| 40      | 2       | 3       | 4       | 5       | 6       | 7       | 8       |
| 41      | 9       | 10      | 11      | 12      | 13      | 14      | 15      |
| 42      | 16      | 17      | 18      | 19      | 20      | 21      | 22      |
| 43      | 23      | 24      | 25      | 26      | 27      | 28      | 29      |
| 44      | 30      | 31      |         |         |         |         |         |

| November | November | November | November | November | November | November | November |
| Kw       | Mo       | Di       | Mi       | Do       | Fr       | Sa       | So       |
| -------- | -------- | -------- | -------- | -------- | -------- | -------- | -------- |
| 44       |          |          | 1        | 2        | 3        | 4        | 5        |
| 45       | 6        | 7        | 8        | 9        | 10       | 11       | 12       |
| 46       | 13       | 14       | 15       | 16       | 17       | 18       | 19       |
| 47       | 20       | 21       | 22       | 23       | 24       | 25       | 26       |
| 48       | 27       | 28       | 29       | 30       |          |          |          |

| Dezember | Dezember | Dezember | Dezember | Dezember | Dezember | Dezember | Dezember |
| Kw       | Mo       | Di       | Mi       | Do       | Fr       | Sa       | So       |
| -------- | -------- | -------- | -------- | -------- | -------- | -------- | -------- |
| 48       |          |          |          |          | 1        | 2        | 3        |
| 49       | 4        | 5        | 6        | 7        | 8        | 9        | 10       |
| 50       | 11       | 12       | 13       | 14       | 15       | 16       | 17       |
| 51       | 18       | 19       | 20       | 21       | 22       | 23       | 24       |
| 52       | 25       | 26       | 27       | 28       | 29       | 30       | 31       |

## Ereignisse

### Politik und Weltgeschehen

#### Afrika
- 1. Januar: Die deutsche Kolonie Togoland wird in Togo umbenannt.
- 2. Januar: Deutsche Truppen erstürmen die Festung der Nama in der Kolonie Deutsch-Südwestafrika.
- 31. März: Kaiser Wilhelm II. trifft zu einem Besuch in Tanger ein, um gegenüber Frankreich die deutschen Interessen in Marokko zu demonstrieren
- 20. Juli: In Deutsch-Ostafrika bricht der Maji-Maji-Aufstand aus.

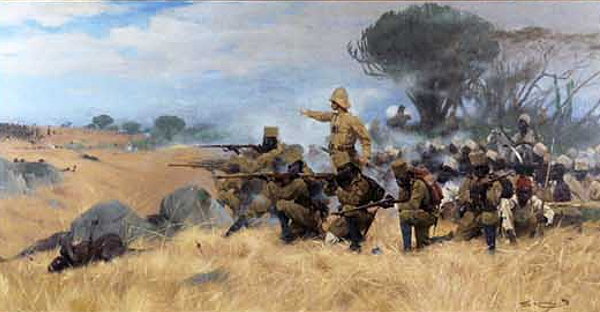
Wilhelm Kuhnert: Schlacht bei Mahenge

- 29. bis 31. August: In der Schlacht bei Mahenge wird die Maji-Maji-Bewegung geschlagen.

#### Skandinavien

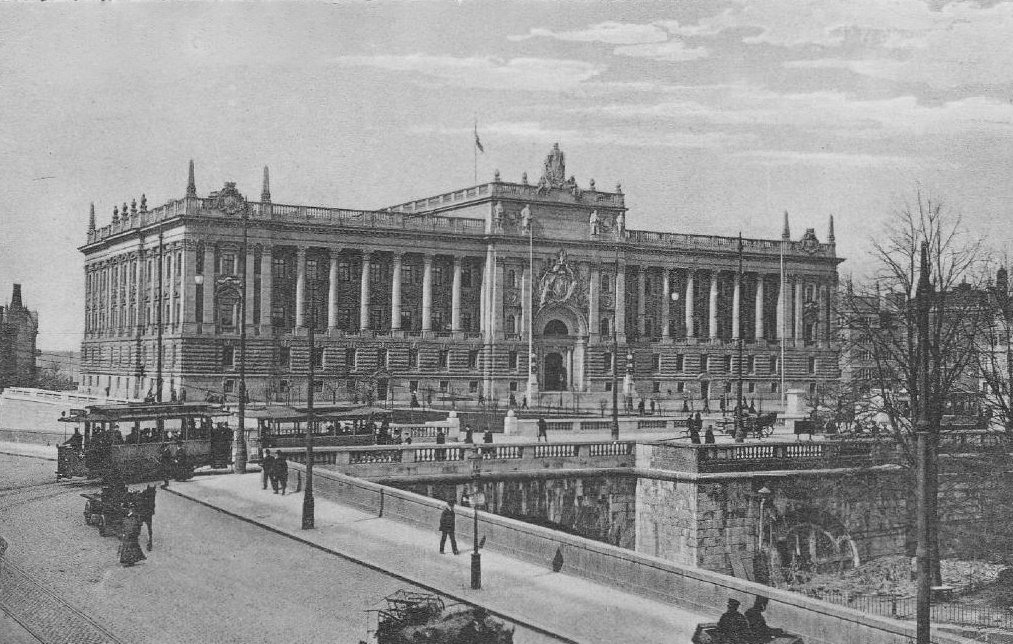
Das Riksdagshuset um 1905

- 12. Januar: Das Riksdagshuset auf der Insel Helgeandsholmen in Stockholm, der Sitz des schwedischen Reichstags, wird nach rund acht Jahren Bauzeit eingeweiht. Schon bald wird Kritik laut, da der Bau im Stil des Neobarocks nicht dem neuen Architekturideal des beginnenden 20. Jahrhunderts entspricht und viel zu gewaltig geraten ist.
- 7. Juni: Das norwegische Parlament beschließt die Auflösung der Personalunion mit Schweden.
- 13. August: In einer Volksabstimmung mit 85 % Wahlbeteiligung spricht sich eine Mehrheit von 368.208 zu 184 der Norweger für die Lösung der Union mit Schweden aus.
- 23. September: Mit dem Vertrag von Karlstad beenden Schweden und Norwegen friedlich die seit 1814 bestehende Personalunion beider Staaten.
- 25. Oktober: Der schwedische König Oskar II. verzichtet ab sofort darauf, auch norwegischer König zu sein.
- 1. November: Schweden bekommt eine eigene Flagge ohne Unionszeichen durch die Beendigung der Union mit Norwegen. Die Flagge Schwedens zeigt das liegende skandinavische Kreuz gelb auf blauem Grund.
- 18. November: Der dänische Prinz Håkon VII. aus dem Haus Schleswig-Holstein-Sonderburg-Glücksburg wird König von Norwegen.

#### Deutsches Kaiserreich

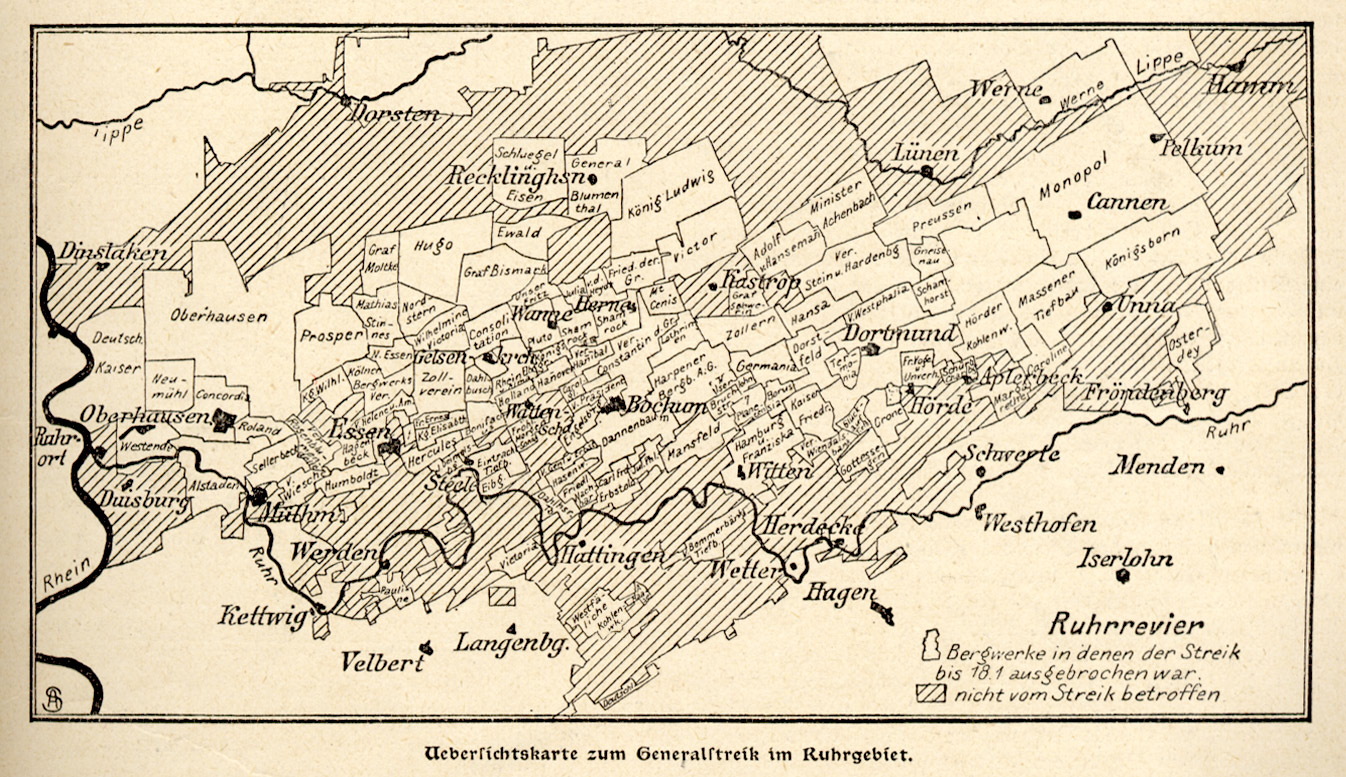
Übersichtskarte zu den bestreikten Gebieten (Die Woche, 3/1905)

- 17. Januar: Beginn des bis dahin größten Streiks an der Ruhr, an dem teilweise bis zu 225 000 Bergarbeiter teilnehmen. Streikabbruch am 9. Februar
- 1. April: Mit dem preußischen Wassergesetz wird der Bau des Mittellandkanals beschlossen.
- 23. Juli: Zusammenkunft Kaiser Wilhelms II. mit Zar Nikolaus II. in Björkö; ein vorgesehener Bündnisvertrag wird von beiden Ländern allerdings nicht ratifiziert, so dass es dem Deutschen Reich nicht gelingt, Russland aus dem Bündnis mit Frankreich zu lösen.
- 23. September: Eine von August Bebel verfasste Resolution, Streik auch als politische Waffe zu verwenden, nimmt der SPD-Parteitag in Jena an.
- 1. Oktober: Auf Wunsch der preußischen Regierung werden die Städte Meiderich, Ruhrort und Duisburg zu Groß-Duisburg zusammengeschlossen. Der Zusammenschluss erfolgt, um die Konkurrenz zwischen dem staatlichen Ruhrorter Hafen und den städtischen Häfen der Stadt Duisburg zu beenden. Die Duisburg-Ruhrorter Häfen kommen nun unter eine einheitliche Verwaltung.
- 27. November: In Berlin konstituiert sich der Deutsche Städtetag.
- 26. Dezember: Vorlage des Schlieffen-Plans
- Wiesbaden überschreitet die 100.000-Einwohner-Grenze und wird damit zur Großstadt.

#### Österreich-Ungarn
- 1. Januar: Paul Freiherr Gautsch von Frankenthurn wird neuer österreichischer Ministerpräsident.
- 23. Oktober: In Prag folgen Arbeiter einem Aufruf der Sozialdemokraten und streiken, um das allgemeine Wahlrecht in der Donaumonarchie zu erlangen.

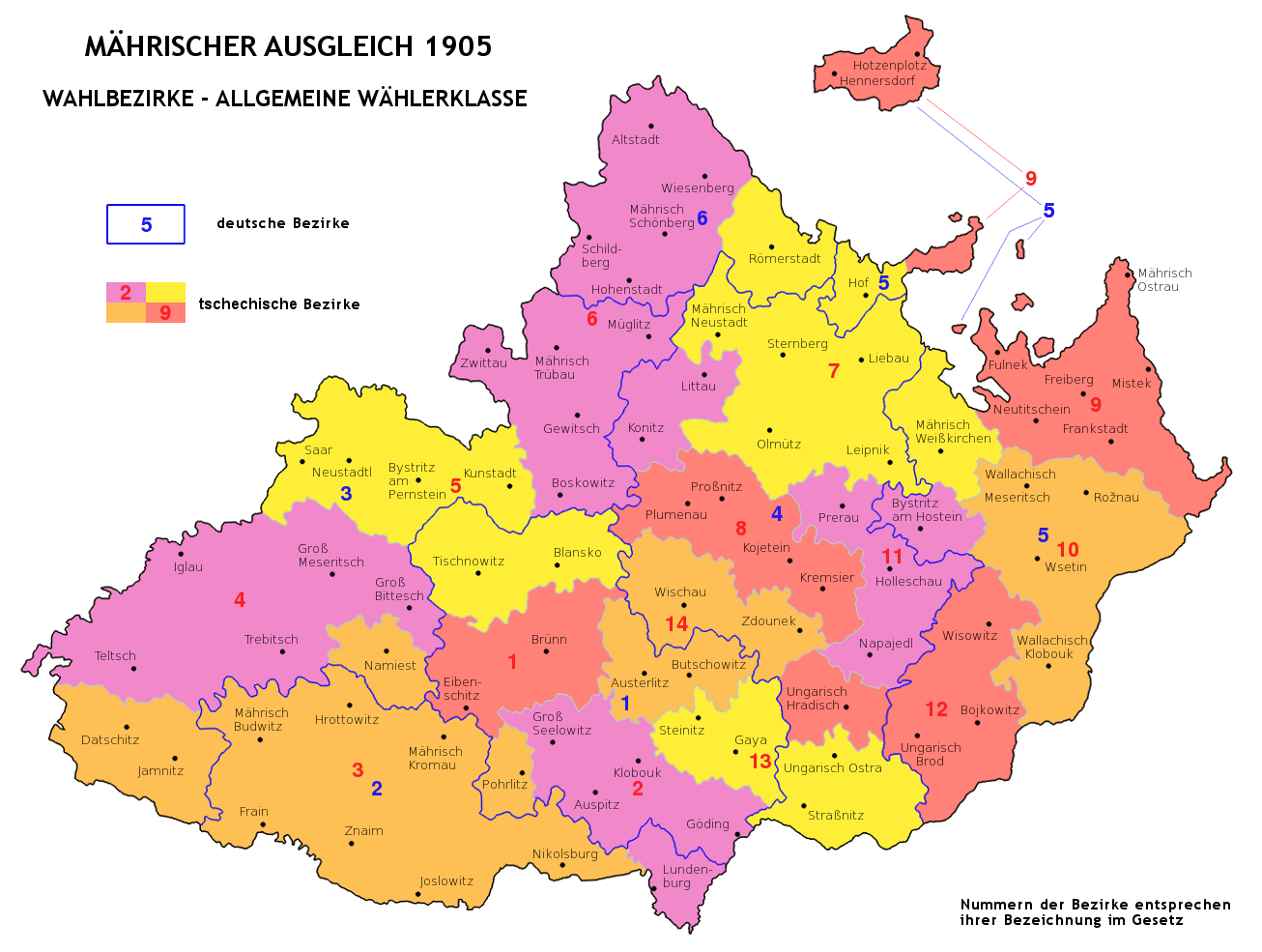
Böhmische (tschechische) und deutsche Wahlbezirke in der Wählerklasse der Landgemeinden nach dem mährischen Landesgesetz vom 27. November 1905

- 27. November: Mährischer Ausgleich: Zur Lösung der Nationalitätenfrage erhält der Landtag Mährens eine tschechische und eine deutsche Kammer.

#### Weitere Ereignisse in Europa
- 1. Januar: Marc-Emile Ruchet wird Bundespräsident der Schweiz.
- 3. Juli: Das französische Parlament beschließt die strikte Trennung von Kirche und Staat.
- 11. September: Ein Generalstreik nach der Hinrichtung mehrerer Arbeiter wegen politischer Straftaten lähmt das öffentliche Leben in Warschau.
- 9. Dezember: In Frankreich wird das Gesetz zur Trennung von Kirche und Staat („Loi Combes“) verabschiedet.

#### Russland/Japan
- 2. Januar: Die russische Festung Port Arthur kapituliert vor den japanischen Truppen nach 157 Tagen Belagerung. Der Verlust des Hafens und damit einer der wichtigsten Operationsbasen der Russen macht die Pläne einer Vereinigung des 1. und 2. Pazifischen Geschwaders zunichte und gilt als vorentscheidend für die Niederlage Russlands im Russisch-Japanischen Krieg.

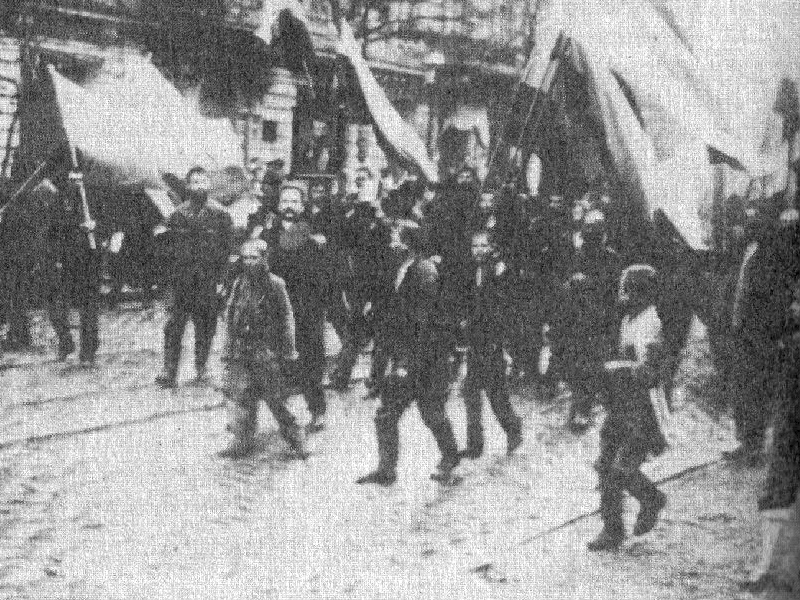
Demonstranten am Petersburger Blutsonntag

- 22. Januar: Beim Petersburger Blutsonntag lösen Soldaten einen Sternmarsch zum Zarenpalast von weit mehr als 30.000 Menschen unter der Führung des orthodoxen Priesters Vater Georgi Gapon, die friedlich für menschenwürdigere Betriebsbedingungen, Agrarreformen, Abschaffung der Zensur und religiöse Toleranz sowie die Schaffung einer Volksvertretung demonstrieren, brutal auf. Die Angaben über die Todesopfer variiert zwischen 130 und über 1000. Die Russische Revolution 1905 beginnt.

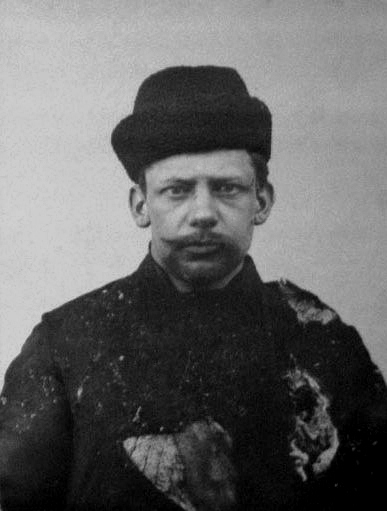
Iwan Kaljajew kurz nach dem von ihm verübten Attentat

- 17. Februar: Der Sozialrevolutionär Iwan Platonowitsch Kaljajew verübt auf den Gouverneur von Moskau, Sergei Alexandrowitsch Romanow, einen Anschlag, als sich der Adlige in seiner Kutsche dem Kreml nähert. Der Großfürst stirbt bei der Bombenexplosion sofort. Der Attentäter wird am 23. Mai hingerichtet.

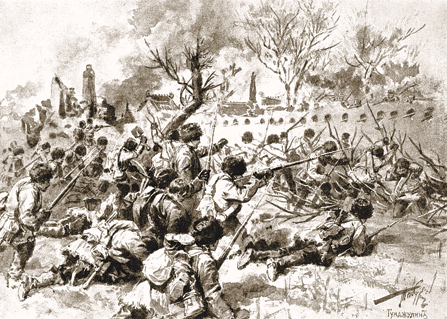
Russische Infanterie im Gefecht mit der Kaiserlich Japanischen Armee während der Schlacht von Mukden

- 20. Februar: Die Schlacht bei Mukden im Russisch-Japanischen Krieg beginnt; sie zieht sich über drei Wochen hin und endet am 10. März mit einer entscheidenden russischen Niederlage. Japan besetzt anschließend die südliche Mandschurei, Russland zieht sich in die nördliche Mandschurei zurück.
- 3. März: Zar Nikolaus II. stimmt der Einrichtung einer Duma zu.
- 29. April: Durch ein Toleranzedikt des Zaren erhalten die religiösen Minderheiten in Russland mehr Freiheiten.
- 7. Mai: In Schitomir in Russland bricht ein Pogrom gegen Juden aus, das drei Tage dauert und unzählige Opfer fordert.
- 27. Mai: Die Seeschlacht bei Tsushima zwischen der japanischen Flotte unter Admiral Tōgō Heihachirō und einem russischen Geschwader unter dem Kommando von Admiral Sinowi Petrowitsch Roschestwenski endet mit einer vernichtenden Niederlage der russischen Seite und ist vorentscheidend für den Ausgang des Russisch-Japanischen Krieges. Sie gilt unter Militärhistorikern als erste moderne Seeschlacht der Weltgeschichte.
- 28. Mai: Die am Vortag begonnene Seeschlacht bei Tsushima im Russisch-Japanischen Krieg endet mit einem Erfolg für die japanische Flotte.
- 27. Juni: Auf dem russischen Linienschiff Knjas Potjomkin Tawritscheski meutern die Matrosen und bekennen sich durch das Hissen der roten Fahne zum Kommunismus, was zwanzig Jahre später als Vorbild für Sergei Eisensteins Film Panzerkreuzer Potemkin dient.
- 7. Juli: Japanische Truppen beginnen mit der Besetzung Sachalins, die am 31. Juli abgeschlossen ist.
- 5. September: Die Unterzeichnung des Vertrags von Portsmouth beendet den Russisch-Japanischen Krieg, führt jedoch in Japan zu den Hibiya-Unruhen.
- 30. Oktober: (17. Oktober jul.). Zar Nikolaus II. erlässt das Oktobermanifest und beruft damit die erste russische Duma.
- 4. November: Das Großfürstentum Finnland erlangt seine Autonomie zurück, russisch ist nicht länger Amtssprache.
- 8. November: Erste russische Matrosenrevolte in Kronstadt
- 3. Dezember: Auflösung des Petersburger Sowjets und Verhaftung seiner Führer
- 20. Dezember: In Moskau kommt es durch die Bolschewiki zu einem Generalstreik, der sich zum bewaffneten Aufstand ausweitet. Dieser wird aber bis Ende Dezember niedergeschlagen.

#### Weitere Ereignisse in Asien
- 21. Juli: Beim Yıldız-Attentat auf Sultan Abdülhamid II. durch die Armenische Revolutionäre Föderation in Istanbul sterben 26 Menschen, 58 werden verletzt. Der Sultan überlebt das Attentat.
- 16. Oktober: Die britische Kolonialmacht teilt Bengalen in einen überwiegend muslimischen Ost- und einen überwiegend hinduistischen Westteil. Die Teilung Bengalens wird von der einheimischen Bevölkerung abgelehnt und nach gewalttätigen Ausschreitungen rund sieben Jahre später revidiert.
- 17. November: Japan-Korea-Protektoratsvertrag von 1905: Korea wird zu einem japanischen Protektorat und verliert seine Souveränität.
- 12. Dezember: Die Beschlagnahme eines Zuckerlagers und die öffentliche Auspeitschung des größten Zuckerhändlers Seyed Hashem Ghandi und seines Sohnes führen zu einem Aufruhr in Teheran und markieren den Beginn der Konstitutionellen Revolution im Iran.

#### Vereinigte Staaten von Amerika
- 4. März: Theodore Roosevelt wird nach seinem Sieg bei der Präsidentschaftswahl in den Vereinigten Staaten 1904 erneut zum US-Präsidenten vereidigt. Vizepräsident wird Charles W. Fairbanks.
- 15. Mai: Mit einer Landversteigerung an Spekulanten und Investoren durch die Rancherwitwe Helen Stewart erfolgt die offizielle Gründung von Las Vegas.

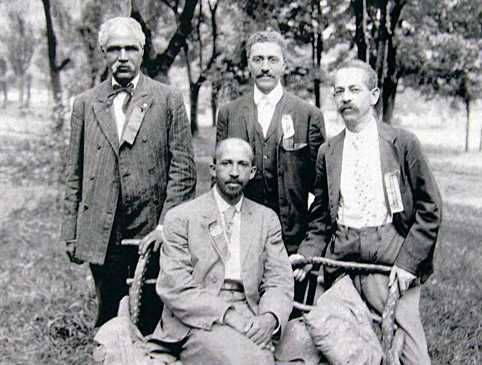
Führer der Niagara-Bewegung, 1906

- 11. Juli bis 14. Juli: 32 Afroamerikaner gründen in einem geheimen Treffen in der Nähe der Niagarafälle die Niagara-Bewegung, die Keimzelle der afroamerikanischen Bürgerrechtsbewegung.

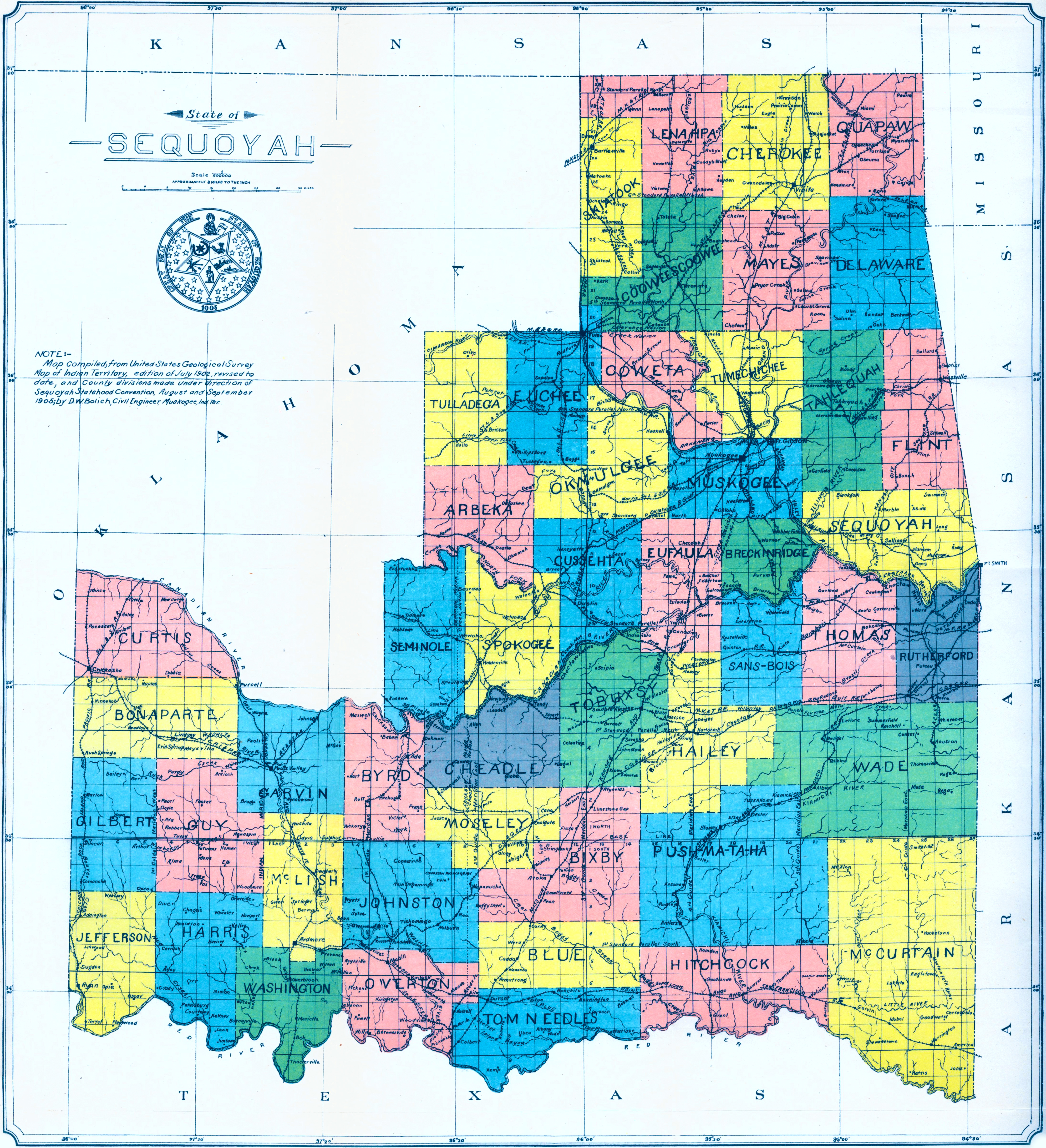
Karte zur Verwaltungsgliederung des projektierten Bundesstaats

- 21. August: Eine Versammlung, bestehend aus Vertretern der fünf zivilisierten Nationen Muskogee, Cherokee, Chickasaw, Choctaw und Seminolen, tritt in Muskogee im verbliebenen Indianerterritorium zusammen, um eine Verfassung für den projektierten, indianisch geprägten Bundesstaat Sequoyah auszuarbeiten.
- 30. Dezember: Frank Steunenberg, der frühere Gouverneur des US-Bundesstaats Idaho, wird vor seinem Haus bei einem Bombenattentat getötet.

#### Kanada

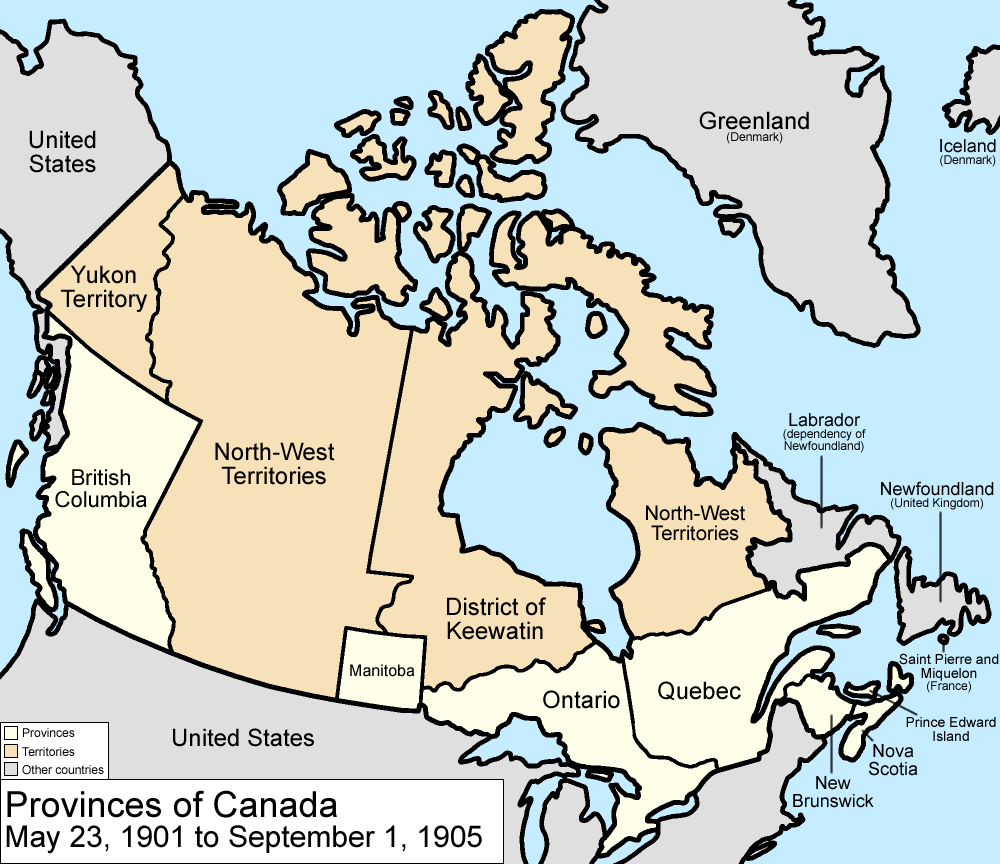
Kanada bis 1905

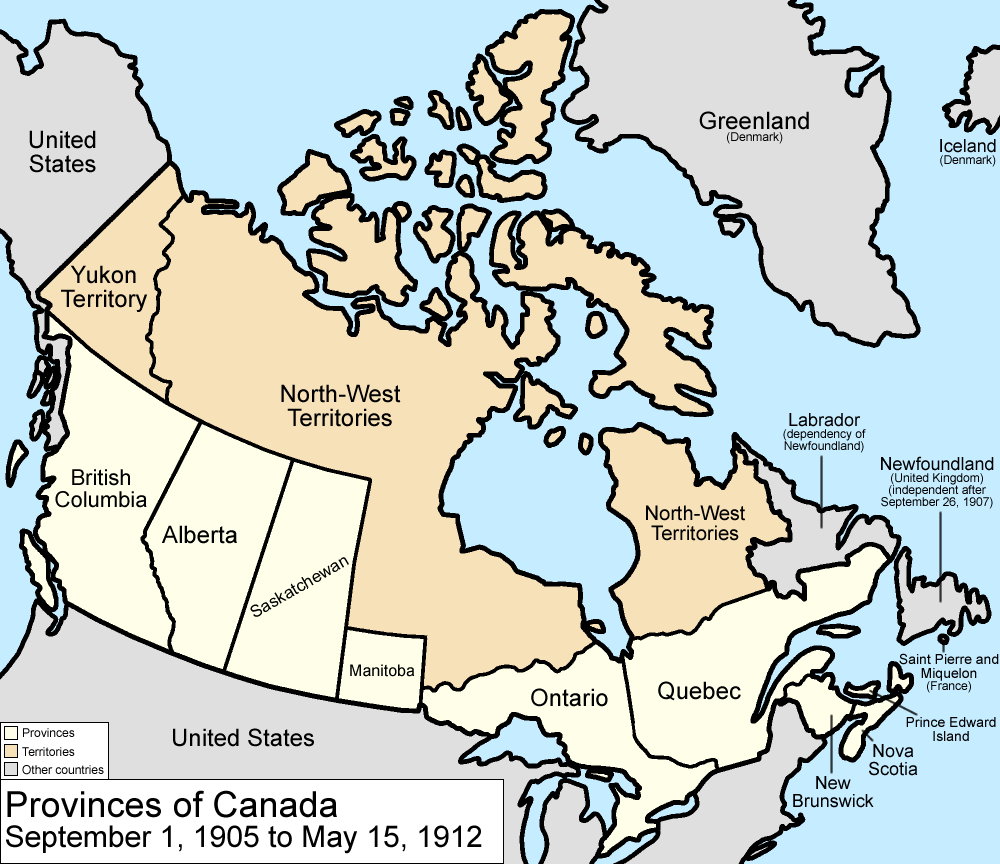
Kanada ab 1905

- 1. September: Mit der Abtrennung von den Nordwest-Territorien werden Alberta und Saskatchewan eigenständige Provinzen Kanadas innerhalb der Kanadischen Konföderation. Generalgouverneur Albert Grey, 4. Earl Grey, ernennt für beide Provinzen einen Vizegouverneur. Die Amtszeit von Frederick Haultain als Premierminister der Nordwest-Territorien endet. Der bisher eigenständige Keewatin-Distrikt wird in die Nordwest-Territorien eingegliedert.
- 2. September: Alexander Cameron Rutherford von der neugegründeten Alberta Liberal Party wird von Vizegouverneur George Bulyea zum ersten Premierminister Albertas ernannt.
- 5. September: Vizegouverneur Amédée Forget ernennt Thomas Walter Scott von der Saskatchewan Liberal Party zum ersten Premierminister von Saskatchewan.
- 13. Dezember: Die erste Wahl zur Legislativversammlung von Saskatchewan bringt einen Sieg der Liberalen.

### Wirtschaft

#### Patente
- 11. Juli: Hermann Anschütz-Kaempfe erhält das Patent für seinen elektrisch angetriebenen Kreiselkompass (Gyroskop).
- 3. Oktober: Der Franzose Léon Creux lässt einen Luftverdichter mit hohem Wirkungsgrad patentieren, der in den 1980er Jahren als G-Lader in Volkswagen-Modellen reüssiert.
- 21. November: Der Dozent John Ambrose Fleming erhält in Großbritannien ein Patent auf die Röhrendiode, die er Kenotron nennt.

#### Verkehr
- 1. Juni: Die erste Kraftpostlinie in Deutschland nimmt zwischen Bad Tölz und Lenggries ihren Betrieb auf.
- 18. Juli: Als erste Eisenbahnlinie des deutschen Schutzgebiets Togo wird die Bahnstrecke Lomé–Aného eröffnet. Sie dient vorwiegend der Ausfuhr von Ölpalmprodukten.
- 30. Juli: Die Venice Miniature Railway wird in Betrieb genommen.

#### Sonstiges

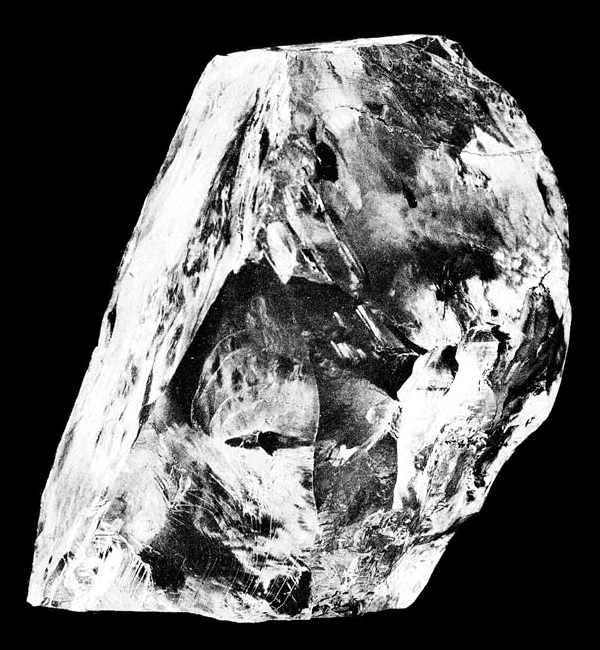
Cullinan vor seiner Spaltung

- 26. Januar: In der Premier-Mine bei Pretoria wird der bislang größte Rohdiamant gefunden. Er wiegt 3.106 Karat und erhält als Cullinan den Namen des Minenbesitzers.
- 28. Mai: Der Schausteller Carl Krone benennt seine Menagerie als Circus Charles, woraus später der Circus Krone wird.
- 26. August: Nach fünf Jahren Bauzeit erfolgt die wasserwirtschaftliche Abnahme der Urfttalsperre in der nordwestlichen Eifel.
- Gründung der Industrial Workers of the World

### Wissenschaft und Technik

#### Astronomie
- 2. Januar: Charles Dillon Perrine entdeckt den Jupitermond Elara.
- 30. August: In Südeuropa, Algerien und Ägypten kann eine Totale Sonnenfinsternis beobachtet werden.

#### Biologie/Medizin/Paläontologie
- 3. März: Fritz Schaudinn entdeckt zusammen mit Erich Hoffmann bei Forschungen am Berliner Klinikum Charité den Syphilis-Erreger Spirochaeta pallida.
- Henri Carré isoliert das Staupevirus.

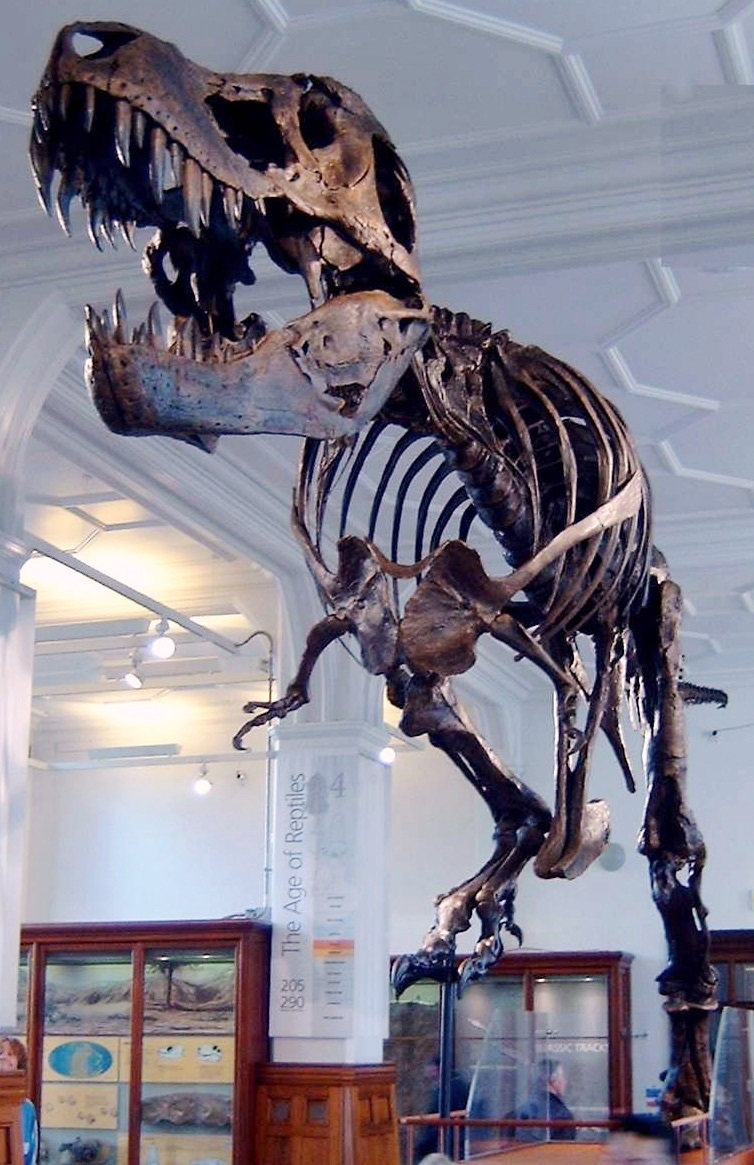
Tyrannosaurus rex

- Wissenschaftliche Erstbeschreibung von Tyrannosaurus rex durch Henry Fairfield Osborn.

#### Mathematik/Physik
- 27. September: Eine mathematische Verknüpfung zwischen Masse (m) und Energie (E) wird von Albert Einstein in seinem zweiten Aufsatz zur Relativitätstheorie hergestellt.
- 23. Dezember: Walther Nernst stellt seinen Neuen Wärmesatz an der Göttinger Akademie der Wissenschaften vor.
- Albert Einstein veröffentlicht vier bedeutende Arbeiten: eine Erklärung des Photoeffekts (17. März eingereicht), zwei grundlegende Artikel zur Speziellen Relativitätstheorie und einen über die Brown’sche Molekularbewegung, deshalb wird 1905 auch Einsteins „annus mirabilis“ genannt.
- Egon Schweidler entdeckt den ersten nicht-kausalen physikalischen Prozess und erklärt die statistische Natur der Radioaktivität.

#### Psychologie
- Sigmund Freud veröffentlicht die Studien Der Witz und seine Beziehung zum Unbewußten und Drei Abhandlungen zur Sexualtheorie.

#### Sonstiges
- 5. Februar: Im Tal der Könige wird mit KV46 das Felsengrab eines altägyptischen Beamtenehepaars der 18. Dynastie gefunden.
- 24. Februar: Der Simplontunnel, mit 19.770 m zu diesem Zeitpunkt längster Basistunnel der Welt, wird durchstochen.
- 2. März: Auf der Baleareninsel Mallorca wird das Tropfsteinhöhlensystem Coves dels Hams entdeckt.
- 23. Juni: Das dritte Motorflugzeug Wright Flyer III der Brüder Wright startet mit Orville Wright am Steuer zum Erstflug.
- 26. Juni: Um 22.38 Uhr empfängt Island das erste Telegramm. Die britische Firma Marconi Company sendet es per Funk von Cornwall aus. Erst ein Jahr darauf folgt das Seekabel.
- 6. August: In Boulogne-sur-Mer (Frankreich) beginnt der 1. Welt-Esperanto-Kongress.

#### Literatur

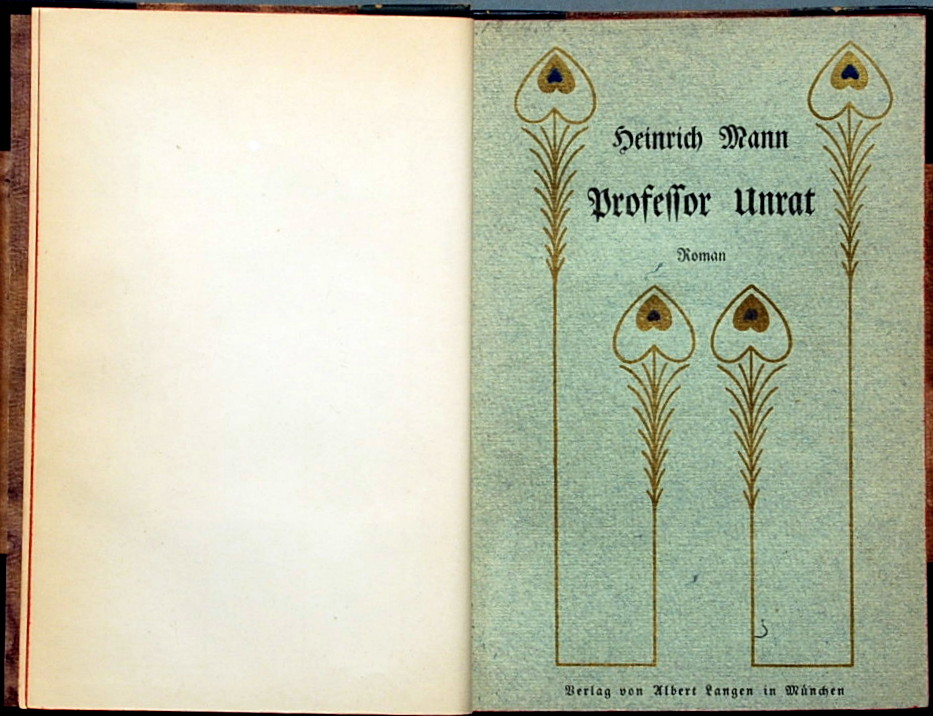
Professor Unrat: Deckblatt des Erstdruckes

### Kultur

#### Bildende Kunst

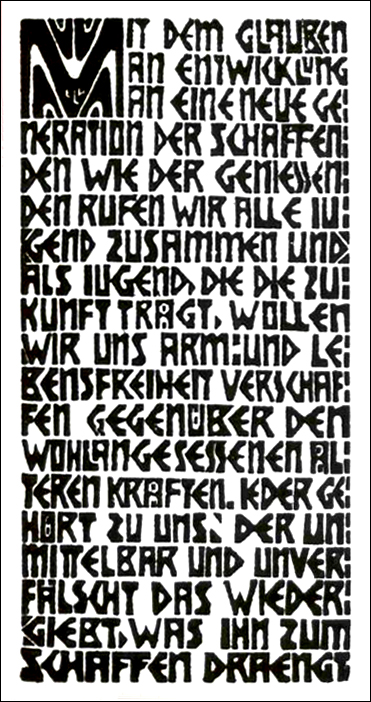
Programm der Brücke

- 7. Juni: Gründung des Künstlerbundes Die Brücke, von dem die Entwicklung des Expressionismus ausgeht
- 18. Oktober: Eröffnung des 3. Salon d’Automne in Paris, Skandal um die Gemälde der als Fauves bezeichneten Künstler
- Pablo Picasso malt das Gemälde Junge mit Pfeife.

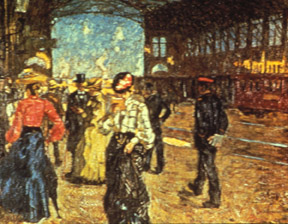
Haupthalle des Stuttgarter Bahnhofs, Öl auf Leinwand

- Hermann Pleuer: Haupthalle des Stuttgarter Bahnhofs

#### Musik und Theater
- 25. Januar: Arnold Schönberg dirigiert im Großen Musikvereinssaal in Wien die Uraufführung seiner symphonischen Dichtung Pelleas und Melisande nach dem Drama von Maurice Maeterlinck.
- 29. Januar: Die Kindertotenlieder, ein Liederzyklus von Gustav Mahler nach Texten einer gleichnamigen Gedichtsammlung von Friedrich Rückert, haben im Wiener Musikverein ihre Uraufführung unter Leitung des Komponisten mit Friedrich Weidemann als Solist. Vier der Rückert-Lieder Mahlers werden im gleichen Konzert uraufgeführt. Die Erstausgabe erscheint noch im selben Jahr.
- 10. Februar: Die Oper Tatjana von Franz Lehár wird am Deutschen Stadttheater in Brünn uraufgeführt. Das Libretto ist ein von Max Kalbeck überarbeiteter Text von Felix Falzari, der schon einmal mit geringem Erfolg unter dem Namen Kukuška aufgeführt worden ist.

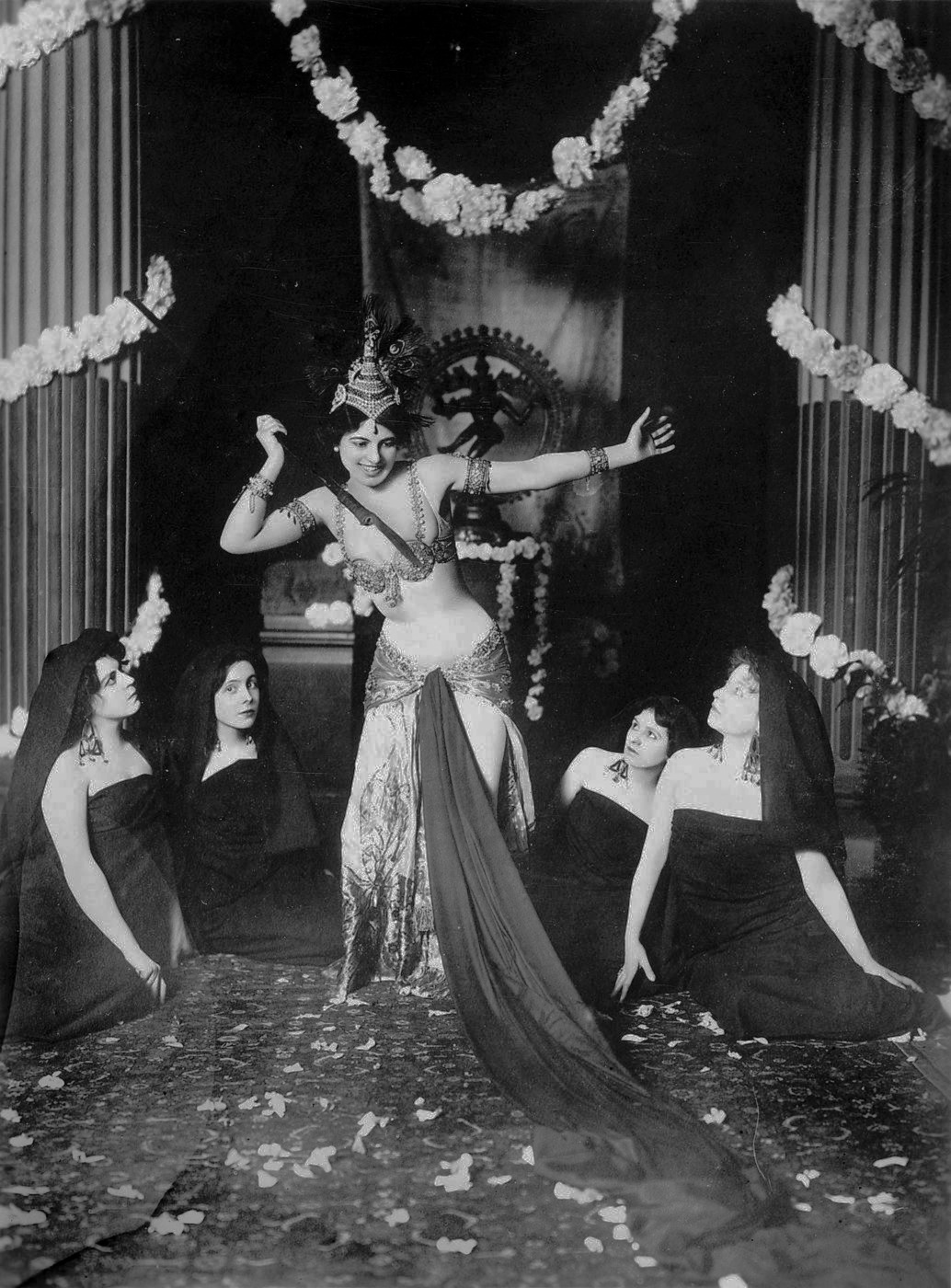
Mata Hari im Musée Guimet (1905)

- 13. März: Nachdem die Niederländerin Gretha MacLeod im Januar unter dem Namen Lady MacLeod bereits einen Schlangentanz am Montmartre in Paris aufgeführt hat, tanzt sie auf Einladung des Industriellen Émile Guimet in seinem Musée Guimet vor einem ausgesuchten Publikum und präsentiert dort – erstmals unter dem Namen Mata Hari – Nachempfindungen indischer Tempeltänze. Die Szene, in der sie zuletzt nahezu unbekleidet tanzt, ist Sensation und Skandal zugleich und ab diesem Zeitpunkt gibt sie sich erfolgreich als Exotin aus.

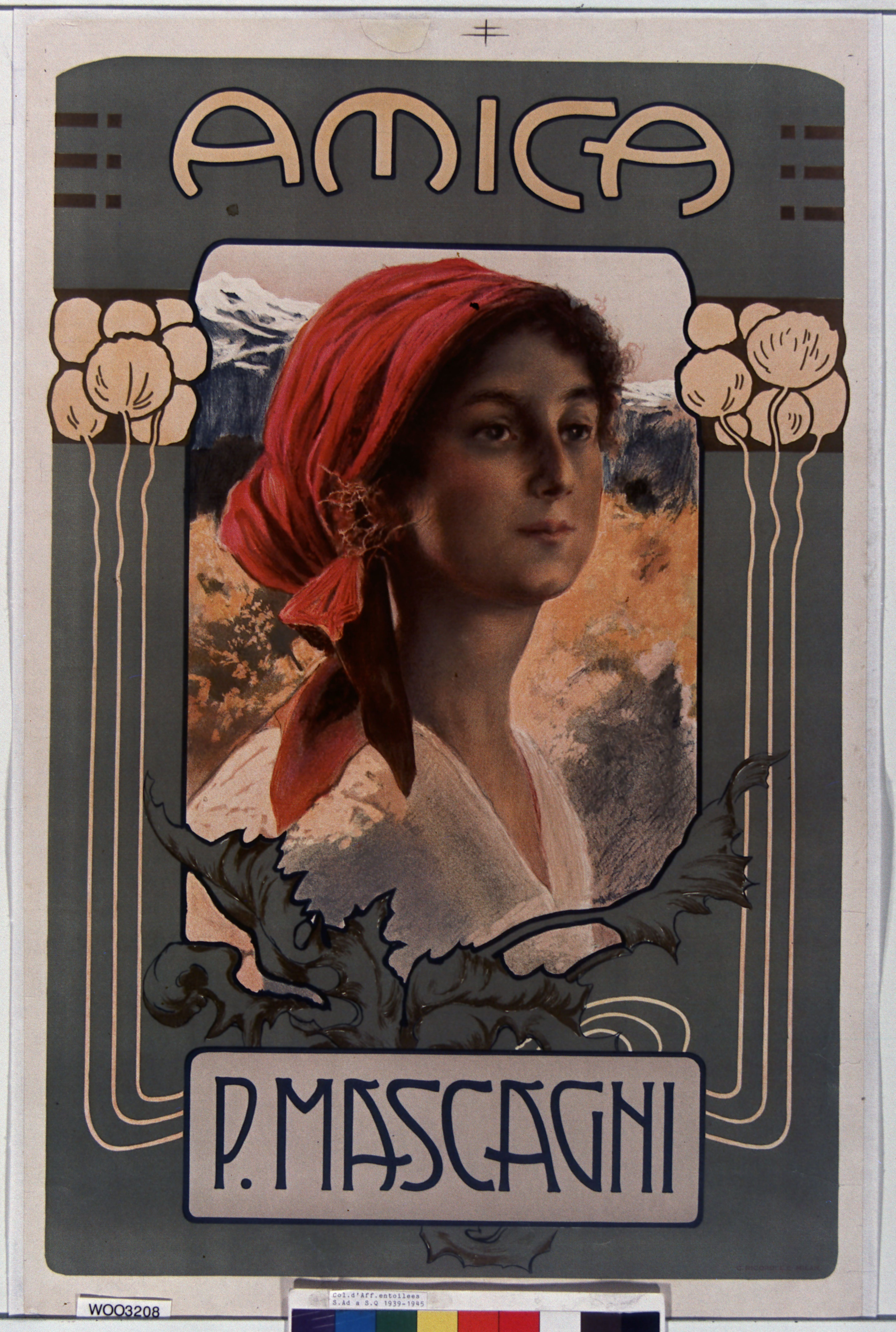
Poster Amica 1905

- 16. März: Die tragische Oper Amica von Pietro Mascagni auf das Libretto von Paul de Choudens wird unter der Leitung des Komponisten an der Théâtre du Casino in Monte Carlo uraufgeführt. Der Abend mit Geraldine Farrar in der Titelrolle und Charles Rousselière und Maurice Renaud in weiteren Rollen ist ein Triumph, doch der italienischen Premiere am 13. Mai in Rom ist geringerer Erfolg beschieden. Die Oper wird nie fester Bestandteil des Repertoires.
- 14. April: Die Uraufführung der komischen Oper Die Heirat wider Willen von Engelbert Humperdinck findet unter der Leitung von Richard Strauss in der Berliner Hofoper in Berlin statt. Das Libretto stammt von Hedwig Humperdinck, der Frau des Komponisten, und basiert auf dem Stück Les demoiselles de Saint Cyr von Alexandre Dumas d. Ä. Es singen unter anderen Hermann Bachmann, Julius Lieban, Rudolf Berger und Emmy Destinn.
- 25. Mai: Uraufführung des Theaterstücks Mensch und Übermensch von George Bernard Shaw in London
- 29. Mai: Uraufführung der 3. Sinfonie von Alexander Skrjabin in Paris unter Arthur Nikisch.

Kopf der ersten Schaubühne-Seite

- 7. September: Die von Siegfried Jacobsohn gegründete Theaterzeitschrift Die Schaubühne (später Die Weltbühne) erscheint zum ersten Mal.
- 29. und 30. September: Zweiteiliges Drama Totentanz von August Strindberg in Köln
- 15. Oktober: Uraufführung der Tonbilder La mer von Claude Debussy in Paris
- 19. Oktober: Uraufführung der revidierten (und endgültigen) Fassung des Violinkonzertes von Jean Sibelius unter Richard Strauss in Berlin
- Nachdem Leo Fall mit seiner Oper Irrlicht Anfang des Jahres in Mannheim ein Debakel erlebt hat, verlegt er sich auf das Verfassen von Operetten. Der Uraufführung seines Werkes Der Rebell am 28. November am Theater an der Wien in Wien ist jedoch kein besseres Schicksal beschieden. Später gab er es als Der liebe Augustin neu heraus.
- 28. November: Die Komödie Major Barbara von George Bernard Shaw hat ihre Uraufführung am Royal Court Theatre in Chelsea.

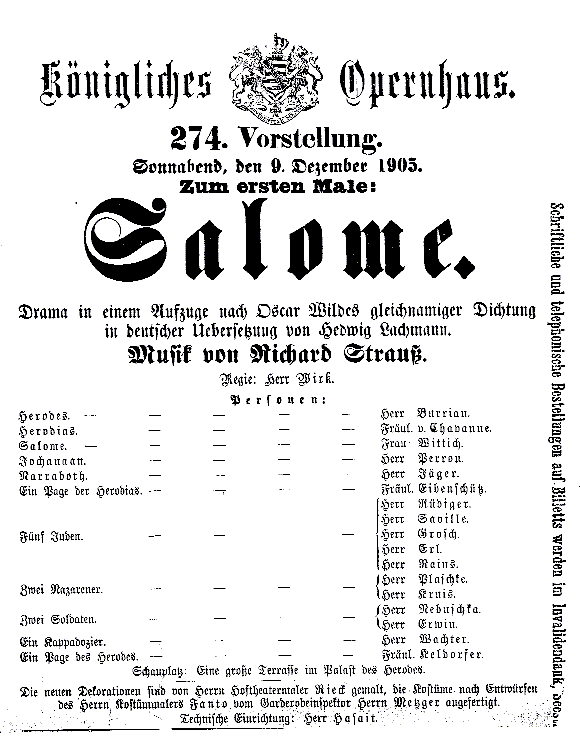
Salome, Besetzungszettel der Dresdner Uraufführung

- 9. Dezember: Die einaktige Oper Salome von Richard Strauss nach dem gleichnamigen Drama von Oscar Wilde in der deutschen Übersetzung von Hedwig Lachmann wird mit Marie Wittich, Irene von Chavanne, Karel Burian und Karl Perron in den Hauptrollen an der Dresdner Hofoper uraufgeführt. Die musikalische Leitung hat Ernst von Schuch.
- 10. Dezember: Die Uraufführung des naturalistischen Dramas Mutter Mews von Fritz Stavenhagen findet in niederdeutscher Mundart in Hamburg statt.
- 22. Dezember: Die Uraufführung des Balletts Der sterbende Schwan von Michel Fokine findet in Sankt Petersburg mit Anna Pawlowa als Primaballerina statt.

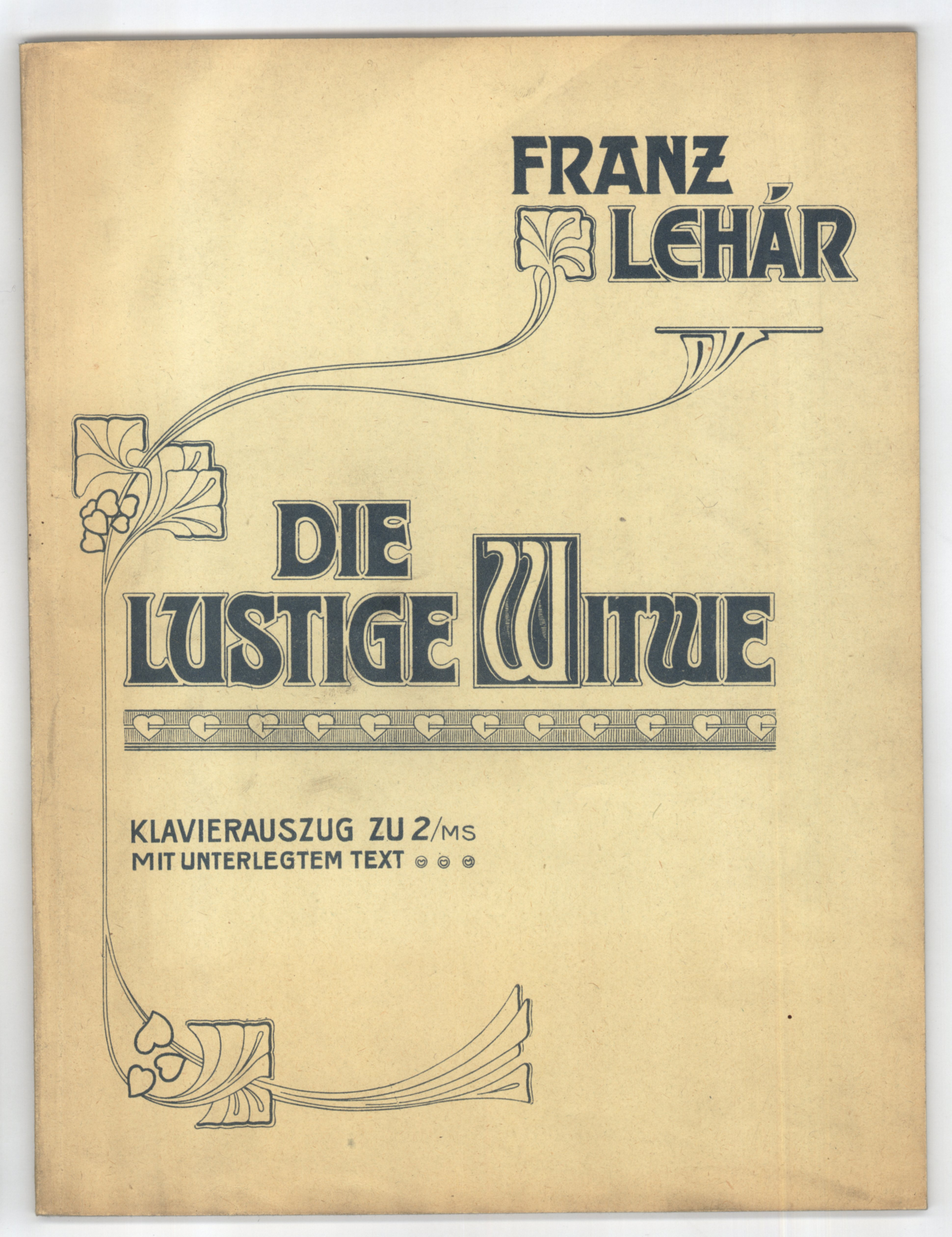
Franz Lehár: Die lustige Witwe

- 30. Dezember: Die lustige Witwe von Franz Lehár, eine Operette in drei Akten mit dem Libretto von Victor Léon und Leo Stein nach Henri Meilhacs Lustspiel L'attaché d'ambassade, wird mit Mizzi Günther und Louis Treumann in den Hauptrollen am Theater an der Wien in Wien uraufgeführt. Das Stück, das als Hauptvertreter der sogenannten „Silbernen Operettenära“ gilt, wird Lehárs erfolgreichste und bekannteste Operette.

#### Sonstiges
- 1. Januar: Gabriel Fauré wird neuer Direktor des Conservatoire de Paris.
- 12. September: In Kopenhagen wird das nach italienischen Vorbildern gestaltete neue Rathaus eingeweiht, das angabegemäß Dänemarks höchster Turm schmückt.
- 15. Oktober: In der Tageszeitung New York Herald beginnt die Comicreihe Little Nemo, erfunden und gezeichnet von Winsor McCay.
- 8. November: Eröffnung des Leopold-Hoesch-Museums
- Bau der Seidlvilla in München
- Gründung der Bloomsbury Group
- Gründung des Opernhaus Nürnberg
- Eröffnung des Historischen Museums von Hagenau

### Gesellschaft
- 1. Januar: Die Vegetabilische Gesellschaft des Monte Verità wird in Ascona gegründet.
- 23. Februar: Gründung des Rotary Clubs in Chicago
- 26. Februar: Der Bund für Mutterschutz wird in Berlin gegründet.
- 27. Juni: Vor dem Landgericht Altona beginnt unter großer Anteilnahme der Öffentlichkeit der Prozess gegen Mpondo Akwa aus Kamerun, in dem der Strafverteidiger Moses Levi einen Freispruch erwirkt.
- 27. September: Per Verordnung werden in Österreich verpflichtende Kennzeichen für Kraftfahrzeuge eingeführt.
- 10. Dezember: Die österreichische Schriftstellerin Bertha von Suttner erhält als erste Frau den Friedensnobelpreis für ihr Werk Die Waffen nieder!.
- 11. Dezember: Der sächsische König Friedrich August III. erklärt Radeberger Pilsener per Dekret zum Tafelgetränk seiner Majestät.
- Der rein der Plakatfreunde e. V. für Kunst in der Reklame wird von sechs Männern in Berlin gegründet.

### Religion
- 11. Januar: In New York City beginnt das Erarbeiten der Catholic Encyclopedia unter der Leitung von fünf Redakteuren.
- 27. Februar: Einweihung des Berliner Doms
- 19. Juni: Papst Pius X. erlaubt den italienischen Katholiken zu politisieren.
- Juli: Gründung des Baptistischen Weltbundes (Baptist World Alliance)
- 15. August: Der Erste Gesamtrussische Kongress der Muslime findet in Nischni Nowgorod (russ. Нижний Новгород) statt.
- 25. Oktober: Der Protestantische Bund von Frankreich entsteht, in dem die wichtigsten protestantischen Konfessionen vertreten sind.

### Katastrophen

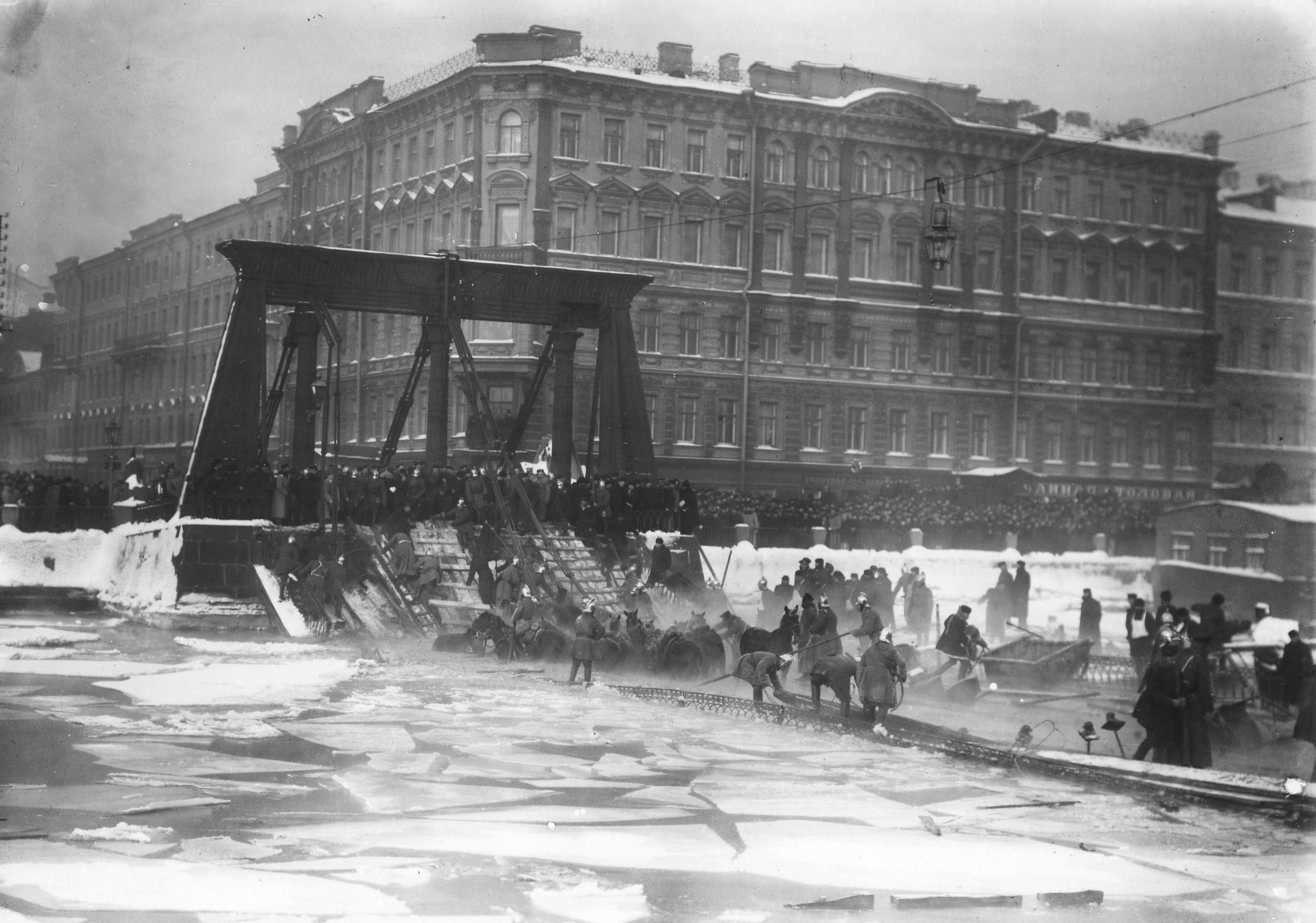
Die Ägyptische Brücke nach ihrem Einsturz

- 20. Januar: In Sankt Petersburg stürzt die Ägyptische Brücke, ein Bauwerk aus dem ersten Drittel des 19. Jahrhunderts, ein. Ein Tragseil reißt, als eine Kavallerie-Schwadron die Kettenbrücke überquert. Alle 60 in den Fluss Fontanka gestürzten Soldaten werden gerettet, mehrere Pferde ertrinken.
- 4. April: Ein Erdbeben der Stärke 7,8 in Kangra, Indien. ca. 19.000 Tote
- 23. Juli: Bei einem Gewitter in Arzberg (Steiermark) kommen sechs von zehn Knaben, die sich auf einem Kirschbaum aufhielten, durch Blitzschlag ums Leben. Die Überlebenden befinden sich in Lebensgefahr.[1]
- 8. September: Ein Erdbeben der Stärke 7,1 in Kalabrien, Italien, 557 Tote
- 11. September: Das japanische Linienschiff Mikasa sinkt nach einer Munitionsexplosion vor Sasebo. Von der 935 Mann starken Besatzung kommen 256 Mann ums Leben und 343 Mann werden verletzt
- 18. November: An der bretonischen Küste rammt das britische Dampfschiff Hilda in einem Schneesturm vor der Insel Cézembre ein Riff und sinkt. 125 Passagiere und Besatzungsmitglieder sterben.

Kleinere Unglücksfälle sind in den Unterartikeln von Katastrophe und in der Liste von Katastrophen aufgeführt.

### Sport
- 1. Januar: Der argentinische Fußballverein CA Independiente wird im Stadtteil Avellaneda, Buenos Aires, gegründet.
- 11. März: Der SV Trier 05 wird als Vorgängerverein des SV Eintracht Trier 05 gegründet.

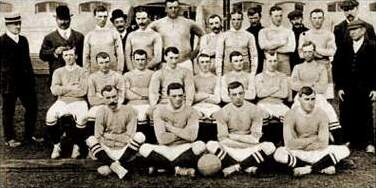
Das Team des FC Chelsea von 1905

- 10. März: Der englische Fußballverein FC Chelsea wird im Londoner Stadtteil Fulham gegründet.
- 16. März: Der 1. FSV Mainz 05 wird als 1. Mainzer Fussballclub „Hassia“ 1905 gegründet.
- 3. April: Einwanderer aus Italien gründen in La Boca, einem Armenviertel von Buenos Aires, den Fußballverein Boca Juniors.
- 3. Mai: Der DSC Arminia Bielefeld wird unter dem Namen 1. Bielefelder FC Arminia gegründet.
- 9. Mai: Der SSV Reutlingen 05 wird unter dem Namen FC Arminia Reutlingen 1905 gegründet.
- 11. Mai: Das Endspiel um die deutsche Fußballmeisterschaft findet im Köln-Weidenpescher Park statt. Der Berliner TuFC Union 92 siegt gegen den Karlsruher FV mit 2:0.
- 27. Mai: Der Düsseldorfer Automobil- und Motorsport-Club 05 wird als Motorrad-Club Düsseldorf gegründet.
- 1. Oktober: Der türkische Sportverein Galatasaray wird in Istanbul gegründet. Erster Präsident wird Ali Sami Yen. Die Gründung der Fußballabteilung erfolgt am 20. Oktober. Eine Registrierung ist zu diesem Zeitpunkt im Osmanischen Reich noch nicht möglich, deshalb bleibt der Verein bis 1912 inoffiziell.
- 14. Oktober: Der spanische Fußballverein FC Sevilla wird gegründet.
- 14. Oktober: Der internationale Luftsportverband Fédération Aéronautique Internationale (FAI) wird in Paris gegründet.
- 4. November: Die Gründung des Deutschen Skiverbands wird in München beschlossen.
- 17. November: Der KFC Uerdingen 05 wird als FC Uerdingen 05 gegründet.

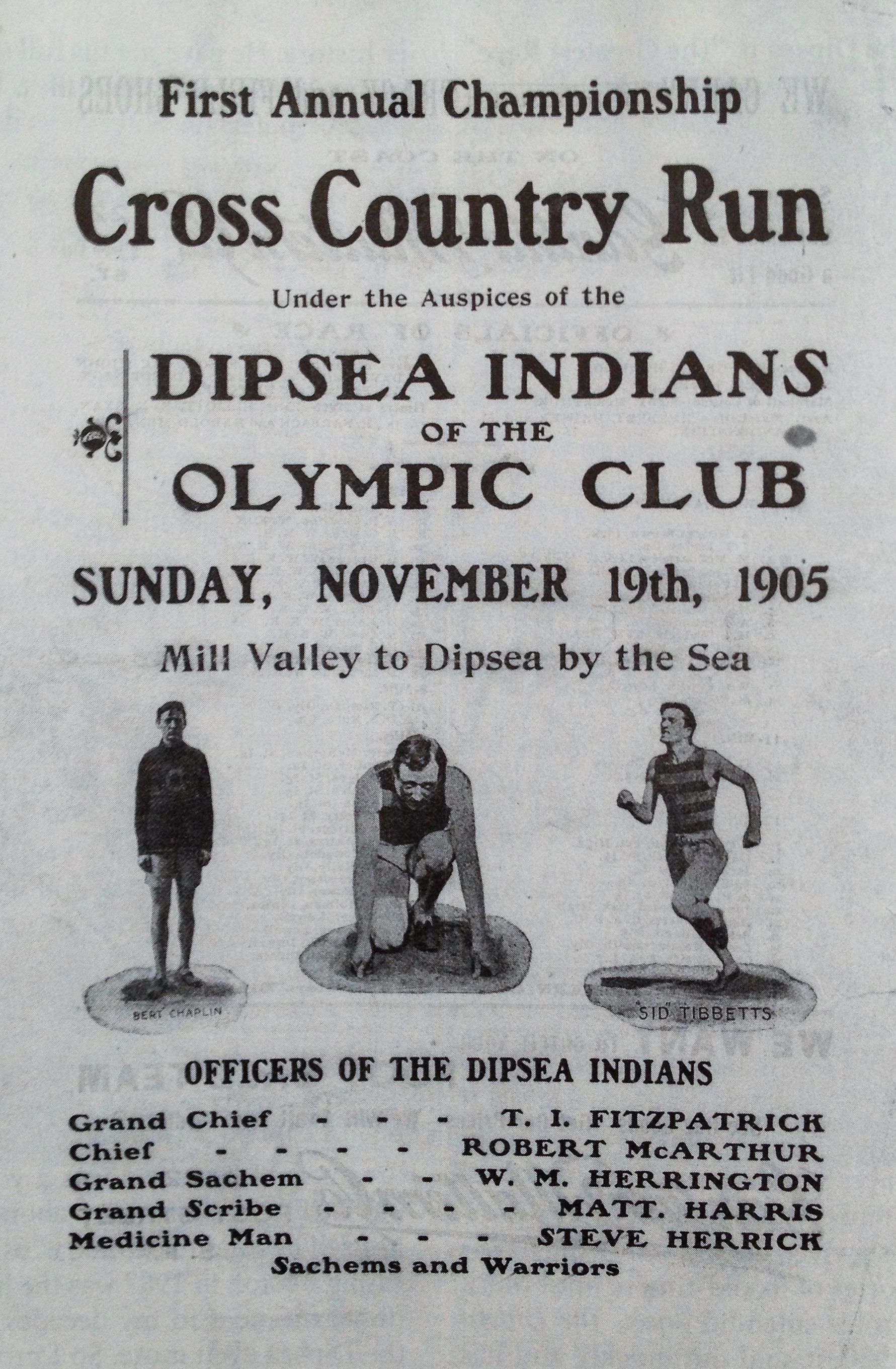
Titelblatt des ersten Programmheftes

- 19. November: In Mill Valley, Kalifornien, wird das erste Dipsea Race durchgeführt.
- In Deutschland wird die erste Tourenwagen-Rallye von dem englischen Maler, Bildhauer, Musiker und Schriftsteller Sir Hubert von Herkomer organisiert.

Einträge von Leichtathletik-Weltrekorden siehe unter der jeweiligen Disziplin unter Leichtathletik.

### Nobelpreise
| Preis                                   | Person                         | Land                                                                                               | Begründung für die Preisvergabe | Bild                |
| --------------------------------------- | ------------------------------ | -------------------------------------------------------------------------------------------------- | --- | ------------------- |
| Nobelpreis für Physik                   | Philipp Lenard (1862–1947)     | Deutsches Reich (geboren in Pressburg, damals Österreich-Ungarn)                                   | „für seine Arbeiten über die Kathodenstrahlen“ | Philipp Lenard      |
| Nobelpreis für Chemie                   | Adolf von Baeyer (1835–1917)   | Deutsches Reich                                                                                    | „als Anerkennung des Verdienstes, den er sich um die Entwicklung der organischen Chemie und der chemischen Industrie durch seine Arbeiten über die organischen Farbstoffe und die hydroaromatischen Verbindungen erworben hat“ | Adolf von Baeyer    |
| Nobelpreis für Physiologie oder Medizin | Robert Koch (1843–1910)        | Deutsches Reich                                                                                    | „für seine Untersuchungen und Entdeckungen auf dem Gebiet der Tuberkulose“ | Robert Koch         |
| Nobelpreis für Literatur                | Henryk Sienkiewicz (1846–1916) | „Polen“ (damals historische Landschaft, keine teilstaatliche oder Verwaltungseinheit von Russland) | „auf Grund seiner großartigen Verdienste als epischer Schriftsteller“ | Henryk Sienkienwicz |
| Friedensnobelpreis                      | Bertha von Suttner (1843–1914) | Österreich (geboren in Prag, heute Tschechien)                                                     | Ihr Lebenswerk, Roman Die Waffen nieder!, „Permanent International Peace Bureau“, regte Nobel vermutlich zur Stiftung des Friedensnobelpreises an                                                                              | Bertha von Suttner  |

## Geboren

### Januar
- 02. Januar: Auguste Lechner, österreichische Schriftstellerin und Jugendbuchautorin († 2000)
- 02. Januar: Max Niedermayer, deutscher Verleger und Autor († 1968)
- 02. Januar: Michael Tippett, englischer Komponist († 1998)

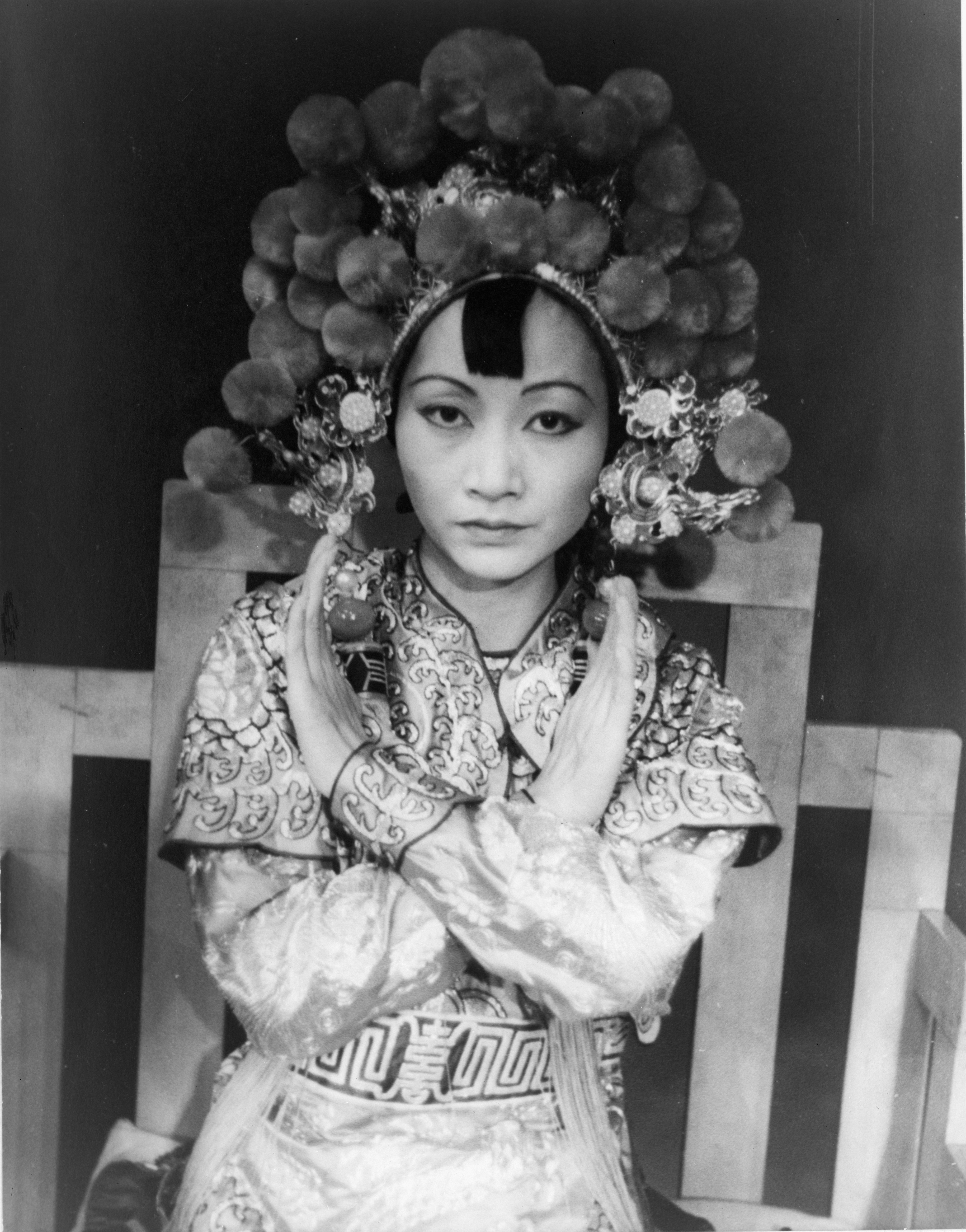
Anna May Wong

- 03. Januar: Anna May Wong, US-amerikanischer Stummfilmschauspielerin († 1961)
- 04. Januar: Wolfgang Fränkel, deutscher Generalbundesanwalt († 2010)
- 05. Januar: Michele Navarra, ein hohes Mitglied der Mafia († 1958)
- 06. Januar: Henri Godard, französischer Automobilrennfahrer († 1978)
- 06. Januar: Eric Frank Russell, britischer Schriftsteller († 1978)
- 06. Januar: Otto Kuss, katholischer Theologe († 1991)
- 08. Januar: Carl Gustav Hempel, Philosoph, Schüler des logischen Positivismus († 1997)
- 08. Januar: Giacinto Scelsi, italienischer Komponist († 1988)
- 08. Januar: Grete Mosheim, deutsche Schauspielerin († 1986)
- 10. Januar: Ruth Moufang, deutsche Mathematikerin († 1977)
- 11. Januar: Ellery Queen, US-amerikanischer Krimi-Schriftsteller († 1971)
- 12. Januar: Hüseyin Nihâl Atsız, türkischer Autor, Historiker und Dichter († 1975)
- 12. Januar: Gaston Serraud, französischer Automobilrennfahrer († 1992)
- 13. Januar: Kay Francis, US-amerikanische Schauspielerin († 1968)
- 13. Januar: Hermann Schnitzler, deutscher Kunsthistoriker († 1976)
- 14. Januar: Jeanne Bot,  französische Supercentenarian († 2021)
- 14. Januar: Hanna Fonk, deutsche Malerin († 1969)
- 14. Januar: Kurt Ganske, deutscher Buchhändler und Verleger († 1979)
- 15. Januar: Marian Abramski, polnisches Opfer des Nationalsozialismus († 1942)
- 15. Januar: Leo Oskarowitsch Arnstam, sowjetischer Filmregisseur und Autor († 1979)
- 16. Januar: Itō Sei, japanischer Schriftsteller, Übersetzer und Literaturkritiker († 1969)
- 17. Januar: Louis Armand, französischer Bergbauingenieur, Eisenbahner und Präsident der Europäischen Atomgemeinschaft († 1971)
- 17. Januar: Peggy Gilbert, US-amerikanische Jazz-Musikerin, Saxophonistin und Bandleader († 2007)
- 17. Januar: Artur Streiter, deutscher Schriftsteller und Anarchist († 1946)
- 17. Januar: Josef Trimborn, deutscher Architekt und Ministerialbeamter († 1994)
- 18. Januar: Herbert de Castro, panamaischer Komponist und Dirigent († 1969)
- 18. Januar: Chick Chandler, US-amerikanischer Schauspieler († 1988)
- 19. Januar: Max Amann, deutscher Schwimmer und Wasserballspieler († 1945)
- 19. Januar: Wladimir von Horbowski-Zaranek, georgischer Klavierpädagoge († 1989)
- 21. Januar: Eduardo Brito, dominikanischer Opern- und Zarzuelasänger (Bariton) († 1946)

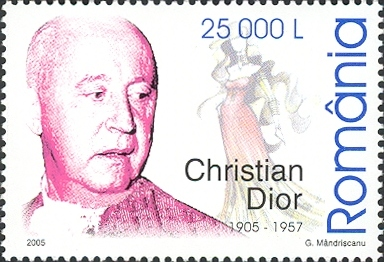
Christian Dior

- 21. Januar: Christian Dior, französischer Modeschöpfer († 1957)
- 21. Januar: Heinz Kähler, deutscher Archäologe († 1974)
- 21. Januar: Werner Neumann, Bachforscher († 1991)
- 21. Januar: Karl Wallenda, deutsch-amerikanischer Hochseilartist († 1978)
- 21. Januar: Wanda Wasilewska, polnische und sowjetische Politikerin († 1964)
- 22. Januar: Karola Bloch, polnisch-deutsche Architektin und Publizistin († 1994)
- 23. Januar: Erich Borchmeyer, deutscher Leichtathlet († 2000)
- 23. Januar: Irmgard Mastaglio-Behrendt, deutsche Malerin († 1990)
- 23. Januar: Erich Neumann, deutsch-israelischer Philosoph, Psychotherapeut und Psychoanalytiker († 1960)
- 23. Januar: Wilhelm Senftleben, Bürgermeister († 1992)
- 23. Januar: Jesse Thoor, deutscher Schriftsteller († 1952)
- 24. Januar: Karol Mroszczyk, polnischer Komponist und Musikpädagoge († 1976)
- 25. Januar: Edward Colman, US-amerikanischer Kameramann († 1995)
- 25. Januar: Maurice Roy, Erzbischof von Québec und Kardinal der römisch-katholischen Kirche († 1985)
- 25. Januar: Margery Sharp, englische Schriftstellerin († 1991)
- 25. Januar: Julia Frances Smith, US-amerikanische Komponistin und Pianistin († 1989)
- 26. Januar: Marceau Fourcade, französischer Ruderer
- 26. Januar: John Carmel Heenan, Erzbischof von Westminster und Kardinal († 1975)
- 26. Januar: Bernhard Minetti, deutscher Schauspieler († 1998)
- 26. Januar: Karl Schefold, klassischer Archäologe († 1999)
- 26. Januar: Maria Augusta von Trapp, US-amerikanische Sängerin und Schriftstellerin († 1987)
- 26. Januar: Pier Luigi Vestrini, italienischer Ruderer und Maler († 1989)
- 27. Januar: Burhan Atak, türkischer Fußballspieler und -schiedsrichter († 1987)
- 27. Januar: Rasim Atala, türkischer Fußballtorhüter († 1969)
- 28. Januar: Jörgen Andersen, Politiker († 1993)
- 28. Januar: Mathieu Lange, deutscher Musiker († 1992)
- 28. Januar: Luther George Simjian, Erfinder († 1997)
- 29. Januar: Heinz Lieberich, Rechtshistoriker und Archivar († 1999)
- 29. Januar: Barnett Newman, US-amerikanischer Maler († 1970)
- 30. Januar: Eli Lotar, französischer Fotograf († 1969)
- 31. Januar: John O’Hara, US-amerikanischer Schriftsteller († 1970)
- 31. Januar: Martin Hellberg, deutscher Regisseur, Schauspieler und Autor († 1999)
- 31. Januar: Theodor Burkhardt, deutscher Fußballspieler († 1958)

### Februar
- 01. Februar: Doris Lee, US-amerikanische Malerin († 1983)

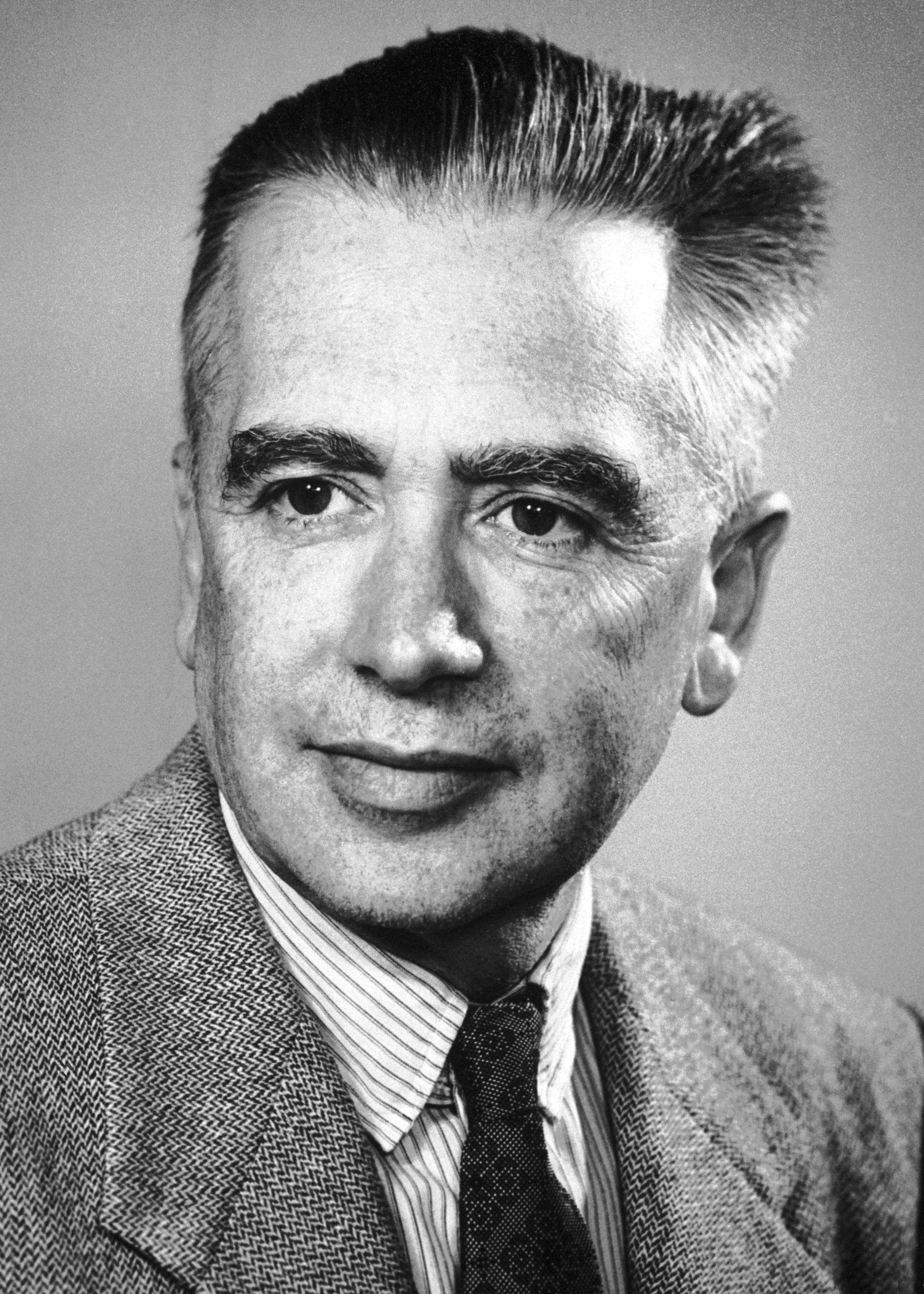
Emilio Segrè

- 01. Februar: Emilio Segrè, US-amerikanischer Physiker († 1989)
- 01. Februar: Lloyd Viel Berkner, US-amerikanischer Physiker († 1967)
- 01. Februar: Joan Morgan, Stummfilmschauspielerin und Drehbuchautorin († 2004)
- 02. Februar: Ayn Rand, US-amerikanische Schriftstellerin († 1982)
- 03. Februar: Paul Ariste, estnischer Sprachwissenschaftler († 1990)
- 03. Februar: Hermann Henselmann, deutscher Architekt († 1995)
- 03. Februar: Albert K. Hömberg, deutscher Historiker und Autor († 1963)
- 05. Februar: Brigitte von Arnim, deutsche Schriftstellerin († 1965)
- 05. Februar: Roger Filiatrault, kanadischer Sänger (Bariton) und Musikpädagoge († 1973)
- 05. Februar: August Haußleiter, deutscher Politiker und Journalist († 1989)
- 05. Februar: Adolfo Mejía, kolumbianischer Komponist († 1973)
- 06. Februar: Irmgard Keun, deutsche Schriftstellerin († 1982)
- 06. Februar: Władysław Gomułka, polnischer Politiker und Parteichef der PZPR († 1982)
- 07. Februar: Paul Nizan, französischer Romancier († 1940)
- 07. Februar: Ulf von Euler, schwedischer Mediziner und Neurochemiker († 1983)
- 08. Februar: Viktor Achter, deutscher Jurist, Hochschullehrer und Unternehmer († 1981)
- 08. Februar: Wilhelm Angele, deutsch-US-amerikanischer Ingenieur für Raketensteuerungstechnik († 1996)
- 08. Februar: Lawrence Henry Aurie, kanadischer Eishockeyspieler und -trainer († 1952)
- 08. Februar: Josef Becker, deutscher Politiker († 1996)
- 09. Februar: David Cecil, 6. Marquess of Exeter (Lord Burghley), britischer Leichtathlet und langjähriger IAAF-Präsident († 1981)
- 09. Februar: Oda Schottmüller deutsche Tänzerin und Bildhauerin († 1943)
- 11. Februar: Zdeněk Burian, Zeichner und Grafiker († 1981)
- 11. Februar: Clifton Penn-Hughes, britischer Automobilrennfahrer († 1939)
- 12. Februar: Walter Frank, deutscher Präsident des Reichsinstituts für Geschichte († 1945)
- 12. Februar: Federica Montseny, spanische Schriftstellerin und Anarchosyndikalistin († 1994)
- 13. Februar: Fritz Dietrich, deutscher Komponist († 1945)
- 13. Februar: Luise Kraushaar, deutsche Widerstandskämpferin († 1989)
- 14. Februar: Hella Jacobs, deutsche Malerin der Neuen Sachlichkeit († 1974)
- 14. Februar: Bernard Martin, Schweizer evangelischer Geistlicher († 1995)

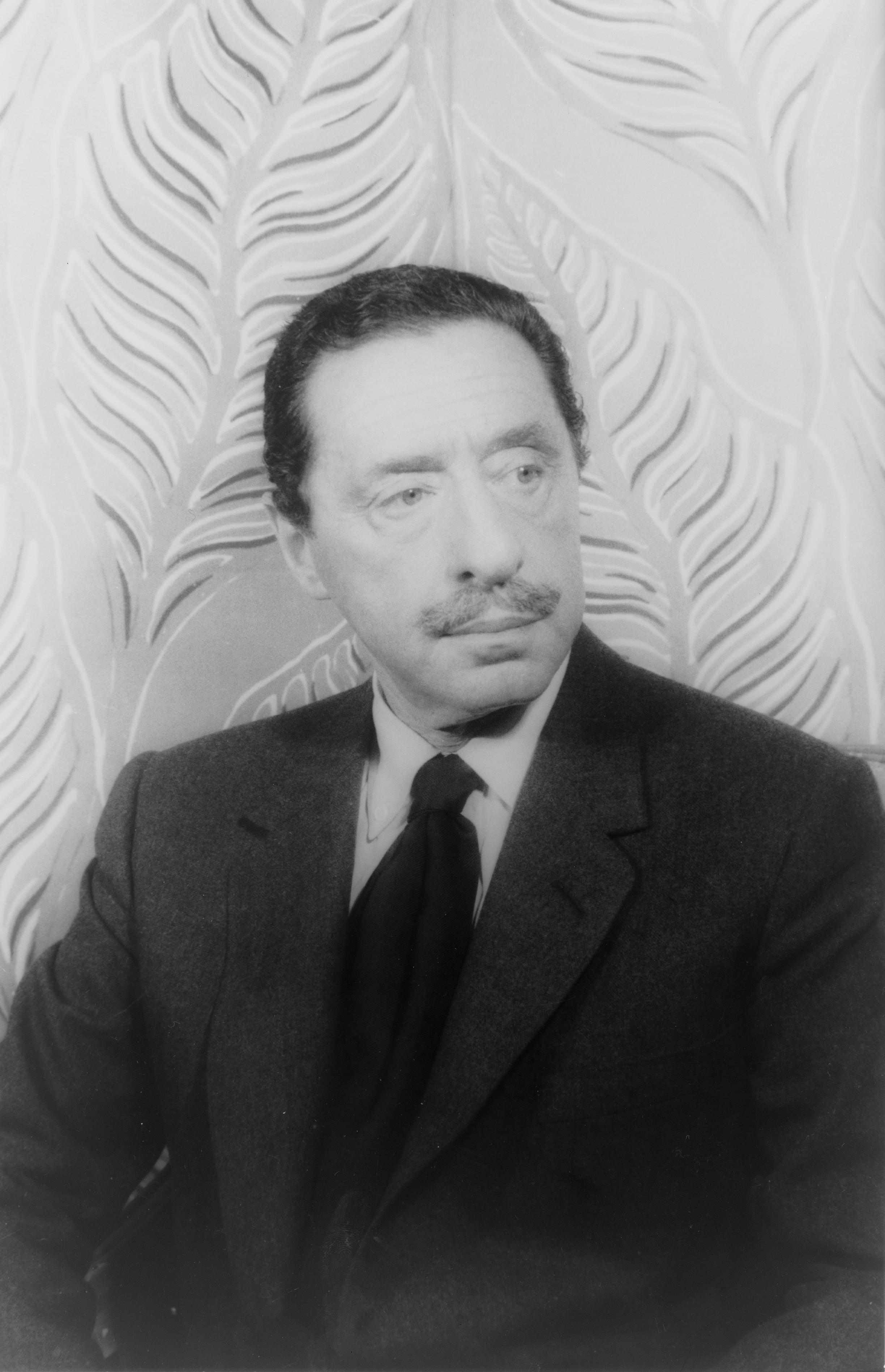
Harold Arlen

- 15. Februar: Harold Arlen, US-amerikanischer Komponist, Oscarpreisträger († 1986)
- 15. Februar: Roberto Rey, chilenischer Schauspieler († 1972)
- 16. Februar: Paul Wandel, Minister für Volksbildung und Jugend der DDR († 1995)
- 17. Februar: Eric Fernihough, britischer Motorradrennfahrer († 1938)
- 17. Februar: Rózsa Péter, ungarische Mathematikerin († 1977)
- 18. Februar: Ludwig Arnold, deutscher Politiker († 1962)
- 19. Februar: Carl Schneiders, deutscher Maler († 1975)
- 20. Februar: Herminio Giménez, paraguayischer Komponist († 1991)
- 23. Februar: Ludwig Gehm, sozialdemokratischer Widerstandskämpfer gegen den Nationalsozialismus († 2002)
- 23. Februar: Richard Czaya, deutscher Schachfunktionär und Schachspieler († 1978)
- 23. Februar: Leonidas Zoras, griechischer Komponist († 1987)
- 24. Februar: Horst-Gerhard Bender, deutscher Jurist und SS-Richter († 1987)
- 24. Februar: Karin Peckert-Forsman, estnische Skirennläuferin († 1970)
- 24. Februar: La Jana, deutsche Tänzerin und Schauspielerin († 1940)
- 25. Februar: Albert Ganzenmüller, Staatssekretär (NSDAP) († 1996)
- 25. Februar: Harald Lander, dänischer Balletttänzer und Choreograph († 1971)
- 25. Februar: Perry Miller, US-amerikanischer Geschichts- und Literaturwissenschaftler († 1963)
- 27. Februar: Franchot Tone, US-amerikanischer Filmschauspieler († 1968)
- 27. Februar: Jean Trévoux, französischer Automobilrennfahrer († 1981)
- 28. Februar: Louis Metcalf, US-amerikanischer Jazz-Musiker († 1981)
- 28. Februar: Wolfgang Steinitz, deutscher Sprachwissenschaftler, Volksliedsammler und Ethnologe († 1967)

### März
- 01. März: Kurt Diedrich, deutscher Schulmann und Sachbuchautor († 1982)
- 02. März: Marc Blitzstein, US-amerikanischer Komponist († 1964)
- 02. März: Roberto Francisco Chiari Remón, 31. Präsident von Panama († 1981)
- 02. März: Herbert Gerigk, deutscher Musikwissenschaftler und Nationalsozialist († 1996)
- 03. März: Marie Glory, französische Schauspielerin († 2009)
- 04. März: Pierre Pidoux, Schweizer evangelischer Kirchenmusiker und Musikwissenschaftler († 2001)
- 05. März: William John St. Clair Anstruther-Gray, britischer Politiker († 1985)
- 05. März: Günther Lüders, deutscher Schauspieler († 1975)
- 05. März: Fritz Schwerdtfeger, deutscher Forstwissenschaftler und Zoologe († 1986)
- 06. März: Bob Wills, US-amerikanischer Country-Musiker und Bandleader († 1975)
- 07. März: Abraham Ángel Card Valdés, mexikanischer Künstler († 1924)
- 10. März: Victor L’Episcopo Anfuso, US-amerikanischer Jurist und Politiker († 1966)
- 10. März: Albert LaMadeleine, kanadischer Fiddlespieler († 1986)
- 11. März: Johannes Busch, deutscher evangelischer Theologe und Evangelist († 1956)
- 13. März: Albert Schöchle, deutscher Gärtner und Sachbuchautor († 1998)
- 14. März: Raymond Aron, französischer Politologe, Soziologe, Publizist († 1983)
- 14. März: Herbert Heinicke, deutscher Schachspieler († 1988)
- 15. März: Carl Curtis, US-amerikanischer Politiker († 2000)
- 15. März: Alexander Schenk Graf von Stauffenberg, deutscher Historiker († 1964)

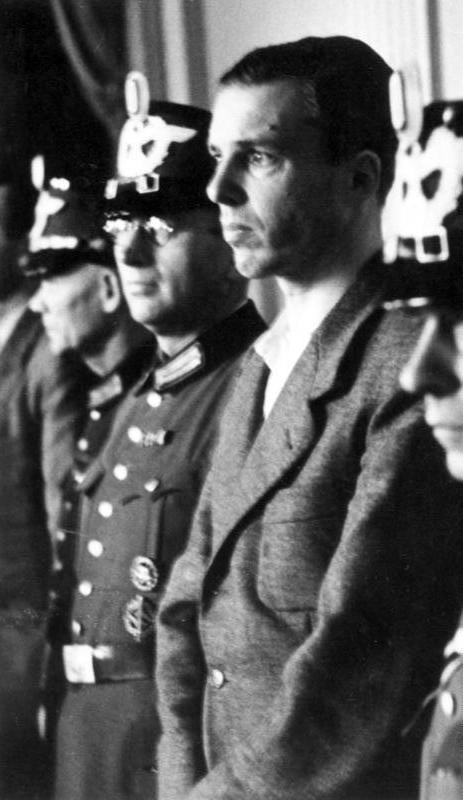
Berthold Schenk Graf v. Stauffenberg beim Prozess vor dem Volksgerichtshof

- 15. März: Berthold Schenk Graf von Stauffenberg, deutscher Jurist und Widerstandskämpfer († 1944)
- 16. März: Elisabeth Flickenschildt, deutsche Bühnen- und Filmschauspielerin († 1977)
- 17. März: Toni Menzinger, deutsche Politikerin († 2007)
- 18. März: Thomas Townsend Brown, US-amerikanischer Physiker († 1985)
- 18. März: Robert Donat, britischer Schauspieler († 1958)
- 18. März: Benny Friedman, US-amerikanischer American-Football-Spieler und -Trainer († 1982)
- 18. März: Paul Thieme, deutscher Indologe († 2001)
- 19. März: Beppe Assenza, italienischer Maler († 1985)
- 19. März: Albert Speer, deutscher Architekt und Funktionär in der NS-Zeit († 1981)
- 20. März: Raymond Bernard Cattell, britisch-amerikanischer Psychologe († 1998)
- 22. März: Carlo Alberto Pizzini, italienischer Komponist und Dirigent († 1981)

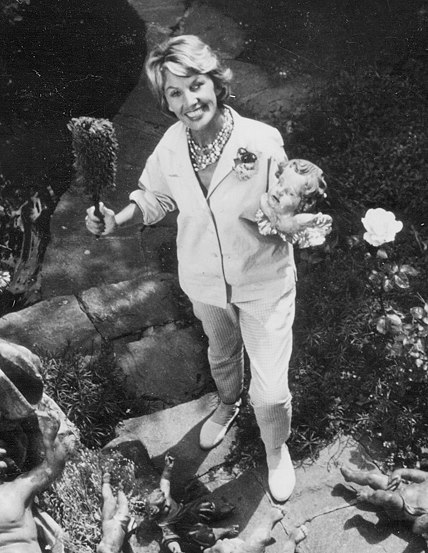
Lale Andersen, ca. 1951

- 23. März: Lale Andersen, deutsche Sängerin und Schauspielerin († 1972)

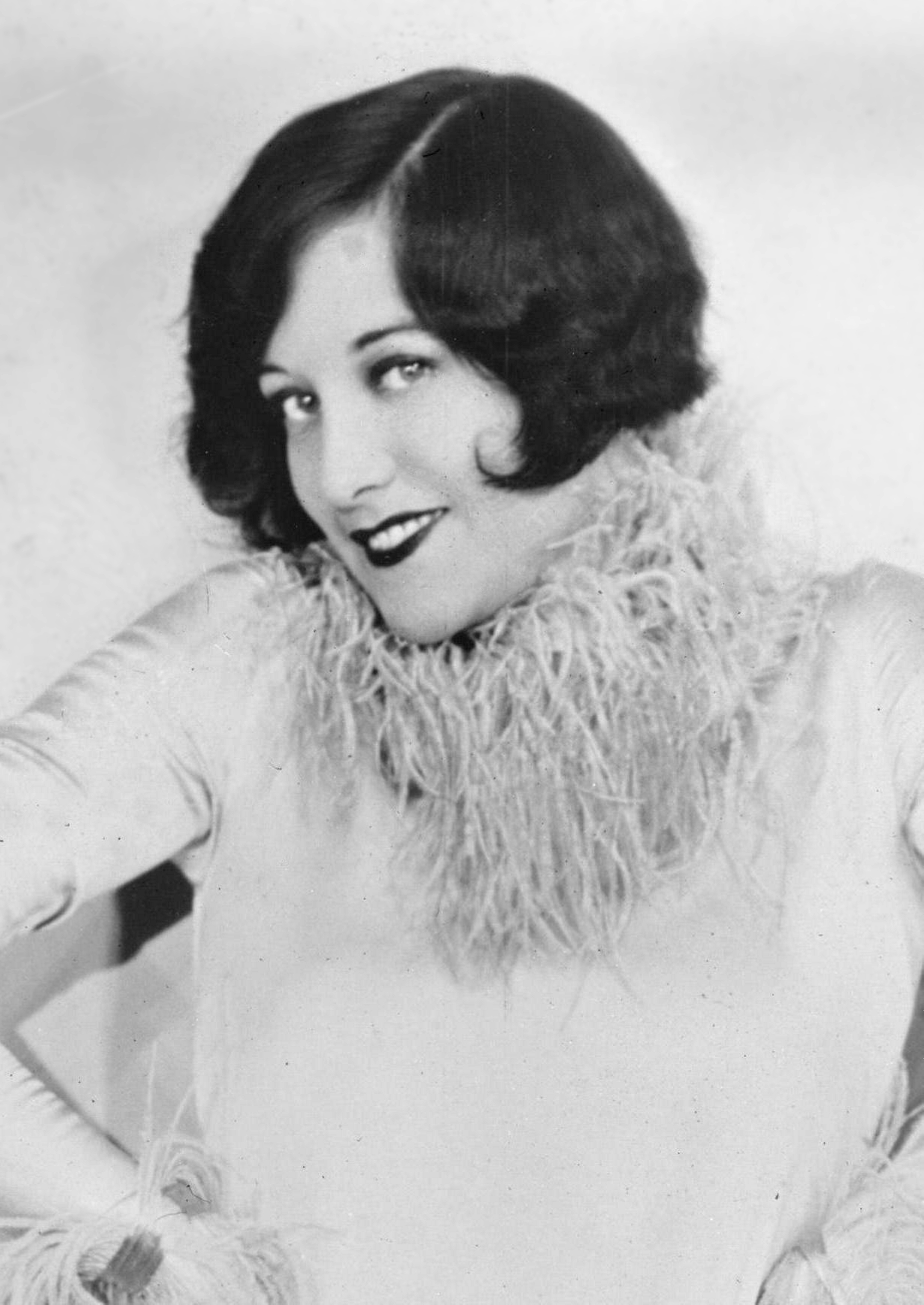
Joan Crawford, Standfoto von 1925

- 23. März: Joan Crawford, US-amerikanische Filmschauspielerin († 1977)
- 23. März: Paul Grimault, französischer Zeichentrickfilmer und Regisseur († 1994)
- 24. März: Willy Bartsch, deutscher Politiker und MdB († 1988)
- 24. März: Réal Gagnier, kanadischer Oboist und Musikpädagoge († 1984)
- 24. März: Rudolf Otto Wiemer, deutscher Lyriker und Pädagoge († 1998)
- 25. März: Adolf Hennecke, Arbeiter-Aktivist der DDR († 1975)
- 25. März: Albrecht Mertz von Quirnheim, deutscher Offizier und Widerstandskämpfer († 1944)
- 25. März: Pote Sarasin, thailändischer Premierminister und Generalsekretär der SEATO († 2000)
- 26. März: Václav Černý, tschechischer Literat und Übersetzer († 1987)
- 26. März: Viktor Frankl, Neurologe und Psychiater († 1997)
- 26. März: Erich Oberdorfer, deutscher Pflanzenbiologe († 2002)
- 26. März: Lew Potjomkin, sowjetischer Schauspieler und Synchronsprecher († 1989)
- 26. März: Štěpán Trochta, Bischof von Litomerice und Kardinal der römisch-katholischen Kirche († 1974)
- 26. März: Pablo Garrido, chilenischer Komponist und Jazzmusiker († 1982)
- 27. März: Leroy Carr, US-amerikanischer Blues-Musiker († 1935)

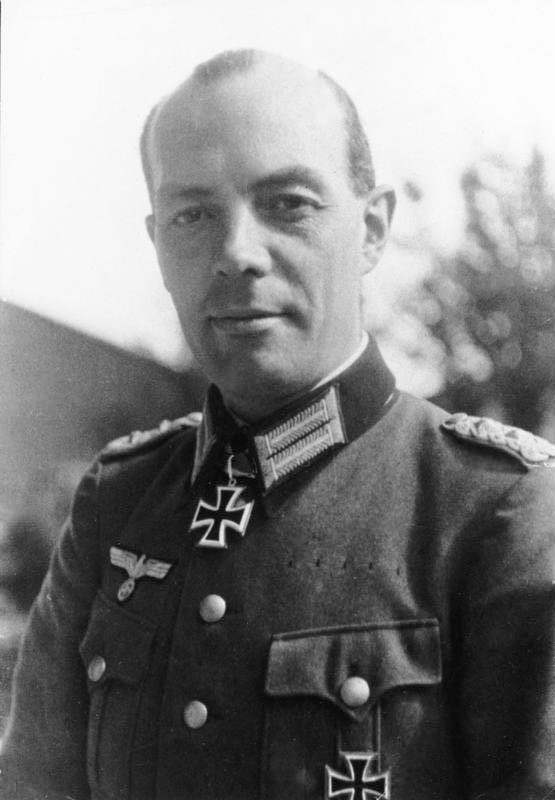
Rudolf-Christoph Freiherr von Gersdorff

- 27. März: Rudolf-Christoph von Gersdorff, deutscher Offizier und Hitlerattentäter († 1980)
- 28. März: Marlin Perkins, US-amerikanischer Zoologe und Zoodirektor († 1986)
- 28. März: Hans Rahner, österreichischer Komponist und Klaviervirtuose († 2008)
- 29. März: Philip Ahn, US-amerikanischer Schauspieler († 1978)
- 29. März: Hans Georg Amsel, deutscher Entomologe († 1999)
- 30. März: Lonnie Austin, US-amerikanischer Old-Time-Musiker († 1997)
- 30. März: Archie Birkin, britischer Motorradrennfahrer († 1927)
- 31. März: Big Maceo Merriweather, US-amerikanischer Blues-Musiker († 1953)
- 31. März: Robert Stevenson, britisch-US-amerikanischer Filmregisseur, Drehbuchautor und Filmproduzent († 1986)

### April
- 01. April: Gaston Eyskens, belgischer Politiker und dreifacher Premierminister († 1988)
- 01. April: Sir Paul Meernaa Caedwalla Hasluck, australischer Politiker († 1993)
- 01. April: Eugenio Siena, italienischer Automobilrennfahrer († 1938)
- 01. April: Winfried Zillig, deutscher Komponist, Musiktheoretiker und Dirigent († 1963)
- 02. April: Kurt Herbert Adler, österreichisch-US-amerikanischer Dirigent († 1988)
- 02. April: Andrea Schorta, Schweizer Romanist († 1990)
- 02. April: Herman Walder, US-amerikanischer Musiker († 1991)
- 02. April: Reginald Zupancic, österreichischer Geistlicher († 1999)
- 03. April: Eugen Luisk, deutsch-baltischer Maler († 1995)
- 04. April: Eugène Bozza, französischer Komponist († 1991)
- 04. April: Hanns Diettrich, deutscher Bildhauer († 1983)
- 05. April: Jef Maes, belgischer Komponist und Professor († 1996)
- 06. April: Richard Perlia, deutscher Testpilot, Redakteur und Fotograf († 2012)
- 07. April: Hans Peter Feddersen, deutscher Bildhauer († 1998)

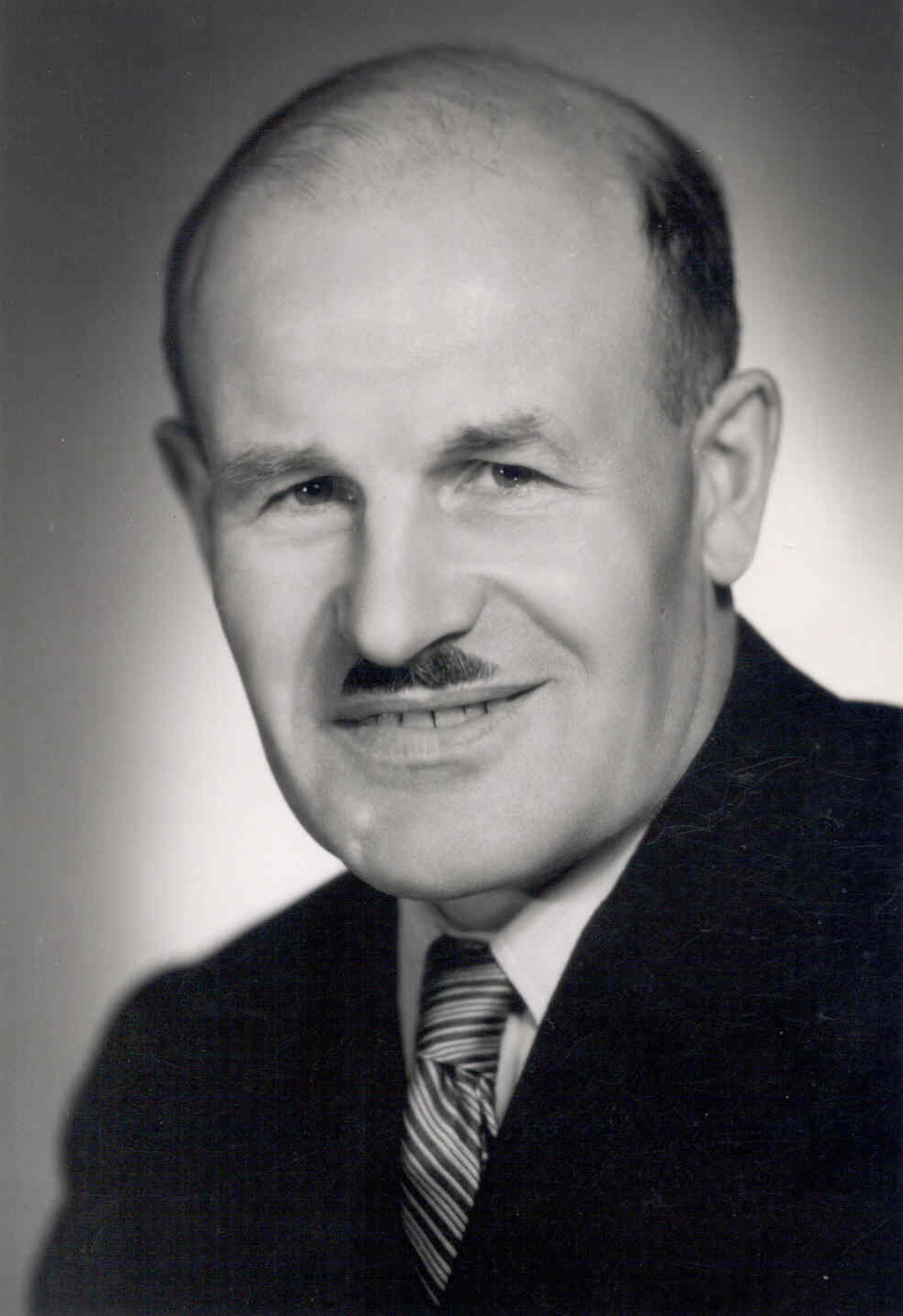
Ulrich Ilg

- 07. April: Ulrich Ilg, österreichischer Politiker und Landeshauptmann von Vorarlberg († 1986)
- 07. April: Georg Richter, deutscher Sportler († 1995)
- 07. April: Wolfgang Ritter, deutscher Unternehmer († 1993)
- 08. April: Curt Ackermann, deutscher Schauspieler († 1988)
- 08. April: Joachim Büchner, deutscher Leichtathlet († 1978)
- 08. April: Arnulf Klett, Oberbürgermeister von Stuttgart († 1974)
- 09. April: Guy Dugdale, britischer Bobfahrer († 1982)
- 09. April: J. William Fulbright, US-amerikanischer Politiker († 1995)
- 11. April: Attila József, ungarischer Lyriker († 1937)
- 11. April: Joseph Platz, deutsch-US-amerikanischer Schachspieler († 1981)
- 12. April: Léon Coulibeuf, französischer Automobilrennfahrer und Unternehmer († 1981)
- 12. April: Warren G. Magnuson, US-amerikanischer Politiker († 1989)
- 12. April: Günther Sewald, deutscher Politiker († 1949)
- 13. April: Bruno Rossi, italienischer Astrophysiker († 1993)
- 14. April: Georg Lammers, deutscher Leichtathlet († 1987)
- 15. April: Bernard Addison, US-amerikanischer Jazz-Gitarrist und Banjo-Spieler († 1990)
- 16. April: Franz Merkle, Volkswirt († 1960)
- 16. April: Paul-Pierre Philippe, Kardinal der römisch-katholischen Kirche († 1984)
- 18. April: Karl Michael Gutenberger, deutscher Politiker († 1961)
- 18. April: George Herbert Hitchings, US-amerikanischer Wissenschaftler und Nobelpreisträger († 1998)
- 18. April: Barbara von Kalckreuth, deutsche Bildhauerin († 1997)
- 19. April: Tommy Benford, US-amerikanischer Jazz-Musiker († 1994)
- 19. April: John Niemann, deutscher Schachproblemkomponist († 1990)
- 20. April: Albrecht Unsöld, deutscher Astronom und Physiker († 1995)
- 21. April: Karl Junker, deutscher Schachproblemkomponist († 1995)
- 21. April: Ursula von Wiese, deutsch-schweizerische Schauspielerin, Übersetzerin und Schriftstellerin († 2002)
- 24. April: Robert Penn Warren, US-amerikanischer Schriftsteller und Dichter († 1989)
- 26. April: Josef Ackermann, deutscher Politiker († 1997)
- 26. April: Jean Vigo, französischer Filmregisseur († 1934)
- 27. April: Rudolf Szyszkowitz, österreichischer Maler und Grafiker († 1976)
- 28. April: George A. Kelly, Professor für Klinische Psychologie († 1967)
- 29. April: Erich Naumann, deutscher Chef der Einsatzgruppe B, Amtschef Amt III SD-Hauptamt († 1951)
- 29. April: Hal Pereira, US-amerikanischer Filmausstatter († 1983)

### Mai
- 01. Mai: Henry Koster, deutscher Filmregisseur († 1988)
- 01. Mai: Theodor Oberländer, deutscher Politiker († 1998)
- 02. Mai: Alan Rawsthorne, englischer Komponist († 1971)
- 02. Mai: Charlotte Armstrong, US-amerikanische Autorin von Kriminalromanen († 1969)
- 03. Mai: Albrecht von Bayern, Chef des Hauses Wittelsbach († 1996)
- 04. Mai: Al Dexter, US-amerikanischer Country-Musiker und Songwriter († 1984)
- 04. Mai: Mátyás Seiber, ungarischer Komponist († 1960)
- 05. Mai: Floyd Gottfredson, US-amerikanischer Comiczeichner und -texter († 1986)
- 06. Mai: René Dreyfus, französischer Automobilrennfahrer († 1993)
- 06. Mai: Alexander Wilberg, österreichischer Politiker († 1992)
- 07. Mai: Bumble Bee Slim, US-amerikanischer Blues-Musiker († 1968)

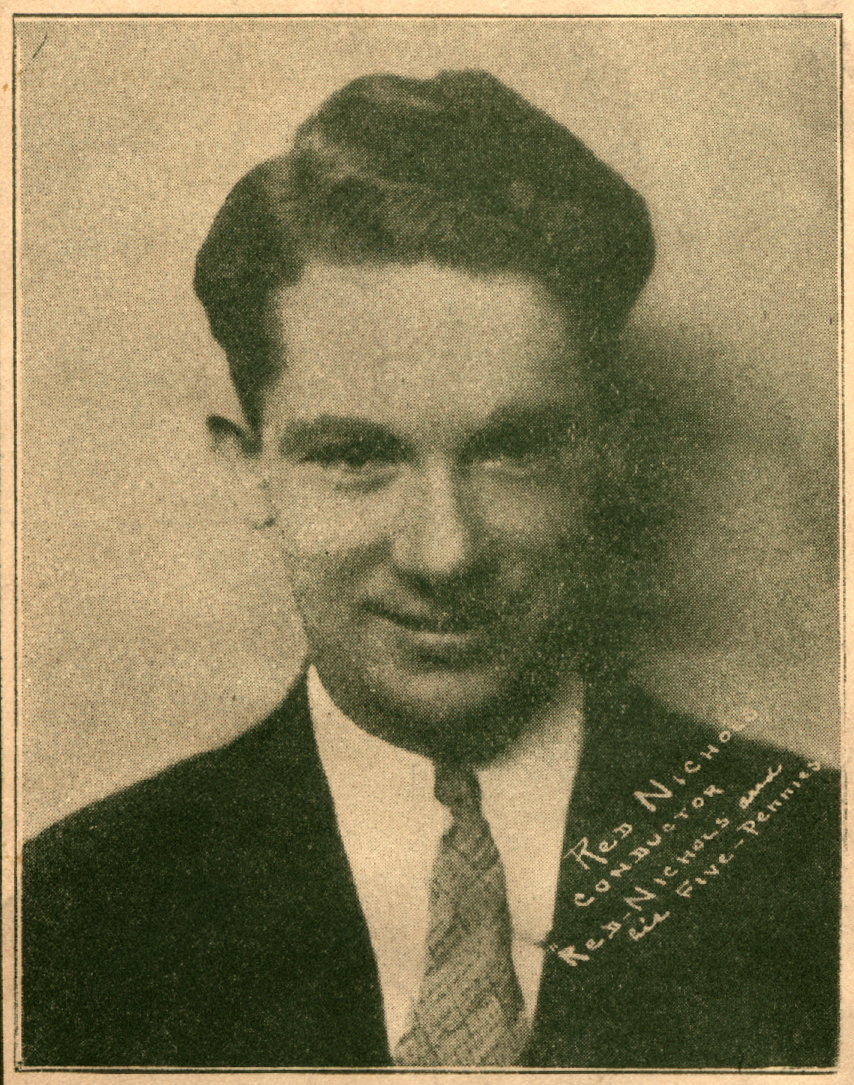
Red Nichols

- 08. Mai: Red Nichols, US-amerikanischer Jazzmusiker, Kornettist und Trompeter († 1965)
- 10. Mai: Franz Xaver Meitinger, deutscher Politiker († 1966)
- 10. Mai: Markos Vamvakaris, griechischer Sänger, Komponist und Bouzouki-Interpret († 1972)
- 11. Mai: Joe McCoy, US-amerikanischer Blues-Gitarrist und Sänger († 1950)
- 11. Mai: Grete Weiskopf, Kinderbuchautorin († 1966)
- 11. Mai: Johann Bernhard Michael Schneider, deutscher Schachproblemkomponist († 1984)
- 12. Mai: Artur Becker, Widerstandskämpfer gegen den Nationalsozialismus († 1938)
- 13. Mai: Wolfgang Abel, österreichischer Anthropologe († 1997)
- 13. Mai: Hermann Anselment, deutscher Maler († 1981)
- 13. Mai: Fakhruddin Ali Ahmed, indischer Politiker und Staatspräsident († 1977)
- 13. Mai: Emmi Bonhoeffer, Ehefrau des Widerstandskämpfers Klaus Bonhoeffer († 1991)
- 13. Mai: Kurt Diebner, deutscher Atomphysiker († 1964)
- 13. Mai: Archie Langley, britischer Automobilrennfahrer († 1963)
- 13. Mai: Walter Richter, deutscher Schauspieler († 1985)
- 14. Mai: Herbert Morrison, US-amerikanischer Rundfunkreporter († 1989)
- 14. Mai: Jean Daniélou, römisch-katholischer Jesuit und Kardinal († 1974)
- 14. Mai: Nikolai Alexandrowitsch Tichonow, sowjetischer Politiker († 1997)
- 15. Mai: Abraham Zapruder, US-amerikanischer Textilhersteller, Hobbyfilmer und Zeitzeuge († 1970)
- 15. Mai: Joseph Cotten, US-amerikanischer Schauspieler († 1994)

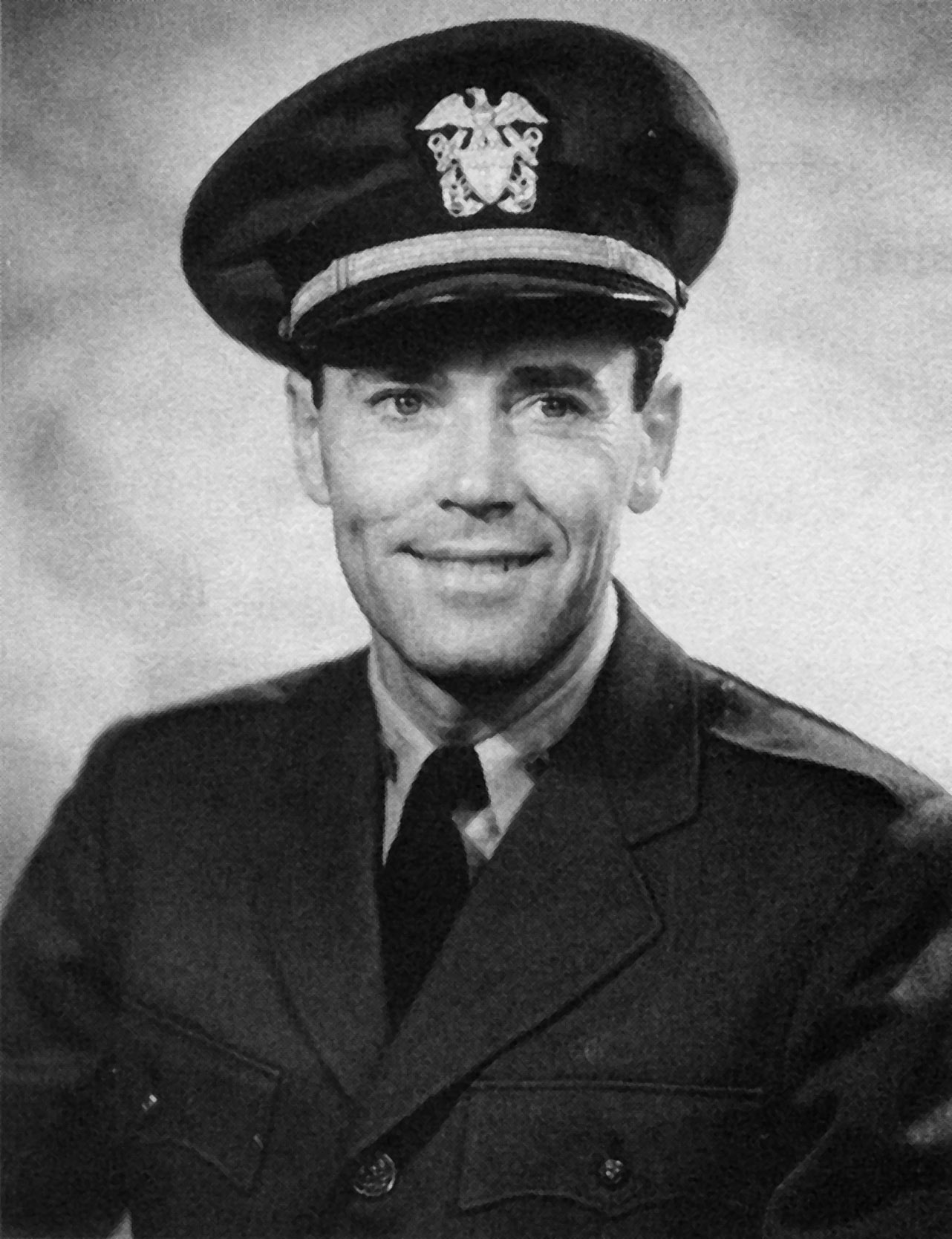
Henry Fonda

- 16. Mai: Henry Fonda, US-amerikanischer Schauspieler († 1982)
- 16. Mai: Lothar Irle, Siegerländer Heimatforscher und Schriftsteller († 1974)
- 17. Mai: Roland Gagnier, kanadischer Fagottist und Musikpädagoge († 1975)
- 18. Mai: Leo Barkin, kanadischer Pianist und Musikpädagoge († 1992)
- 18. Mai: Erich Zeisl, österreichischer Komponist und Musikpädagoge jüdischer Herkunft († 1959)
- 18. Mai: Francesco Carpino, Erzbischof von Palermo und Kardinal († 1993)
- 19. Mai: Maurice Banide, französischer Fußballspieler und -trainer († 1995)
- 20. Mai: Manuel Dicenta, spanischer Schauspieler († 1974)
- 20. Mai: Gerrit Achterberg, niederländischer Dichter († 1962)
- 20. Mai: Seni Pramoj, thailändischer Premierminister († 1997)
- 21. Mai: Edward Lockspeiser, britischer Musikwissenschaftler, Musikkritiker und Komponist († 1973)
- 21. Mai: Annik Saxegaard, norwegische Schriftstellerin († 1990)
- 22. Mai: Bodo von Borries, deutscher Elektrotechniker und Miterfinder des Elektronenmikroskops († 1956)
- 22. Mai: Paul Oskar Kristeller, Humanismusforscher († 1999)
- 22. Mai: Hans Rudolph, deutscher Maler und Grafiker. († 1993)
- 23. Mai: Eugène Dussous, französischer Automobilrennfahrer († 1989)
- 24. Mai: Michail Alexandrowitsch Scholochow, sowjetischer Schriftsteller († 1984)
- 25. Mai: Nils Ahrbom, schwedischer Architekt († 1997)
- 25. Mai: Wilhelm Apel, deutscher Politiker († 1969)
- 25. Mai: Gustav Rudolf Sellner, deutscher Regisseur und Theaterleiter († 1990)
- 28. Mai: Stefan Auer, rumänisch-ungarischer Fußballspieler († 1977)
- 29. Mai: Marigard Bantzer, deutsche Kinderbuchillustratorin († 1999)
- 29. Mai: Kurt Schwabe, deutscher Chemiker († 1983)
- 29. Mai: Fela Sowande, nigerianischer Komponist, Organist und Musikpädagoge († 1987)
- 30. Mai: Franziska Bennemann, deutsche Politikerin († 1986)

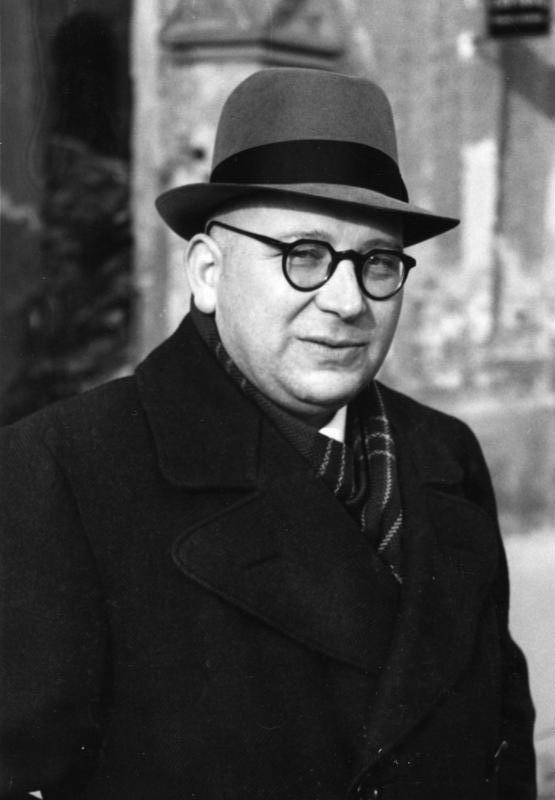
Adolf Süsterhenn, 1949

- 31. Mai: Adolf Süsterhenn, deutscher Politiker, Minister, Rechtsanwalt († 1974)
- 31. Mai: Angela Nikoletti, Südtiroler Lehrerin († 1930)

### Juni
- 01. Juni: Dinorá de Carvalho, brasilianische Pianistin und Komponistin († 1980)
- 01. Juni: Heinz Haffter, Schweizer klassischer Philologe († 1998)
- 01. Juni: Franz von Sonnleithner, Vertreter des Auswärtigen Amts im Führerhauptquartier († 1981)
- 02. Juni: Margarethe Noé von Nordberg, österreichische Schauspielerin († 1995)
- 03. Juni: Martin Gottfried Weiß, KZ-Kommandant im Dritten Reich († 1946)
- 05. Juni: John Abbott, britischer Schauspieler († 1996)
- 06. Juni: Georges Anawati, ägyptischer Dominikaner, Priester und Islamwissenschaftler († 1994)
- 06. Juni: Arthur Mendel, US-amerikanischer Chordirigent, Musikwissenschaftler und -pädagoge († 1979)
- 07. Juni: Jim Braddock, US-amerikanischer Boxer († 1974)
- 07. Juni: Pierre Fix-Masseau, französischer Grafiker († 1994)
- 08. Juni: Jean Fellot, französischer Organist und Musikpädagoge († 1967)
- 08. Juni: Paul Vallée, französischer Autorennfahrer († 1957)
- 09. Juni: Amilcare Canevari, italienischer Ruderer († 1987)
- 09. Juni: Ricardo Pérez Godoy, Chef einer Militärjunta in Peru von 1962 bis 1963 († 1982)
- 09. Juni: Walter Wilhelm Johann Kraft, deutscher Organist und Komponist († 1977)
- 10. Juni: Maria Elsner, deutsch-ungarische Opernsängerin († 1983)
- 10. Juni: Hanns Ludin, SA-Obergruppenführer und Botschafter der Slowakei († 1947)
- 10. Juni: Ludwig Schuster, deutscher Violinist, Violist und Hochschullehrer († 1968)
- 11. Juni: Wilhelm Kratz, deutscher Politiker und MdB († 1986)
- 11. Juni: Ladislaus Winterstein, deutscher Politiker und MdB († 1964)
- 12. Juni: Ray Barbuti, US-amerikanischer Sprinter und Olympiasieger († 1988)
- 12. Juni: Arthur Flemming, US-amerikanischer Politiker († 1996)
- 12. Juni: Kurt Mantel, deutscher Forstwissenschaftler († 1982)
- 12. Juni: Alfred Sabisch, deutscher Bildhauer († 1986)
- 13. Juni: František Bartoš, böhmischer Komponist († 1973)
- 13. Juni: Chen Yun, Wirtschaftspolitiker der Volksrepublik China († 1995)
- 13. Juni: Doc Cheatham, Jazztrompeter († 1997)

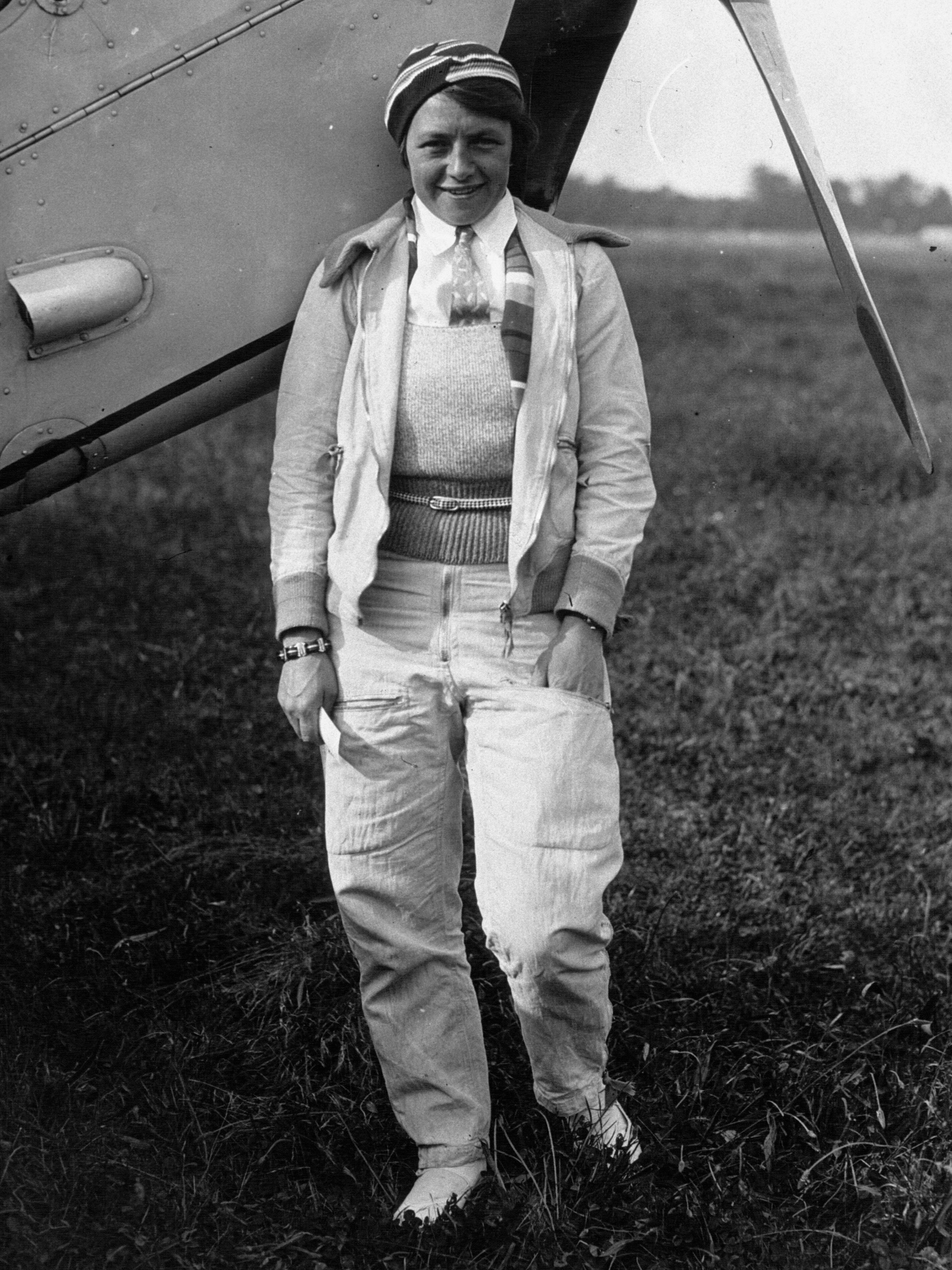
Liesel Bach

- 14. Juni: Liesel Bach, deutsche Kunstfliegerin († 1992)
- 14. Juni: Heinrich Kloidt, deutscher Wirtschaftswissenschaftler († 1970)
- 15. Juni: Rudolf Petersen, deutscher Kapitän († 1983)
- 16. Juni: Leslie Denison, britischer Schauspieler († 1992)
- 16. Juni: Walter Glaß, deutscher Nordischer Kombinierer († 1981)
- 18. Juni: Ettore Mazzoleni, kanadischer Dirigent und Musikpädagoge († 1968)
- 18. Juni: Eduard Tubin, estnischer Komponist († 1982)
- 18. Juni: Marjorie Westbury, britische Schauspielerin, Hörspielsprecherin und Sängerin († 1989)
- 19. Juni: Klaus Conrad, deutscher Neurologe und Psychiater († 1961)
- 19. Juni: Rush D. Holt Sr., US-amerikanischer Politiker († 1955)
- 19. Juni: Georges Mercure, kanadischer Benediktinermönch, Organist, Chorleiter und Komponist († 1993)
- 20. Juni: Lillian Hellman, US-amerikanische Schriftstellerin († 1984)
- 21. Juni: Jacques Goddet, französischer Sport-Journalist († 2000)
- 21. Juni: Jean-Paul Sartre, französischer Schriftsteller und Philosoph († 1980)
- 22. Juni: Walter Leigh, britischer Komponist († 1942)
- 23. Juni: Paul Desmarteaux, kanadischer Schauspieler († 1974)
- 24. Juni: Peter Bendel, russischer Maler († 1989)
- 25. Juni: Rupert Wildt, deutsch-amerikanischer Astronom († 1976)
- 26. Juni: Rudolf Klupsch, deutscher Leichtathlet († 1992)
- 26. Juni: August Momberger, deutscher Automobilrennfahrer und Ingenieur († 1969)
- 26. Juni: Ruth Seydewitz, deutsche Journalistin und Schriftstellerin († 1989)
- 27. Juni: Alfred Lemmnitz, Minister für Volksbildung der DDR († 1994)
- 28. Juni: Kurt Ulrich, deutscher Filmproduzent († 1967)
- 29. Juni: Franz Abelmann, deutscher Manager († 1987)

### Juli
- 01. Juli: Peter Tobaben, deutscher Politiker († 1972)
- 02. Juli: Ishikawa Tatsuzō, japanischer Schriftsteller († 1985)
- 03. Juli: Friedrich Hartjenstein, Lagerkommandant des KZ Auschwitz-Birkenau († 1954)
- 04. Juli: Dante Fiorillo, US-amerikanischer Komponist († 1995)
- 04. Juli: Lionel Trilling, US-amerikanischer Literaturkritiker († 1975)
- 04. Juli: Paul Schultz-Liebisch, deutscher Maler und Grafiker († 1996)
- 07. Juli: Baldur Hönlinger, österreichischer Schachmeister († 1990)
- 07. Juli: Hans-Joachim von Merkatz, deutscher Politiker († 1982)
- 07. Juli: Louis-Jean Guyot, Erzbischof von Toulouse und Kardinal († 1988)
- 08. Juli: Horst Biernath, deutscher Schriftsteller († 1978)
- 10. Juli: Iva Anderson, US-amerikanische Jazzsängerin († 1949)
- 10. Juli: Lew Kassil, russischer Schriftsteller und Kinderbuchautor († 1970)
- 11. Juli: Franz Osborn, deutscher Pianist († 1955)
- 12. Juli: Eduard Heilingsetzer, österreichischer Politiker und Minister († 1997)
- 12. Juli: Prinz John, jüngster Sohn von George V. († 1919)
- 13. Juli: Bosley Crowther, US-amerikanischer Filmkritiker († 1981)
- 14. Juli: Isidro Maiztegui, argentinischer Komponist († 1996)
- 14. Juli: Kurt Zube, deutscher Autor, Verleger, Herausgeber († 1991)

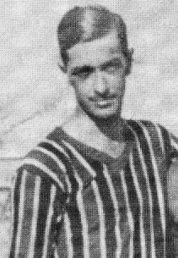
Abraham Patusca da Silveira

- 15. Juli: Alexander Chwylja, sowjetischer Schauspieler († 1976)
- 16. Juli: Richard Corts, deutscher Leichtathlet († 1974)
- 17. Juli: Abraham Patusca da Silveira, brasilianischer Fußballspieler († 1990)
- 17. Juli: Edgar Snow, US-amerikanischer Journalist und Chinakenner († 1972)
- 18. Juli: Hugh Caulfield Hamilton, nordirischer Automobilrennfahrer († 1934)
- 19. Juli: Max Colpet, US-amerikanischer Schriftsteller, Drehbuchautor und Schlagertexter († 1998)
- 19. Juli: Boyd Neel, englisch-kanadischer Dirigent und Musikpädagoge († 1981)
- 20. Juli: Harvey Perrin, kanadischer Geiger, Bratschist, Chordirigent und Musikpädagoge († 1999)
- 21. Juli: David M. Kennedy, US-amerikanischer Politiker († 1996)
- 21. Juli: Miguel Mihura, spanischer Schriftsteller († 1977)
- 22. Juli: Walter Auerbach, deutscher Politiker und Widerstandskämpfer († 1975)
- 23. Juli: Erich Itor Kahn, deutscher Musiker († 1956)
- 23. Juli: Leopold Engleitner, österreichisches NS-Opfer († 2013)
- 23. Juli: Richard Angst, Schweizer Kameramann († 1984)
- 24. Juli: Omobono Tenni, italienischer Motorradrennfahrer († 1948)
- 25. Juli: Elias Canetti, deutscher Schriftsteller und Nobelpreisträger († 1994)
- 25. Juli: Georges Grignard, französischer Automobilrennfahrer († 1977)
- 27. Juli: Wilhelm Adam, deutscher Politiker und Widerstandskämpfer († 1991)
- 28. Juli: Ehrhard Voigt, Geologe und Paläontologe († 2004)

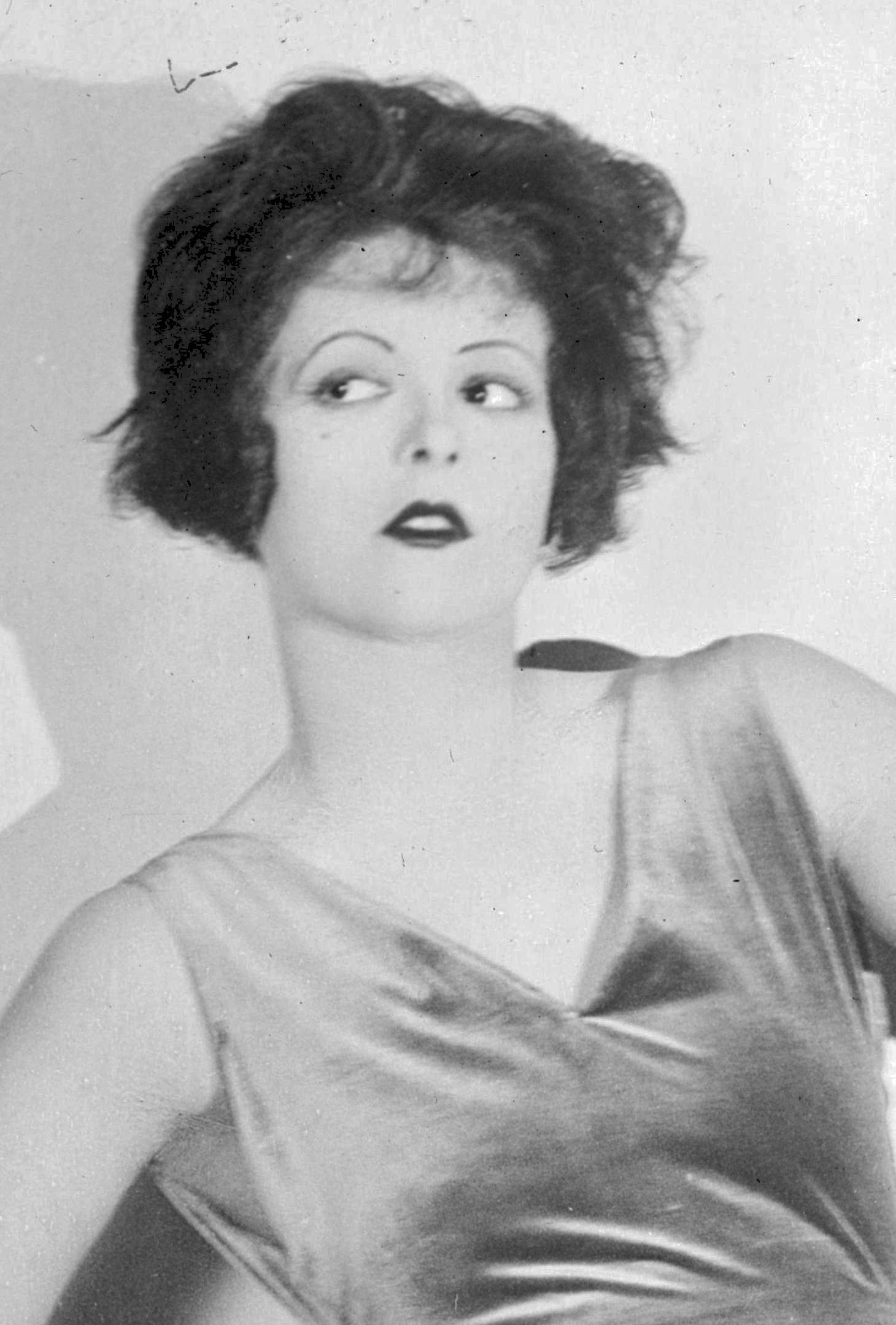
Clara Bow

- 29. Juli: Clara Bow, US-amerikanische Schauspielerin († 1965)
- 29. Juli: Johann Cramer, deutscher Politiker († 1987)
- 29. Juli: Dag Hammarskjöld, schwedischer Politiker, Generalsekretär der UN († 1961)
- 30. Juli: Franz Kremer, erster Präsident des 1. FC Köln († 1967)

### August
- 1. August: Miguel Prado Paz, mexikanischer Komponist († 1987)
- 02. August: Karl Amadeus Hartmann, deutscher Komponist († 1963)
- 02. August: Myrna Loy, US-amerikanische Schauspielerin († 1993)
- 02. August: Rudolf Prack, österreichischer Schauspieler († 1981)

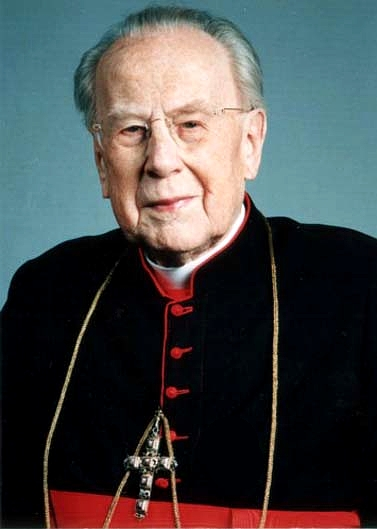
Franz König

- 03. August: Franz König, Kardinal, Erzbischof von Wien († 2004)
- 04. August: Hans Max von Aufseß, deutscher Schriftsteller († 1993)
- 04. August: Martin Gauger, Jurist, der Hitler den Treueid verweigerte († 1941)
- 05. August: Fritz Gögel, deutscher Steinbildhauer († 1981)
- 05. August: Wassily Leontief, russisch-amerikanischer Wirtschaftswissenschaftler und Nobelpreisträger († 1999)
- 05. August: Artjom Iwanowitsch Mikojan, sowjetischer Flugzeugkonstrukteur († 1970)
- 07. August: Albert Ooiman, niederländischer Ruderer († 1971)
- 08. August: André Jolivet, französischer Komponist († 1974)
- 08. August: Carl Pflüger, deutscher Maler († 1998)
- 08. August: Carleton Sprague Smith, US-amerikanischer Musik- und Kulturwissenschaftler, Bibliothekar, Hochschullehrer und Flötist († 1994)
- 09. August: Otto Schön, Büroleiter des Politbüros des ZK der SED in der DDR († 1968)
- 10. August: Nat Towles, US-amerikanischer Jazzbassist und Bandleader († 1963)
- 11. August: Erwin Chargaff, US-amerikanischer Biochemiker und Schriftsteller († 2002)
- 11. August: Kurt Gerstein, Mitglied des Hygieneinstituts der Waffen-SS († 1945)
- 12. August: Albrecht Köstlin, deutscher Agrarökonom und Bautechnologe († 1970)
- 12. August: Hans Seigewasser, deutscher Politiker († 1979)
- 12. August: Hans Urs von Balthasar, Schweizer katholischer Theologe und Kardinal († 1988)
- 13. August: Franz Ziereis, deutscher Nationalsozialist und Kommandant des KZ Mauthausen († 1945)
- 14. August: Raimund Weissensteiner, österreichischer Priester und Komponist († 1997)
- 15. August: Joachim Mrugowsky, SS-Oberführer († 1948)
- 15. August: Manfred von Brauchitsch, deutscher Automobilrennfahrer († 2003)

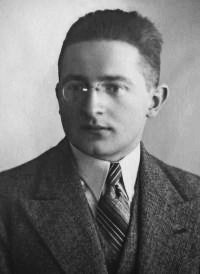
Marian Rejewski

- 16. August: Marian Rejewski, polnischer Mathematiker und Kryptologe († 1980)
- 16. August: Germaine Rouault, französische Automobilrennfahrerin († 1982)
- 17. August: Ada Falcón, argentinische Tango-Tänzerin, Sängerin und Filmschauspielerin († 2002)
- 18. August: Charles Clyde Ebbets, US-amerikanischer Fotograf († 1978)
- 18. August: Peter Kreuder, deutscher Komponist, Pianist und Dirigent († 1981)
- 19. August: Karl Walther, deutscher Maler († 1981)
- 20. August: Jean Gebser, Bewusstseinsforscher († 1973)
- 20. August: André Giriat, französischer Ruderer († 1967)
- 20. August: Clemens von Podewils, deutscher Journalist und Schriftsteller († 1978)
- 20. August: Jack Teagarden, Posaunist des frühen Jazz († 1964)
- 22. August: John Lyng, norwegischer konservativer Politiker († 1978)
- 23. August: Constant Lambert, englischer Komponist († 1951)
- 23. August: Phyllis King, britische Tennisspielerin († 2006)
- 24. August: Arthur Crudup, US-amerikanischer Blues-Musiker († 1974)
- 24. August: Hilary Minc, polnischer Ökonom und Politiker († 1974)
- 24. August: Siaka Stevens, Präsident von Sierra Leone († 1988)
- 25. August: Marc Azéma, französischer Automobilrennfahrer († 1954)
- 25. August: Guy Cloitre, französischer Automobilrennfahrer († unbekannt)
- 25. August: Maria Faustyna Kowalska, polnische Ordensfrau, Mystikerin und Heilige († 1938)
- 25. August: Wilhelm Ernst, deutscher Schachspieler († 1952)
- 25. August: Harold Sumberg, kanadischer Geiger, Dirigent und Musikpädagoge († 1994)
- 27. August: Heinz Liepmann, deutscher Schriftsteller und Journalist († 1966)
- 27. August: Paul Gehlhaar, deutscher Fußballspieler († 1968)
- 29. August: Al Taliaferro, US-amerikanischer Comiczeichner († 1969)
- 29. August: Hermann Berg, deutscher Politiker und MdB († 1982)
- 30. August: Alfred Abegg, Schweizer Politiker († 2002)
- 31. August: Robert Bacher, Kernphysiker und Mitarbeiter des Manhattan-Projektes († 2004)
- 31. August: El Sayed Mohammed Nosseir, ägyptischer Gewichtheber († 1974)
- 31. August: Julio Meinvielle, argentinischer Schriftsteller und Priester († 1973)

### September
- 01. September: Corrado Annicelli, italienischer Schauspieler († 1984)
- 01. September: Friedrich Ernst Hunsche, deutscher Schriftsteller, Sprachforscher, Genealoge, Heimatforscher und Archivar († 1994)
- 03. September: Bruno Pittermann, österreichischer Politiker († 1983)
- 03. September: Carl David Anderson, US-amerikanischer Physiker († 1991)
- 03. September: Meade Lux Lewis, US-amerikanischer Jazz-Musiker († 1964)
- 03. September: Wilhelm Kamlah, deutscher Musikwissenschaftler, Theologe und Philosoph († 1976)
- 04. September: Mary Renault, britische Schriftstellerin († 1983)
- 04. September: Walter Zapp, Erfinder der Kleinstbildkamera und der Marke Minox († 2003)
- 05. September: Arthur Koestler, britischer Schriftsteller († 1983)
- 05. September: Maurice Challe, französischer General († 1979)
- 05. September: Willy Schneider, deutscher Volkssänger († 1989)
- 05. September: Todd Webb, amerikanischer Fotograf († 2000)
- 06. September: Alfred Burger, US-amerikanischer Chemiker († 2000)
- 06. September: Walther Müller, deutscher Physiker († 1979)
- 07. September: Jorge Urrutia Blondel, chilenischer Komponist († 1981)
- 07. September: Mike Couper, britischer Automobilrennfahrer († 1976)
- 07. September: Rogelio Martínez Díaz, kubanischer Gitarrist und Sänger und Bandleader († 2001)
- 09. September: Herbert Zerna, deutsch-sorbischer Theologe, Pädagoge, Heimatforscher und Regisseur († 1955)
- 10. September: Eugène Aisberg, russisch-französischer Wissenschaftsjournalist († 1980)
- 10. September: Juan José Arévalo, Präsident von Guatemala († 1990)
- 10. September: Robert Rompe, deutscher Physiker und Politiker († 1993)
- 10. September: Jean Viale, französischer Autorennfahrer († 1960)
- 11. September: Werner Lederle, deutscher Verwaltungsjurist, Rechtsanwalt und Kommunalpolitiker († 1977)
- 11. September: Francis Rome, britischer Offizier († 1985)
- 12. September: Ali Amini, persischer Politiker († 1992)
- 12. September: Jacques Gergaud, französischer Automobilrennfahrer († 1986)
- 12. September: Helmut Körnig, deutscher Leichtathlet († 1972)
- 13. September: Leni Junker, deutsche Sprinterin († 1997)
- 13. September: Adolph Koldofsky, kanadischer Geiger († 1951)
- 15. September: Pat O’Callaghan, irischer Hammerwerfer und Olympiasieger († 1991)
- 17. September: Hans Freudenthal, deutscher Mathematiker († 1990)
- 18. September: Eddie Rochester Anderson, US-amerikanischer Entertainer und Schauspieler († 1977)

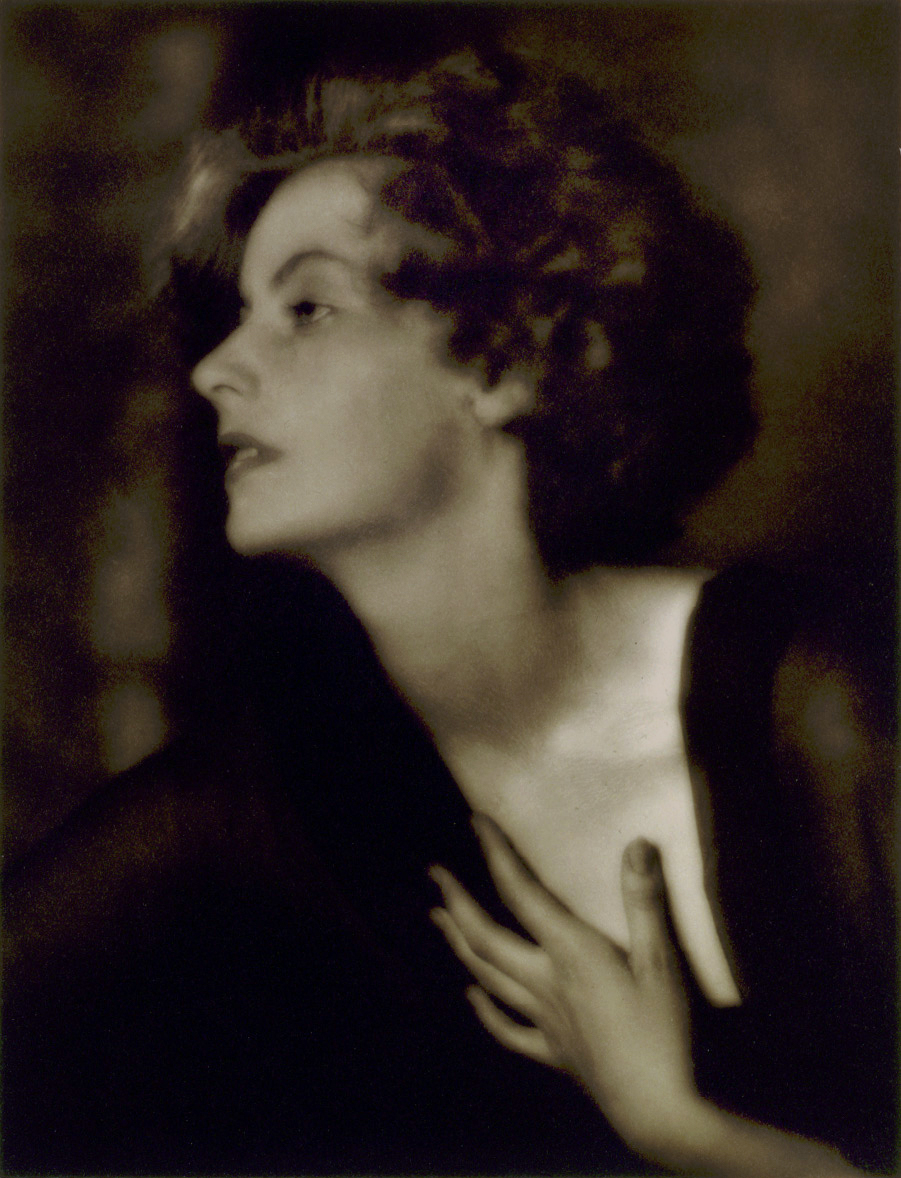
Greta Garbo

- 18. September: Greta Garbo, schwedische Filmschauspielerin († 1990)
- 18. September: Reginald Godden, kanadischer Pianist und Musikpädagoge († 1987)
- 18. September: Robert Kramreiter-Klein, österreichischer Architekt († 1965)
- 18. September: Wally „Gundel“ Wittmann, deutsche Leichtathletin und Handballspielerin († 1990)
- 19. September: Judith Auer, Widerstandskämpferin gegen den Nationalsozialismus († 1944)
- 19. September: Theodor Blank, deutscher Politiker († 1972)
- 19. September: Giuseppe Cavanna, italienischer Fußballtorhüter († 1976)
- 21. September: Marguerite Roberts, US-amerikanische Drehbuchautorin († 1989)
- 22. September: Louis Kukenheim, niederländischer Romanist († 1972)
- 22. September: Eugen Sänger, österreichischer Ingenieur († 1964)
- 22. September: Fritz Winter, deutscher Künstler († 1976)
- 22. September: Marie Vierdag, niederländische Schwimmerin († 2005)
- 24. September: Severo Ochoa, spanisch-US-amerikanischer Biochemiker († 1993)
- 25. September: Mao Zetan, chinesischer Revolutionär, Bruder von Mao Zedong († 1935)
- 26. September: Karl Rappan, österreichischer Fußballspieler und -trainer († 1995)
- 26. September: Max Bulla, österreichischer Radrennfahrer († 1990)
- 27. September: Ernst Baier, deutscher Eiskunstläufer († 2001)
- 27. September:Francisco Cristancho Camargo, kolumbianischer Komponist, Arrangeur, Posaunist, Gitarrist und Orchesterleiter († 1977)

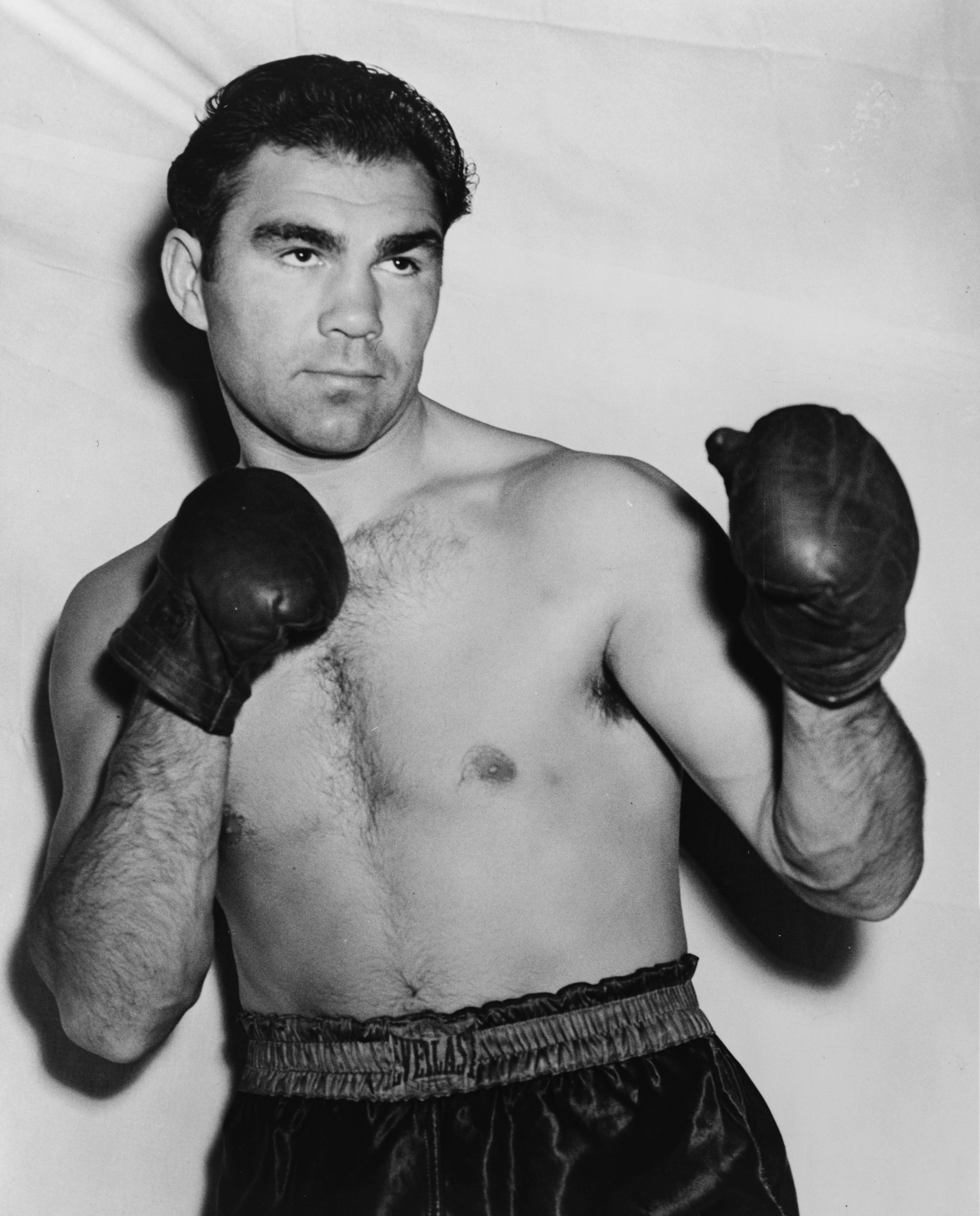
Max Schmeling

- 28. September: Max Schmeling, deutscher Schwergewichtsboxer († 2005)

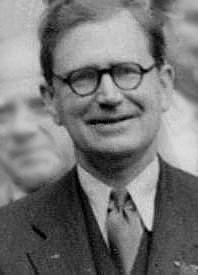
Nevill Francis Mott

- 29. September: Josef Konrad Scheuber, Schweizer Geistlicher und Jugend- und Volksschriftsteller († 1990)
- 30. September: Nevill F. Mott, britischer Physiker und Nobelpreisträger († 1996)
- 30. September: Savitri Devi, nationalsozialistische Philosophin und Schriftstellerin († 1982)

### Oktober
- 01. Oktober: Alfons Goppel, deutscher Politiker († 1991)
- 01. Oktober: Franz Seraph Reicheneder, deutscher Historiker und Heimatforscher († 1976)
- 02. Oktober: Enchi Fumiko, japanische Schriftstellerin († 1986)
- 02. Oktober: Franjo Šeper, Erzbischof von Zagreb und Kardinal († 1981)
- 02. Oktober: George Gibson, US-amerikanischer American-Football-Spieler († 2004)
- 02. Oktober: Hemaiag Bedros XVII. Guedikian, Patriarch von Kilikien († 1998)
- 04. Oktober: Wolfgang Franz, deutscher Mathematiker († 1996)
- 04. Oktober: Günther Roll, deutscher Ruderer († 1990)
- 05. Oktober: Karl Gall, österreichischer Fußballspieler († 1943)
- 06. Oktober: Hans Beyer, deutscher Chemiker († 1971)
- 06. Oktober: Helen Wills Moody, US-amerikanische Tennisspielerin († 1998)
- 06. Oktober: Wolfgang Liebeneiner, deutscher Schauspieler und Regisseur († 1987)
- 08. Oktober: Eugen Bodart, deutscher Komponist und Dirigent († 1981)
- 10. Oktober: Franz Augsberger, österreichischer SS-Brigadeführer, Generalmajor der Waffen-SS († 1945)
- 10. Oktober: Wilhelm Beiglböck, Internist, NS-Kriegsverbrecher († 1963)
- 10. Oktober: Tanaka Chikao, japanischer Dramatiker und Theaterleiter († 1995)
- 10. Oktober: Kurt Frör, deutscher evangelischer Geistlicher und Hochschullehrer († 1980)
- 10. Oktober: Lotte Loebinger, deutsche Schauspielerin († 1999)
- 11. Oktober: Jean-Marie Villot, Kardinal und Camerlengo der katholischen Kirche († 1979)
- 12. Oktober: Joseph Kosma, österreichischer Komponist († 1969)
- 14. Oktober: Eugene Fodor, ungarisch-amerikanischer Schriftsteller und Herausgeber († 1991)
- 14. Oktober: Pentti Haanpää, finnischer Schriftsteller († 1955)
- 15. Oktober: Ivan Eklind, schwedischer Fußballschiedsrichter († 1981)
- 15. Oktober: Gustav Gerneth, deutscher Supercentenarian († 2019)
- 15. Oktober: Raymond Klibansky, europäisch-kanadischer Philosoph († 2005)
- 15. Oktober: Angelo Schiavio, italienischer Fußballspieler († 1990)
- 15. Oktober: C. P. Snow, englischer Wissenschaftler und Schriftsteller († 1980)
- 16. Oktober: Ernst Kuzorra, deutscher Fußballspieler († 1990)
- 17. Oktober: Franco Albini, italienischer Architekt († 1977)

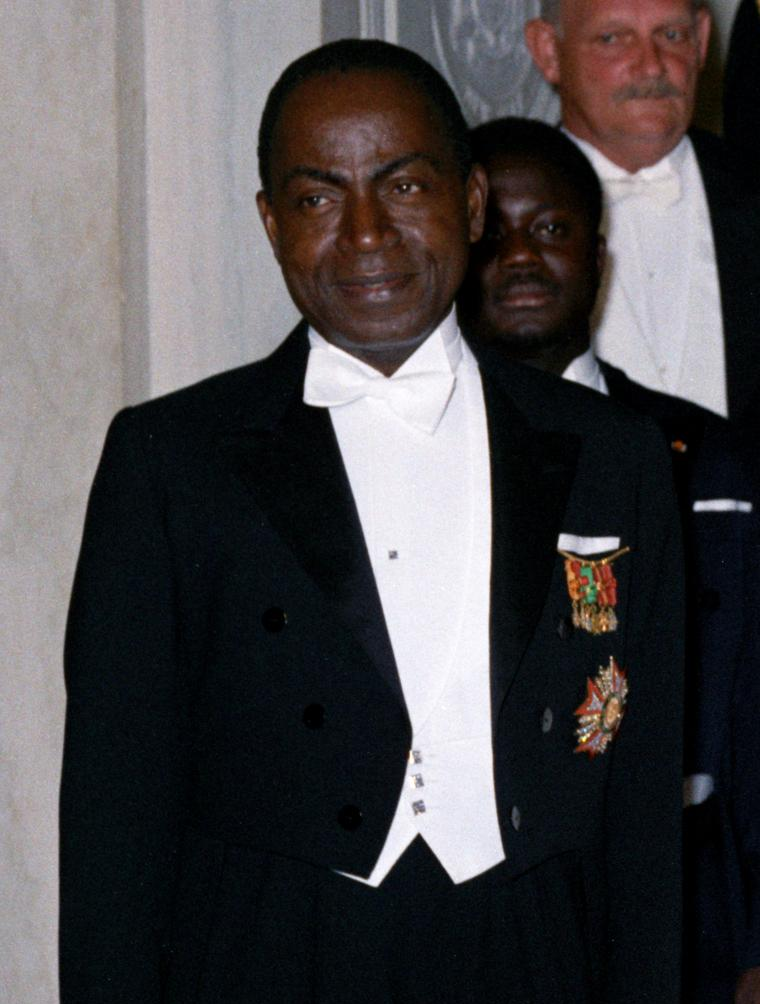
Félix Houphouët-Boigny

- 18. Oktober: Félix Houphouët-Boigny, erster Präsident der Côte d’Ivoire (Elfenbeinküste) († 1993)
- 18. Oktober: Willi Laatsch, deutscher Bodenkundler und Forstwissenschaftler († 1997)
- 19. Oktober: Elsa Calcagno, argentinische Pianistin und Komponistin († 1978)
- 19. Oktober: Richard Zöller, deutscher Jurist († 1961)
- 20. Oktober: Karl Fabel, deutscher Schachproblemkomponist († 1975)
- 21. Oktober: Arnold Verhoeven, deutscher Politiker und MdB († 1998)
- 21. Oktober: August Holweg, deutscher Politiker († 1989)
- 21. Oktober: Filip Semjonowitsch Bondarenko, ukrainischer Schachproblemkomponist († 1993)
- 21. Oktober: Philippe Henri Menoud, Schweizer evangelischer Geistlicher und Hochschullehrer († 1973)
- 22. Oktober: Manuel „Nolo“ Ferreira, argentinischer Fußballspieler († 1983)
- 22. Oktober: Paul Arma, französischer Komponist, Musikethnologe und Pianist († 1987)
- 22. Oktober: Karl Guthe Jansky, US-amerikanischer Physiker und Radioingenieur († 1950)

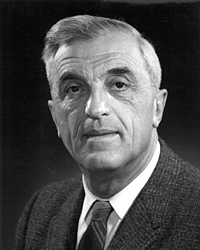
Felix Bloch, 1961

- 23. Oktober: Felix Bloch, schweizerisch-US-amerikanischer Physiker († 1983)
- 23. Oktober: Norah Lange, argentinische Schriftstellerin († 1972)

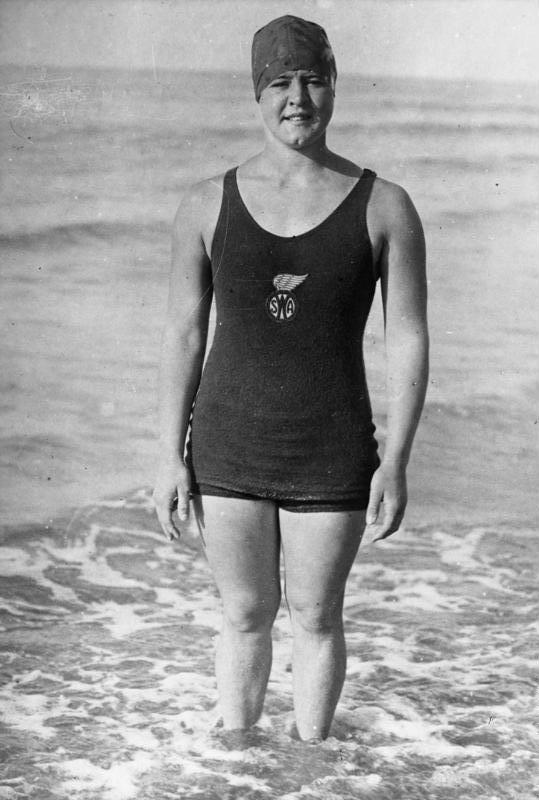
Gertrude Ederle

- 23. Oktober: Gertrude Ederle, erste Frau, die den Ärmelkanal durchschwamm († 2003)
- 24. Oktober: Otto Abel, deutscher Kirchenliedkomponist († 1977)
- 25. Oktober: Richard Paquier, Schweizer evangelischer Geistlicher († 1985)
- 26. Oktober: George Bernard Flahiff, Erzbischof von Winnipeg und Kardinal († 1989)
- 28. Oktober: Hugo Paul, deutscher Politiker († 1962)
- 29. Oktober: Berthold Wolpe, deutscher Typograf und Lehrer († 1989)
- 30. Oktober: Christian Darnton, englischer Komponist († 1981)
- 30. Oktober: Bohumír Štědroň, tschechischer Musikwissenschaftler und Pianist († 1982)
- 31. Oktober: Harry Harlow, US-amerikanischer Psychologe und Verhaltensforscher († 1981)

### November
- 01. November: Paul-Émile Borduas, kanadischer Maler († 1960)
- 01. November: Aldo Fabrizi, italienischer Filmschauspieler und Regisseur († 1990)
- 02. November: Colin Clark (Ökonom), britisch-australischer Ökonom († 1989)
- 02. November: Henri de la Sayette, französischer Automobilrennfahrer († 1991)
- 02. November: Georges Schehadé, libanesischer Dichter und Dramatiker († 1989)

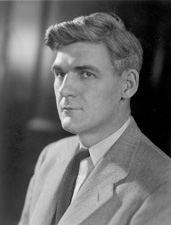
Joseph H. Ball

- 03. November: Joseph H. Ball, US-amerikanischer Politiker († 1993)
- 05. November: Lotte Betke, deutsche Schauspielerin und Schriftstellerin († 2008)
- 05. November: Joel McCrea, US-amerikanischer Schauspieler († 1990)
- 05. November: Louis Rosier, französischer Motorrad- und Automobilrennfahrer († 1956)
- 05. November: Dmitri Schepilow, sowjetischer Politiker († 1995)
- 06. November: Walter Hase, deutscher Forstmann und Sachbuchautor († 2007)
- 07. November: William Alwyn, englischer Komponist († 1985)
- 08. November: Alfred Führer, deutscher Orgelbauer († 1974)
- 08. November: Lucy Millowitsch, deutsche Schauspielerin und Theaterleiterin († 1990)
- 08. November: Marco Aurelio Robles Méndez, panamaischer Staatspräsident († 1990)
- 09. November: Friedrich Arndt, deutscher Puppenspieler († 1985)
- 09. November: Erika Mann, deutsche Schauspielerin und Schriftstellerin († 1969)
- 09. November: Athos Querzola, französischer Autorennfahrer († 1992)
- 10. November: Kurt Eggers, deutscher Schriftsteller und NS-Kulturpolitiker († 1943)
- 10. November: Louis Harold Gray, britischer Physiker und Radiologe († 1965)
- 12. November: Jacques Savoye, französischer Unternehmer und Automobilrennfahrer († 1998)
- 14. November: Giordano Aldrighetti, italienischer Motorrad- und Automobilrennfahrer († 1939)
- 14. November: August Wenzinger, Schweizer Cellist, Gambist, Musikpädagoge und Dirigent († 1996)
- 15. November: Michael Arneth, deutscher Theologe und Lehrer († 1995)
- 15. November: Hara Tamiki, japanischer Schriftsteller († 1951)
- 15. November: Annunzio Mantovani, italienischer Orchesterleiter († 1980)
- 16. November: Ettore Cunial, Erzbischof und Vize-Camerlengo der römischen Kurie. († 2005)
- 16. November: Eddie Condon, amerikanischer Gitarrist († 1973)

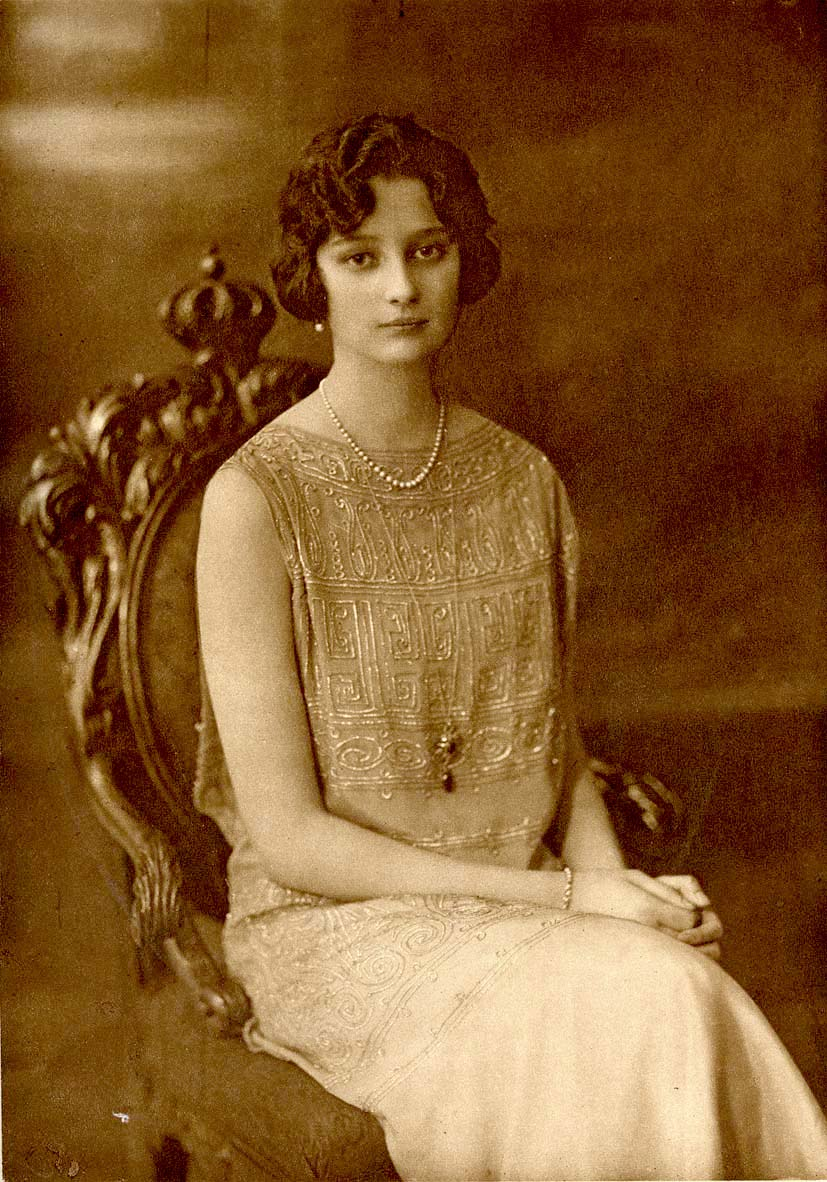
Prinzessin Astrid von Schweden

- 17. November: Mischa Auer, US-amerikanischer Film- und Theaterschauspieler († 1967)
- 17. November: Astrid von Schweden, Prinzessin von Schweden († 1935)
- 18. November: Lothar von Heinemann, deutscher General († 1997)
- 19. November: Eleanor Audley, US-amerikanische Schauspielerin und Synchronsprecherin († 1991)
- 19. November: Tommy Dorsey, US-amerikanischer Jazz-Musiker († 1956)
- 19. November: Henri Frenay, französischer Politiker, Résistancemitglied († 1988)
- 19. November: Isaac Kashdan, US-amerikanischer Großmeister und Autor im Schach († 1985)
- 20. November: Johann Ohde, deutscher Bauingenieur († 1953)
- 20. November: Friedl Rinder, deutsche Schachspielerin († 2001)
- 22. November: Robert Choquette, kanadischer Schriftsteller und Diplomat († 1991)
- 22. November: Karl Mocker, deutscher Politiker († 1996)
- 23. November: Erich Langer, deutscher Politiker († 1958)
- 26. November: Antoine Schumann, französischer Automobilrennfahrer und Flieger († 1956)
- 27. November: Eberhard Arlt, deutscher Funktionär († 1972)
- 27. November: Afonso Arinos de Melo Franco, brasilianischer Rechtsanwalt, Politiker, Historiker, Lehrer, Essayist und Kritiker († 1990)
- 28. November: Hans Kloss, österreichischer Bankdirektor († 1986)
- 29. November: Marcel Lefebvre, katholischer Theologe und Kirchenpolitiker († 1991)
- 29. November: Willi Stech, deutscher Pianist, Bandleader und Komponist († 1979)
- 30. November: Elfe Schneider, deutsche Schauspielerin, Synchronsprecherin und Fotografin († 1970)

### Dezember
- 01. Dezember: Charles Van Riper, amerikanischer Sprachtherapeut († 1994)
- 01. Dezember: Clarence Melvin Zener, US-amerikanischer Physiker († 1993)
- 02. Dezember: Francisco Amicarelli, argentinischer Pianist und Musikpädagoge († 1981)
- 02. Dezember: Moses Asch, US-amerikanischer Plattenproduzent († 1986)

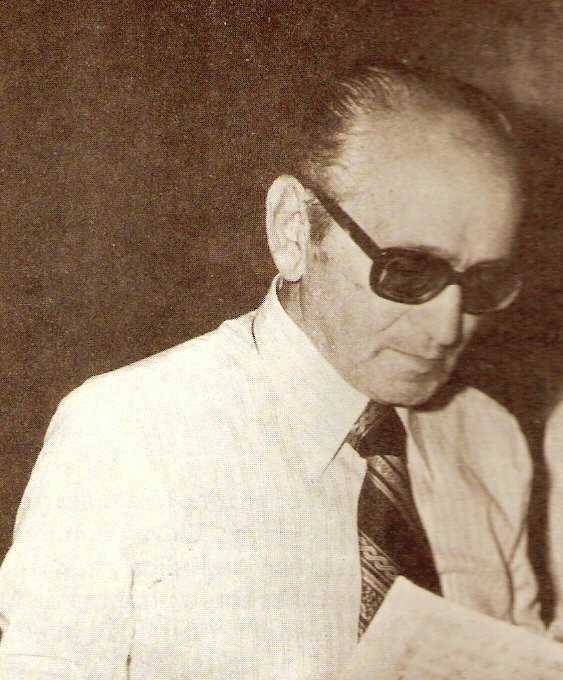
Osvaldo Pugliese

- 02. Dezember: Osvaldo Pugliese, argentinischer Musiker († 1995)
- 03. Dezember: Julius Speer, deutscher Forstwissenschaftler († 1984)
- 04. Dezember: Antonio Samorè, römisch-katholischer Kardinal († 1983)
- 04. Dezember: Emílio Garrastazu Médici, brasilianischer Präsident († 1985)
- 05. Dezember: Mohammed Abdullah, indischer Politiker des Kaschmir († 1982)
- 05. Dezember: Otto Preminger, US-amerikanischer Regisseur und Filmproduzent († 1986)
- 05. Dezember: Franz Schubert, deutscher Politiker († 1992)
- 06. Dezember: Rudi Anhang, deutscher Musiker († 1998)
- 07. Dezember: Gerard Peter Kuiper, US-amerikanischer Astronom († 1973)
- 08. Dezember: Alfred Balthoff, deutscher Schauspieler und Synchronsprecher († 1989)
- 08. Dezember: Frank Faylen, US-amerikanischer Schauspieler († 1985)
- 08. Dezember: Ernst Hermann Meyer, deutscher Komponist, Musikwissenschaftler († 1988)
- 09. Dezember: Adrien Alin, französischer Automobilrennfahrer († 1948)
- 09. Dezember: Luke Johnsos, US-amerikanischer American-Football-Spieler und -Trainer († 1984)
- 09. Dezember: Hertha Nehve, deutsche Malerin († unbekannt)
- 09. Dezember: Dalton Trumbo, US-amerikanischer Drehbuch- und Romanautor († 1976)
- 09. Dezember: Emanuel Sperner, deutscher Mathematiker († 1980)
- 10. Dezember: Heinrich Amersdorffer, deutscher Maler, Grafiker und Kunsterzieher († 1986)
- 11. Dezember: Ludwig Engels, deutscher Schachmeister († 1967)
- 11. Dezember: Erskine Hamilton Childers, irischer Präsident († 1974)
- 12. Dezember: Karl Polak, Jurist und Politiker der DDR († 1963)
- 12. Dezember: Manès Sperber, österreichisch-französischer Schriftsteller und Philosoph († 1984)
- 12. Dezember: Mulk Raj Anand, indischer Roman- und Kurzgeschichtenautor († 2004)
- 13. Dezember: Guido Calgari, Schweizer Politiker, Hochschullehrer und Schriftsteller († 1969)
- 15. Dezember: Ferenc Farkas, ungarischer Komponist († 2000)
- 16. Dezember: Piet Hein, dänischer Wissenschaftler († 1996)
- 17. Dezember: Gilbert Auvergne, französischer Sprinter und Fußballspieler († 1976)
- 17. Dezember: Jan Valtin, deutscher Kommunist und Schriftsteller († 1951)
- 18. Dezember: Hans Bernd von Haeften, deutscher Jurist und Widerstandskämpfer († 1944)
- 19. Dezember: Irving Kahn, US-amerikanischer Finanzanalyst († 2015)
- 19. Dezember: Giovanni Lurani, italienischer Automobildesigner und -rennfahrer († 1995)
- 20. Dezember: Daisy Spies, Tänzerin und Choreographin († 2000)
- 21. Dezember: Bernhard Ahrens, deutscher Politiker († 1978)
- 21. Dezember: Harry Revel, britisch-US-amerikanischer Komponist und Pianist († 1958)
- 22. Dezember: Pierre Brasseur, französischer Schauspieler († 1972)
- 22. Dezember: Art Christmas,  kanadischer Bandleader, Saxophonist und Multiinstrumentalist  († 1961)
- 22. Dezember: Pierre Levegh, französischer Automobilrennfahrer († 1955)
- 23. Dezember: Amédée Borsari, französischer Komponist († 1999)
- 23. Dezember: Georg Euler, deutscher Fußballspieler († 1998)
- 23. Dezember: Joe Kopcha, US-amerikanischer American-Football-Spieler und Chirurg († 1986)
- 24. Dezember: Hans Geiger, deutscher Fußballspieler († 1991)
- 24. Dezember: Hendrik Wade Bode, US-amerikanischer Elektrotechniker († 1982)

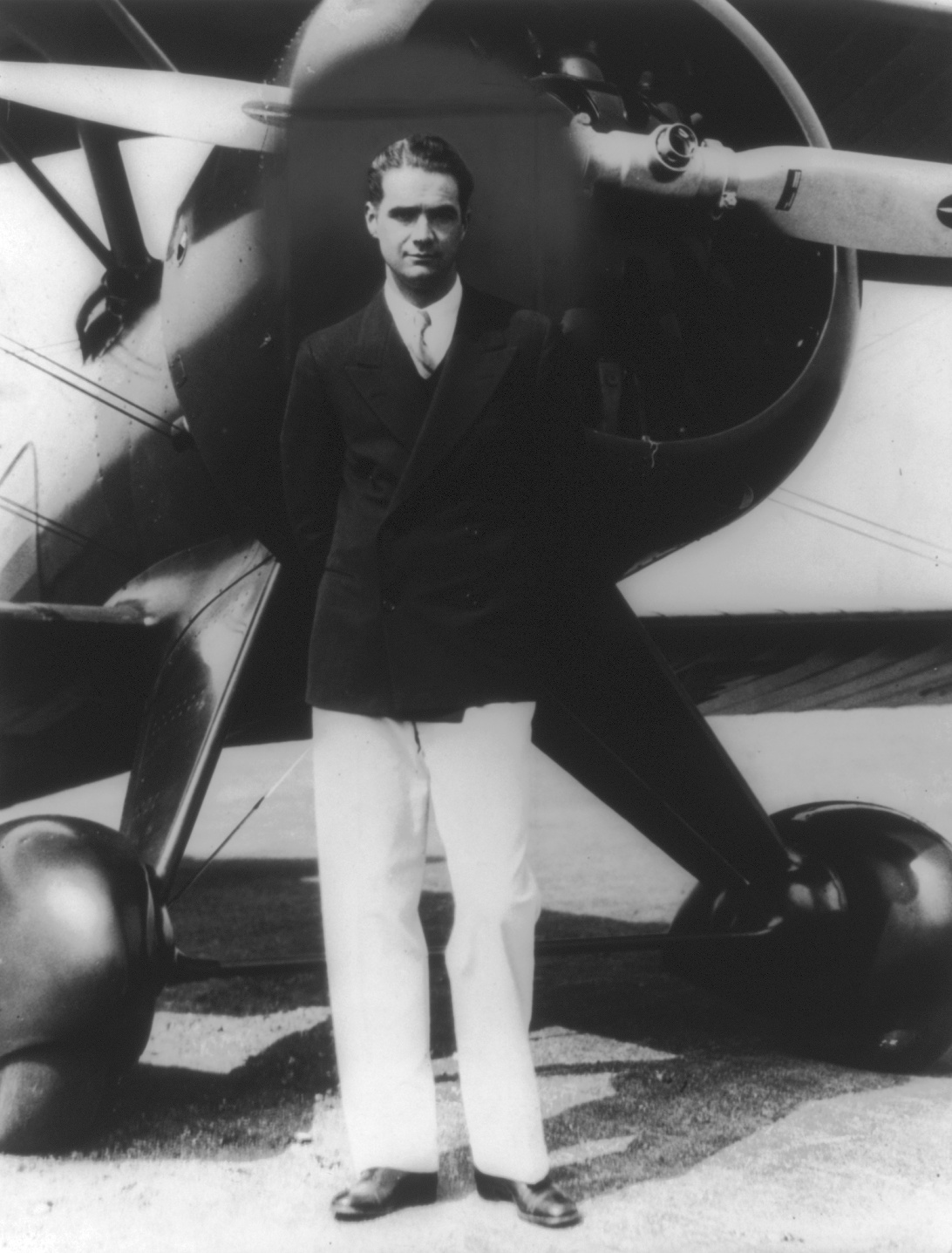
Howard Hughes

- 24. Dezember: Howard Hughes, US-amerikanischer Unternehmer und Luftfahrtpionier († 1976)
- 25. Dezember: Anton Ackermann, SED-Funktionär und Kandidat des Politbüros des ZK der SED († 1973)
- 25. Dezember: Max Aronoff, US-amerikanischer Bratschist und Musikpädagoge († 1981)
- 25. Dezember: Willie „61“ Blackwell, US-amerikanischer Bluesmusiker († 1972)
- 25. Dezember: Sergio Guerri, Kardinal der römisch-katholischen Kirche († 1992)
- 26. Dezember: Anfilogino Guarisi, brasilianisch-italienischer Fußballspieler († 1974)
- 26. Dezember: Mario Varglien, italienischer Fußballspieler und -trainer († 1978)
- 27. Dezember: Antonio Brivio, italienischer Automobilrennfahrer, Bobfahrer und Motorsportfunktionär († 1995)
- 27. Dezember: Paul Krause, deutscher Politiker († 1950)
- 28. Dezember: Oscar Andriani, italienischer Schauspieler († 1987)
- 28. Dezember: Fulvio Bernardini, italienischer Fußballspieler und -trainer († 1984)
- 30. Dezember: Daniil Charms, russischer Schriftsteller († 1942)
- 31. Dezember: Frank Barufski, deutscher Schauspieler, Hörspielsprecher und Moderator († 1991)
- 31. Dezember: Guy Mollet, französischer Politiker († 1975)
- 31. Dezember: Rudolf Ruscheweyh, niederländisch-liechtensteinischer Waffenhändler, Geheimdienstmitarbeiter und Parteispender († 1954)
- 31. Dezember: Jule Styne, US-amerikanischer Komponist († 1994)

### Genaues Geburtsdatum unbekannt
- Əyyub Abbasov, aserbaidschanischer Schriftsteller († 1957)
- Meyer Grabovsky, israelischer Politiker († 1963)
- Ed Bell, auch Sluefoot Joe oder Barefoot Bill, US-amerikanischer Blues-Musiker († 1960)
- Harry Domela, deutscher Hochstapler, Autor und Spanienkämpfer († 1978)
- Muhammad Zakaria Goneim, ägyptischer Ägyptologe († 1959)
- Ernst von Halle, deutscher Automobilrennfahrer († 1928)
- Wilhelm Kelch, deutscher Politiker (SPD), († 1991)
- Arnold Kellerhals, Schweizer Verwaltungsdirektor († 1975)
- Werner Huth, deutscher Bob- und Motorradrennfahrer
- Lionel Parent, kanadischer Sänger und Komponist († 1980)
- Werner Stief, deutscher Volkskundler († 1982)
- Mario Tadini, italienischer Unternehmer und Automobilrennfahrer († 1983)
- Gul Mohammed Zhowandai, afghanischer Dichter und Schriftsteller († 1988)

## Gestorben

### Erstes Quartal

Anton Braith

- 03. Januar: Anton Braith, deutscher Tier- und Landschaftsmaler (* 1836)
- 04. Januar: Paul Pierre Henry, französischer Optiker und Astronom (* 1848)
- 04. Januar: Heinrich von Nauendorf, deutscher Offizier (* 1860)
- 05. Januar: William Claflin, US-amerikanischer Politiker (* 1818)
- 05. Januar: Rudolf Koller, Schweizer Maler (* 1828)
- 07. Januar: Paul Cérésole, Schweizer Politiker (* 1832)
- 08. Januar: Lloyd Lowndes, US-amerikanischer Politiker (* 1845)
- 09. Januar: Louise Michel, französische Anarchistin (* 1830)
- 14. Januar: Ernst Abbe, deutscher Astronom, Mathematiker, Physiker und Sozialreformer (* 1840)
- 17. Januar: Philipp Victor Achilles Andreae, deutscher Geologe und Paläontologe (* 1859)
- 19. Januar: Benjamin F. Rice, US-amerikanischer Politiker (* 1828)
- 26. Januar: Johann Baptist Schneider, Generalvikar, Weihbischof (* 1840)
- 29. Januar: Heinrich Adam, deutsch-österreichischer Architekt und Wiener Gemeinderat (* 1839)
- 29. Januar: Hermann Landois, deutscher Zoologieprofessor (* 1835)
- 30. Januar: Eduard Ebel, deutscher evangelischer Pfarrer und Dichter (* 1839)
- 31. Januar: José Reyes, dominikanischer Komponist und Musiker (* 1835)
- 01. Februar: Oswald Achenbach, deutscher Maler (* 1827)
- 01. Februar: Heinrich Lanz, Hersteller von Landmaschinen, Lokomobilen und Traktoren (* 1838)
- 01. Februar: Ludwig von Tetmajer, Schweizer Bauingenieur, Pionier der Materialprüfung und -forschung und Begründer der Eidgenössischen Materialprüfungs- und Forschungsanstalt (* 1850)
- 02. Februar: Adolf Bastian, deutscher Ethnologe (* 1826)
- 04. Februar: Louis-Ernest Barrias, französischer Bildhauer (* 1841)
- 07. Februar: Thomas Adams, US-amerikanischer Erfinder (* 1818)
- 08. Februar: Charles Mazeau, französischer Politiker (* 1925)

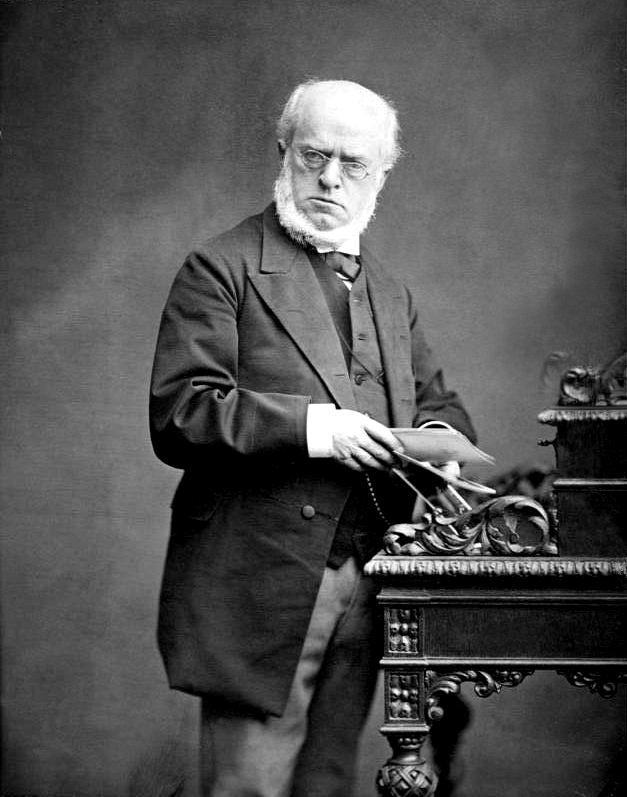
Adolph Menzel, 1900

- 09. Februar: Adolph von Menzel, deutscher Maler und Grafiker (* 1815)
- 11. Februar: Otto Erich Hartleben, deutscher Dramatiker, Lyriker und Erzähler (* 1864)
- 13. Februar: Wilhelm Gurlitt, deutscher Archäologe (* 1844)
- 15. Februar: Lew Wallace, US-amerikanischer Militär, Politiker und Schriftsteller (* 1827)
- 23. Februar: Friedrich Ehrbar, österreichischer Klavierfabrikant (* 1827)
- 23. Februar: Jonathan Ross, US-amerikanischer Politiker (* 1826)
- 24. Februar: Robert Austin, englischer Entdecker und Ingenieur (* 1825)
- 24. Februar: Erich Giersberg, deutscher Feuerwehrmann und Erfinder (* 1854)
- 27. Februar: George S. Boutwell, US-amerikanischer Politiker (* 1818)
- 01. März: Edward O. Wolcott, US-amerikanischer Politiker (* 1848)
- 09. März: Nikolai Karl Adolf Anderson, deutsch-baltischer Philologe (* 1845)
- 09. März: William B. Bate, US-amerikanischer Politiker und Generalmajor im konföderierten Heer (* 1826)
- 12. März: Rudolf von Alt, österreichischer Landschafts- und Architekturmaler (* 1812)
- 13. März: Franz Gustav Arndt, deutscher Landschafts- und Genremaler (* 1842)
- 15. März: Meyer Guggenheim, schweizerisch-US-amerikanischer Industrieller (* 1828)
- 18. März: Joseph Roswell Hawley, US-amerikanischer Politiker und Gouverneur (* 1826)
- 21. März: Heinrich Bohner, deutscher evangelischer Missionar (* 1842)
- 24. März: Henny Jebsen, deutsche Blumen- und Landschaftsmalerin (* 1851)

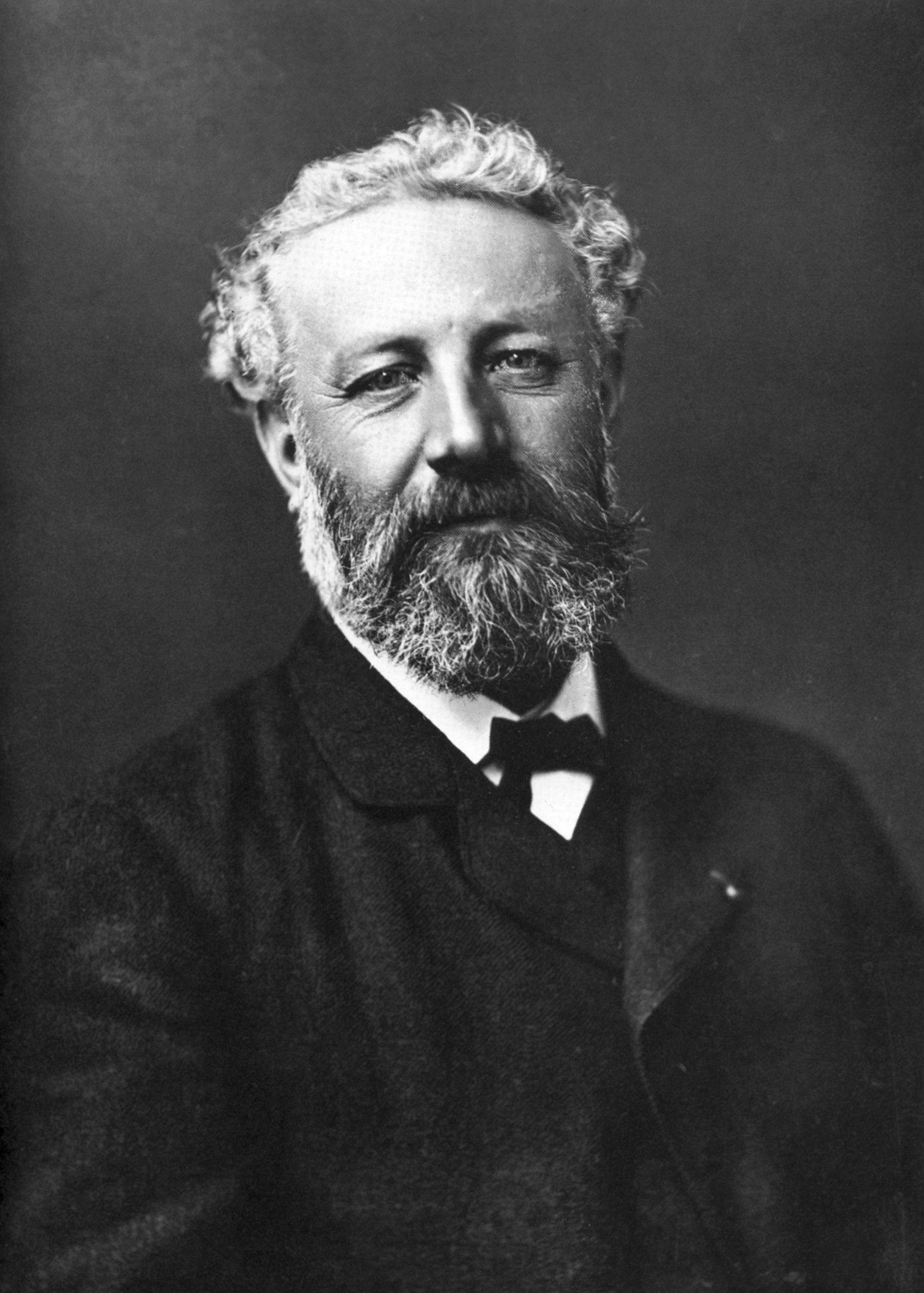
Jules Verne, um 1890

- 24. März: Jules Verne, französischer Schriftsteller (* 1828)
- 26. März: Amédée Girod, Schweizer Jurist und Politiker (* 1835)

### Zweites Quartal

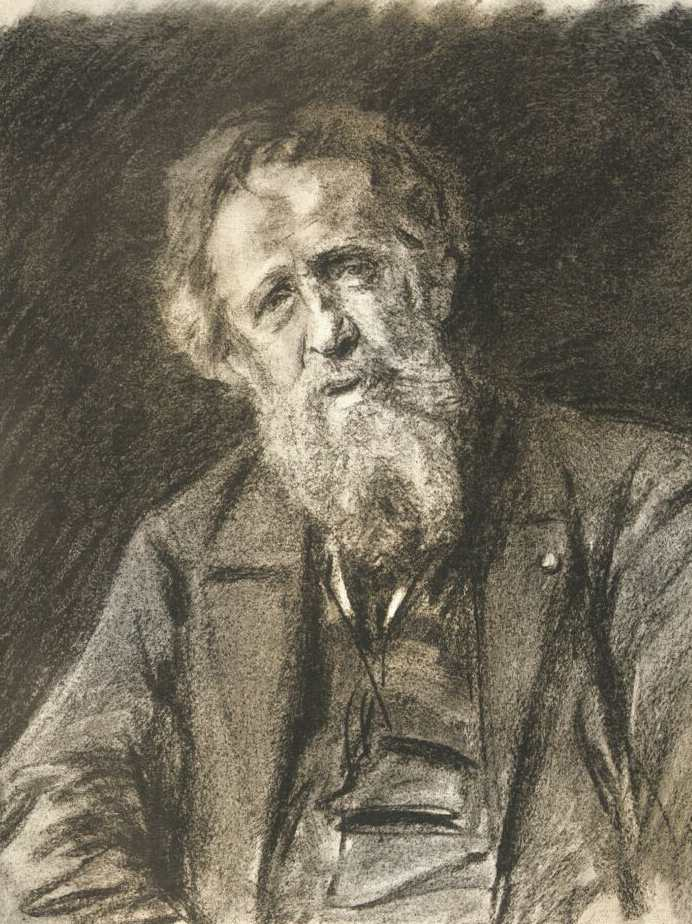
Porträt Constantin Meunier von Max Liebermann

- 04. April: Constantin Meunier, belgischer Bildhauer und Maler (* 1831)
- 04. April: Paul von Winterfeld, deutscher Altphilologe (* 1872)
- 07. April: Robert de Bonnières, französischer Schriftsteller (* 1850)
- 08. April: Cullen Andrews Battle, Brigadegeneral der Konföderierten (* 1829)
- 10. April: Martin Garlieb Amsinck, deutscher Schiffbauer und Reeder (* 1831)
- 14. April: Halbert E. Paine, US-amerikanischer Politiker und General (* 1826)
- 16. April: Otto Wilhelm von Struve, deutscher Astronom, der in Russland arbeitete (* 1819)
- 18. April: Juan Valera, spanischer Dichter, Politiker und Diplomat (* 1824)
- 21. April: William Wallace Armstrong, US-amerikanischer Drucker, Redakteur und Politiker (* 1833)
- 21. April: Orville H. Platt, US-amerikanischer Politiker (* 1827)
- 27. April: Alvin Hawkins, US-amerikanischer Politiker (* 1821)
- 28. April: Andrea Aiuti, italienischer Kurienkardinal (* 1849)
- 14. Mai: Thomas James Churchill, US-amerikanischer Politiker (* 1824)
- 15. Mai: John Baptiste Calkin, englischer Komponist, Organist und Musikpädagoge (* 1827)
- 18. Mai: Henrik Jørgen Huitfeldt-Kaas, norwegischer Archivar, Heraldiker und Genealoge (* 1834)
- 21. Mai: Émile Jonas, französischer Komponist und Kantor (* 1827)
- 26. Mai: Sawwa Timofejewitsch Morosow, russischer Kaufmann, Industrieller, Mäzen und Philanthrop (* 1862)
- 26. Mai: Alphonse de Rothschild, französischer Bankier (* 1827)
- 28. Mai: Friedrich Junge, deutscher Biologe (* 1832)
- 28. Mai: Balduin Möllhausen, deutscher Reisender und Schriftsteller (* 1825)
- 29. Mai: Adolf Petschek, österreichisch-ungarischer Börsenmakler und Bankier (* 1834)
- 30. Mai: Albert Ellmenreich, deutscher Schauspieler und Schriftsteller (* 1816)
- 31. Mai: Emil Arnoldt, deutscher Philosoph und Privatgelehrter (* 1828)
- 31. Mai: Franz Joseph Strauss, deutscher Hornist und Komponist (* 1822)
- 01. Juni: Johann Heinrich Lahmann, deutscher Arzt und Naturheiler (* 1860)
- 03. Juni: Hudson Taylor, christlicher Missionar in China (* 1832)
- 04. Juni: Edme Armand Gaston duc d’Audiffret-Pasquier, französischer Politiker (* 1823)
- 04. Juni: Orla Rosenhoff, dänischer Komponist und Musikpädagoge (* 1844)
- 05. Juni: Johannes Miesler, deutscher Unternehmer, Verleger und Drucker (* 1851)
- 08. Juni: Kurt Wachsmuth, deutscher Philologe (* 1837)
- 13. Juni: Nathaniel Meyer von Rothschild, österreichischer Kunstsammler, Bauherr, Blumenzüchter und Mäzen (* 1836)
- 13. Juni: Tippu-Tip, ostafrikanischer Sklaven- und Elfenbeinhändler (* 1837/38)
- 15. Juni: Carl Wernicke, deutscher Psychiater (* 1848)
- 15. Juni: Hermann von Wissmann, Reichskommissar und Gouverneur in Deutsch-Ostafrika (* 1853)
- 16. Juni: Johann Gottfried Steffan, Schweizer Landschaftsmaler (* 1815)
- 17. Juni: Máximo Gómez, kubanischer General der Unabhängigkeitskriege von 1868 bis 1898 (* 1836)
- 18. Juni: Carmine Crocco, italienischer Brigant (* 1830)
- 18. Juni: Hermann Lingg, deutscher Dichter (* 1820)
- 22. Juni: Francis Lubbock, US-amerikanischer Politiker (* 1815)
- 25. Juni: Sir Augustus Charles Gregory, australischer Entdecker (* 1819)
- 26. Juni: Franz Overbeck, deutscher Theologe (* 1837)
- 28. Juni: Stephan Steinberger, bayerischer Bergsteiger und Kapuzinerpater (* 1833)
- 30. Juni: Friedrich Ladegast, deutscher Orgelbauer (* 1818)

### Drittes Quartal
- 01. Juli: John Hay, US-amerikanischer Politiker (* 1838)

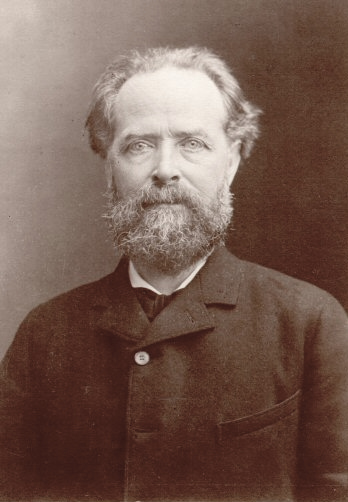
Élisée Reclus

- 04. Juli: Élisée Reclus, französischer Geograph und Anarchist (* 1830)
- 05. Juli: Friedrich Gerber, Schweizer evangelischer Geistlicher und Pädagoge (* 1828)
- 06. Juli: Anton Burger, deutscher Maler, Zeichner und Radierer (* 1824)
- 07. Juli: Wilbur F. Sanders, US-amerikanischer Politiker (* 1834)
- 08. Juli: Rudolf Hilty, Schweizer Unternehmer und Politiker (* 1815)
- 10. Juli: Joseph Merklin, deutscher Orgelbauer (* 1819)
- 10. Juli: Georges Nagelmackers, belgischer Unternehmer, Initiator des Orientexpress (* 1845)
- 11. Juli: Muhammad Abduh, islamischer Reformer (* 1849)
- 12. Juli: Jørgen Malling, dänischer Komponist (* 1836)
- 15. Juli: Eduard Leonhardi, deutscher Landschaftsmaler (* 1828)
- 16. Juli: Mauro Fernández Acuña, costa-ricanischer Minister für öffentliche Bildung und Bankdirektor (* 1843)
- 16. Juli: Wilhelm Storck, deutscher Germanist, Romanist und Übersetzer (* 1829)
- 23. Juli: Daniel Scott Lamont, US-amerikanischer Politiker (* 1851)
- 24. Juli: Adolf Cluss, deutsch-amerikanischer Architekt (* 1825)
- 29. Juli: Agnes Marshall, englische Köchin, Autorin und Erfinderin (* 1855)
- 30. Juli: August Ferdinand Wäldner, deutscher Orgelbauer (* 1817)
- 04./5. August: Kinjikitile Ngwale, tansanischer Heiler und Vorbereiter des Maji-Maji-Aufstands
- 05. August: Julius Stinde, deutscher Chemiker, Journalist und Schriftsteller (* 1841)
- 06. August: Anton Ažbe, österreichischer Maler slowenischer Herkunft (* 1862)
- 19. August: William Adolphe Bouguereau, französischer Maler (* 1825)
- 19. August: Eduard Wolff, deutscher Unternehmer und Kommunalpolitiker (* 1855)
- 20. August: Heinrich Bulthaupt, deutscher Autor (* 1849)
- 20. August: Franz Reuleaux, deutscher Ingenieur (* 1829)
- 27. August: Amalia del Pilar de Borbón, Infantin von Spanien (* 1834)
- 28. August: Ioannis Apostolou, griechischer Tenor (* 1860/1863)
- 09. September: Heinrich Gassner, Oberbürgermeister von Mainz (* 1847)
- 11. September: Jules Arnous de Rivière, französischer Schachspieler (* 1830)
- 14. September: Pierre Savorgnan de Brazza, französischer Afrikaforscher (* 1852)
- 15. September: Julio Ituarte, mexikanischer Komponist (* 1845)
- 18. September: Willy Schmitter, deutscher Radrennfahrer (* 1884)
- 19. September: Thomas John Barnardo, irisch-britischer Wohltäter (* 1845)
- 19. September: Jānis Līcis, lettischer Priester und orthodoxer Märtyrer (* 1832)
- 22. September: Henry Howard, US-amerikanischer Politiker (* 1826)
- 22. September: Charles Triplett O’Ferrall, US-amerikanischer Politiker (* 1840)
- 23. September: Karl Schilling, deutsch-baltischer Pastor und evangelischer Märtyrer (* 1865)
- 00. September: Ferdinando Bonamici, italienischer Komponist und Musikpädagoge (* 1827)

### Viertes Quartal
- 05. Oktober: Carlos Walker Martínez, chilenischer Autor und Politiker (* 1842)
- 06. Oktober: Charles Brown, englischer Maschinenkonstrukteur (* 1827)

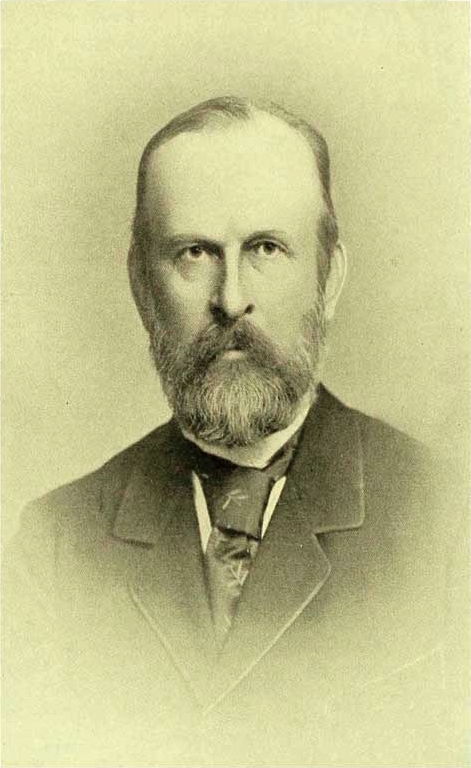
Ferdinand von Richthofen

- 06. Oktober: Ferdinand von Richthofen, deutscher Geograf und Forschungsreisender (* 1833)
- 07. Oktober: Pedro Américo, brasilianischer Maler (* 1843)
- 08. Oktober: Johann Gottlieb Schoch, deutscher Gartenarchitekt und Gartendirektor (* 1853)
- 17. Oktober: Franz Fauth, deutscher Pädagoge (* 1841)
- 21. Oktober: Hermann Usener, deutscher Altphilologe und Religionswissenschaftler (* 1834)
- 29. Oktober: Hendrik Witbooi, Kaptein der Witbooi-Orlam (* zwischen 1824 und 1838)
- 30. Oktober: Jules Danbé, französischer Dirigent und Geiger (* 1840)
- 02. November: Horace Austin, US-amerikanischer Politiker (* 1831)
- 02. November: Rudolf Albert (von) Kölliker, Schweizer Anatom und Physiologe (* 1817)
- 04. November: Clara Müller-Jahnke, deutsche Dichterin, Journalistin und Frauenrechtlerin (* 1860)
- 07. November: Florence Dixie, britische Reisende und Schriftstellerin (* 1855)
- 08. November: Max Aronheim, deutscher Jurist und Unternehmer (* 1849)

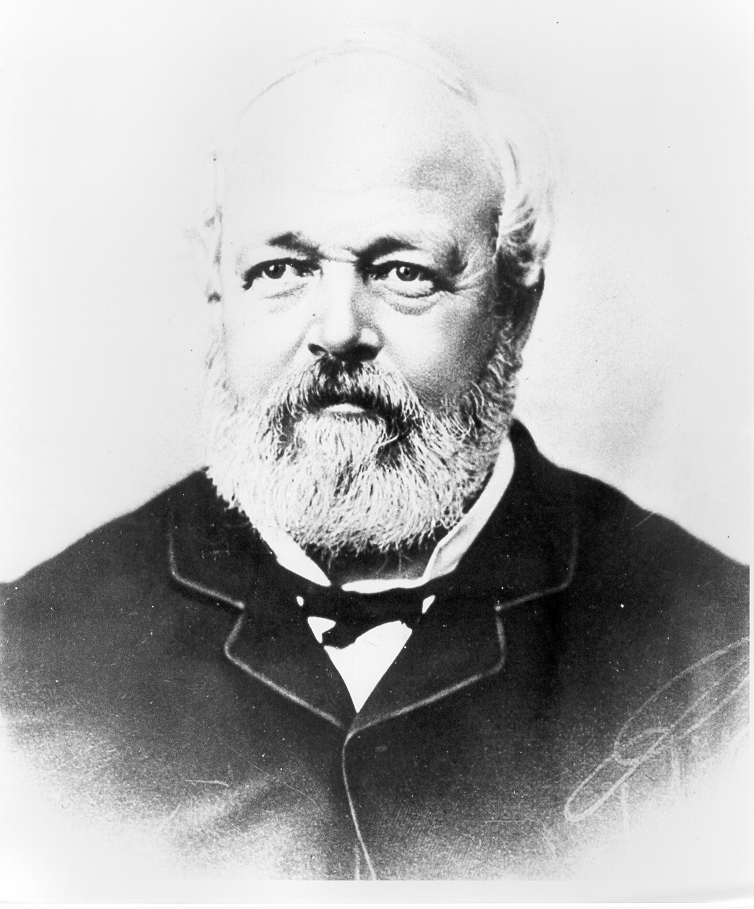
Robert Whitehead

- 14. November: Robert Whitehead, britischer Ingenieur und Konstrukteur (* 1823)
- 16. November: Ehrenfried Leichel, deutscher, in den Niederlanden tätiger Orgelbauer (* 1828)
- 17. November: Adolph I., Herzog zu Nassau und Großherzog von Luxemburg (* 1817)
- 18. November: Heinrich Hauser, Schweizer Landwirt und liberaler Politiker (* 1851)
- 22. November: Carl Friedrich Heinrich von Arnim, deutscher Jurist und Verwaltungsbeamter (* 1831)
- 30. November: Clementine Abel, deutsche Schriftstellerin (* 1826)
- 09. Dezember: Henry Holmes, englischer Komponist, Geiger und Musikpädagoge (* 1839)
- 11. Dezember: Paul Meurice, französischer Schriftsteller (* 1818)
- 12. Dezember: William Sharp („Fiona Macleod“), schottischer Schriftsteller (* 1855)
- 13. Dezember: Anna Maria Rosalia Ferdinande Gräfin von der Asseburg, deutsche Adelige (* 1830)
- 19. Dezember: John A. Burbank, US-amerikanischer Politiker (* 1827)